# Biserica de lemn din Rădulești

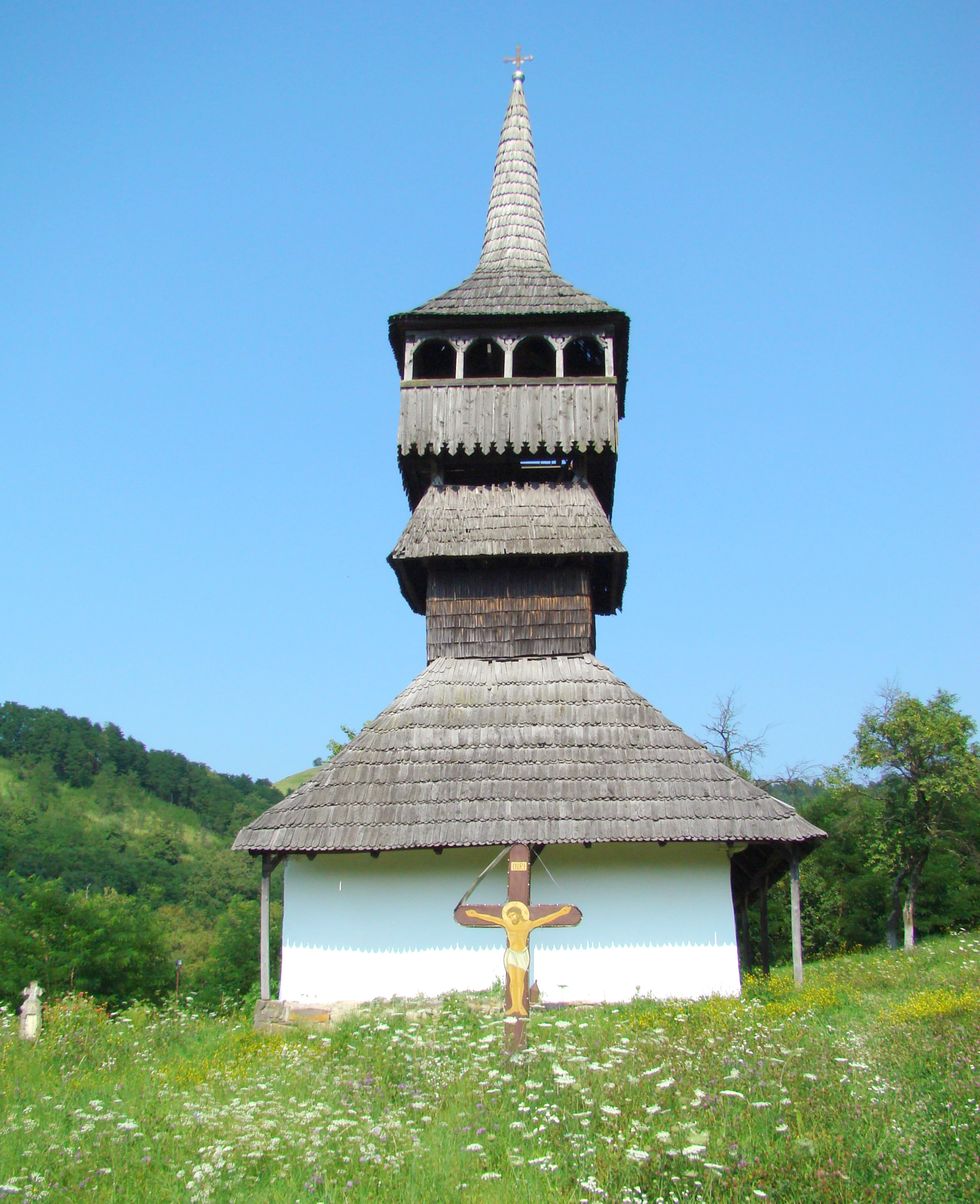
Biserica de lemn „Sf.Cuvioasă Paraschiva” din Răduleşti, comuna Dobra, județul Hunedoara, foto: august 2009.

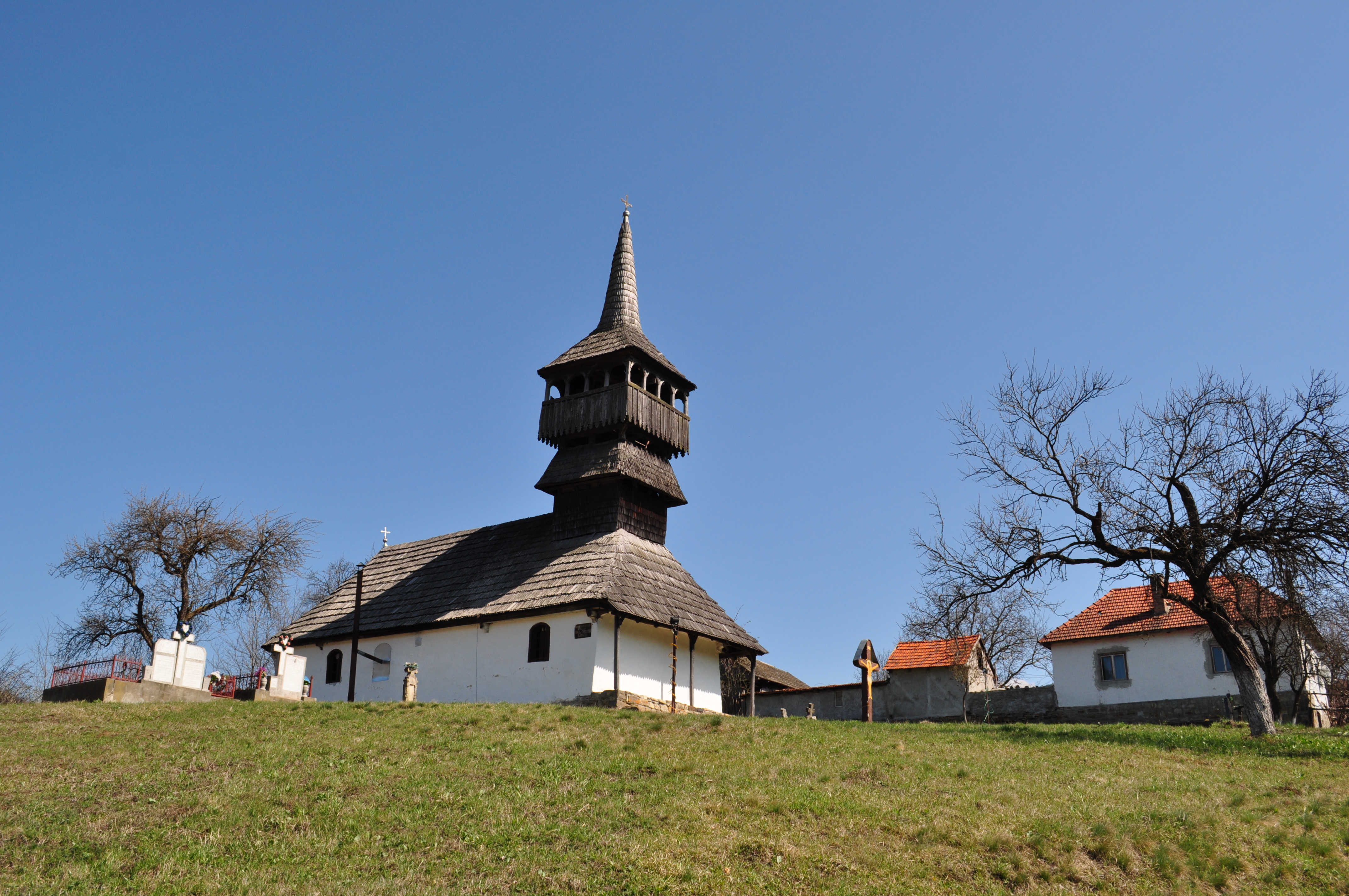
Biserica de lemn „Cuvioasa Paraschiva” din Rădulești, comuna Dobra, județul Hunedoara, foto: aprilie 2012.

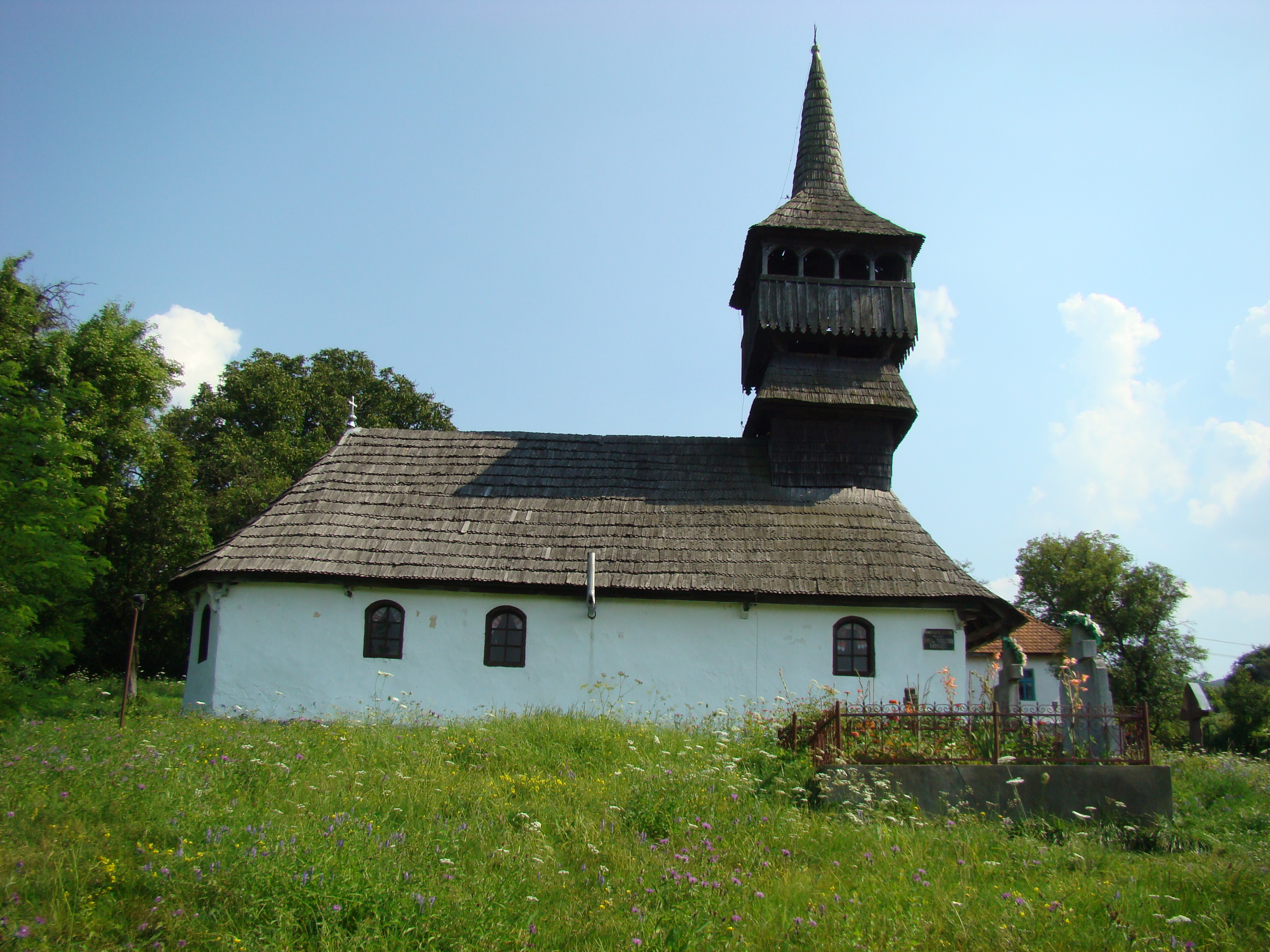
Biserica (nord)

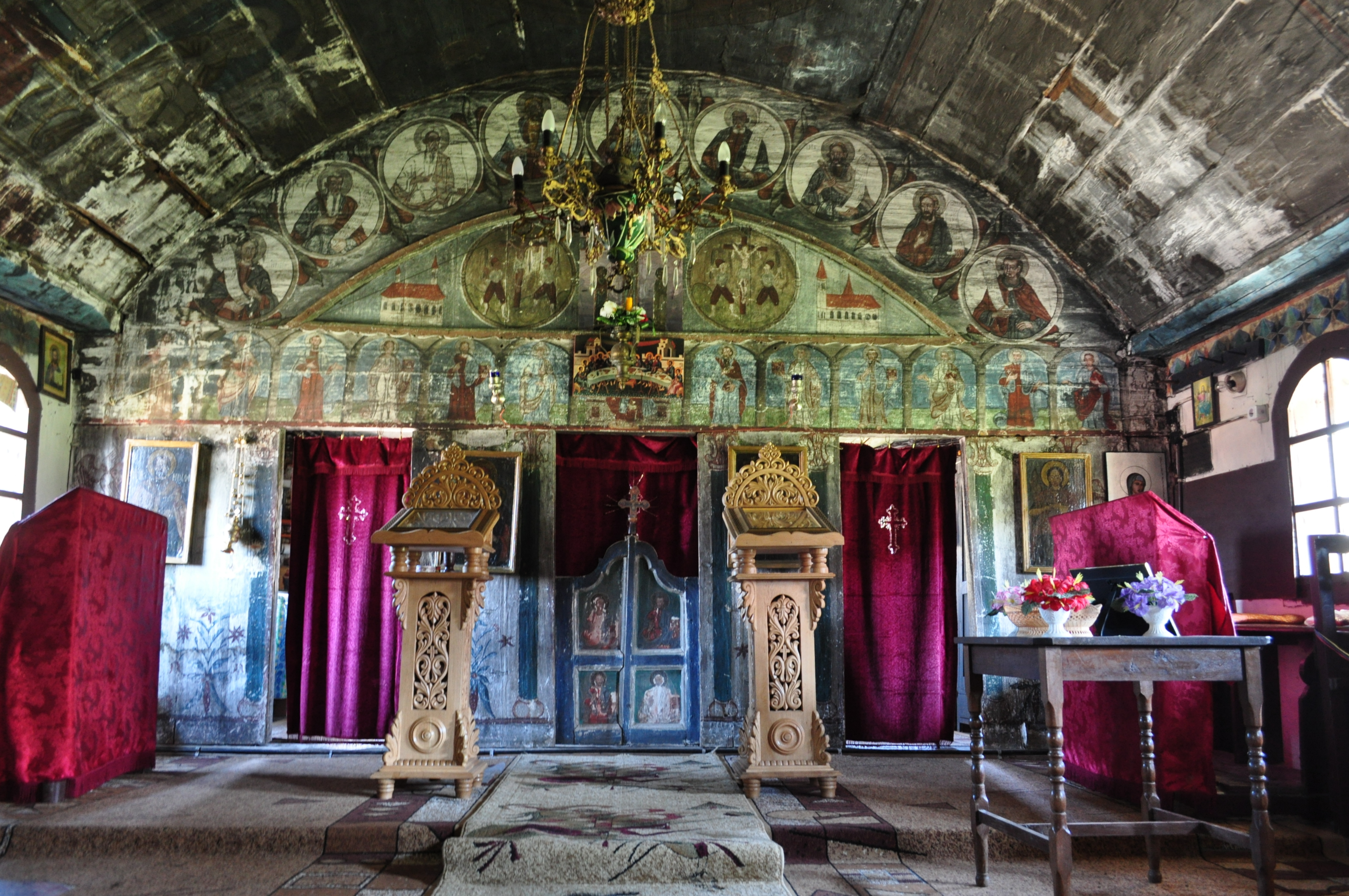
Interiorul navei

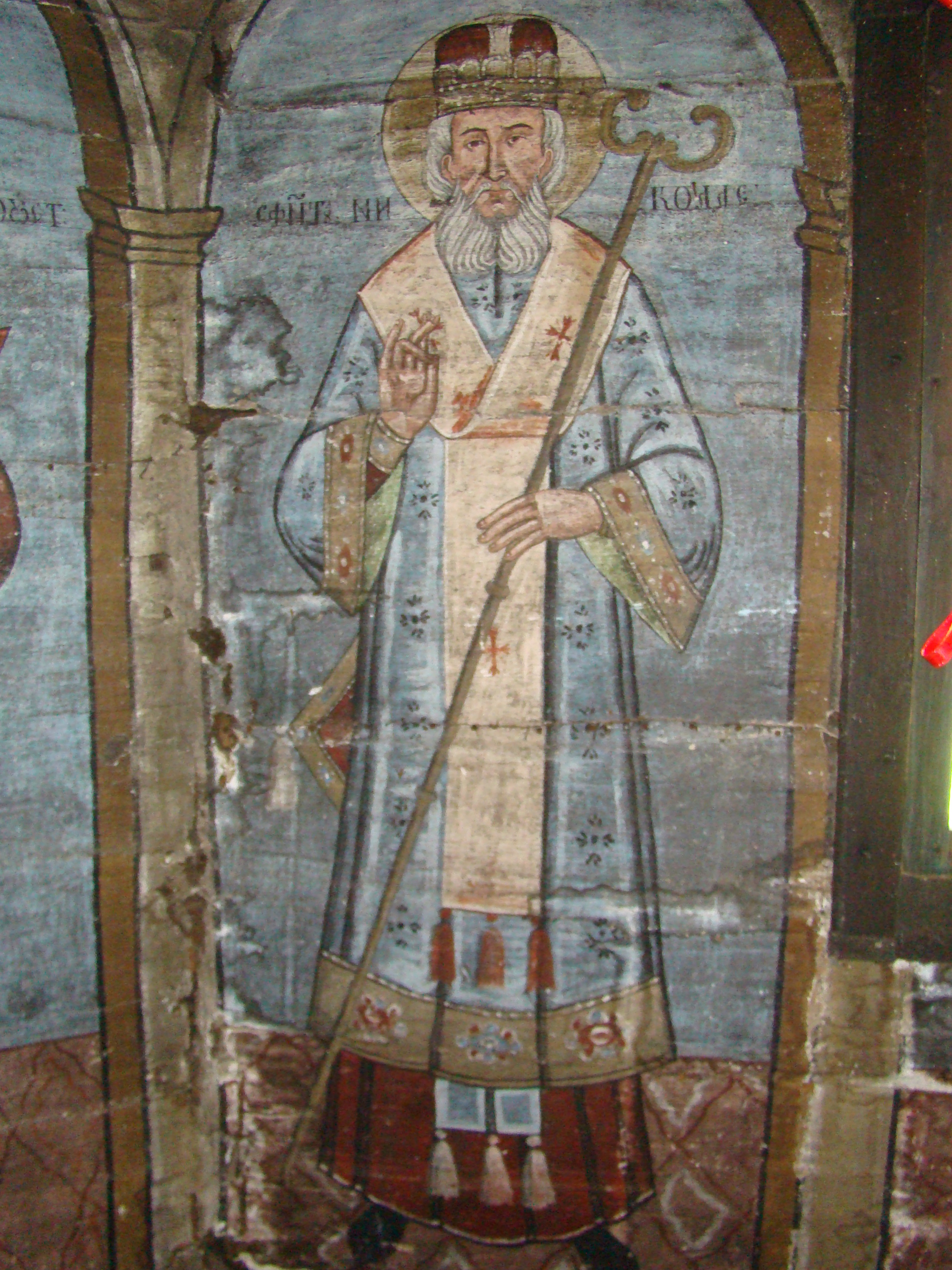
Pictura altarului: Sfinții Părinți

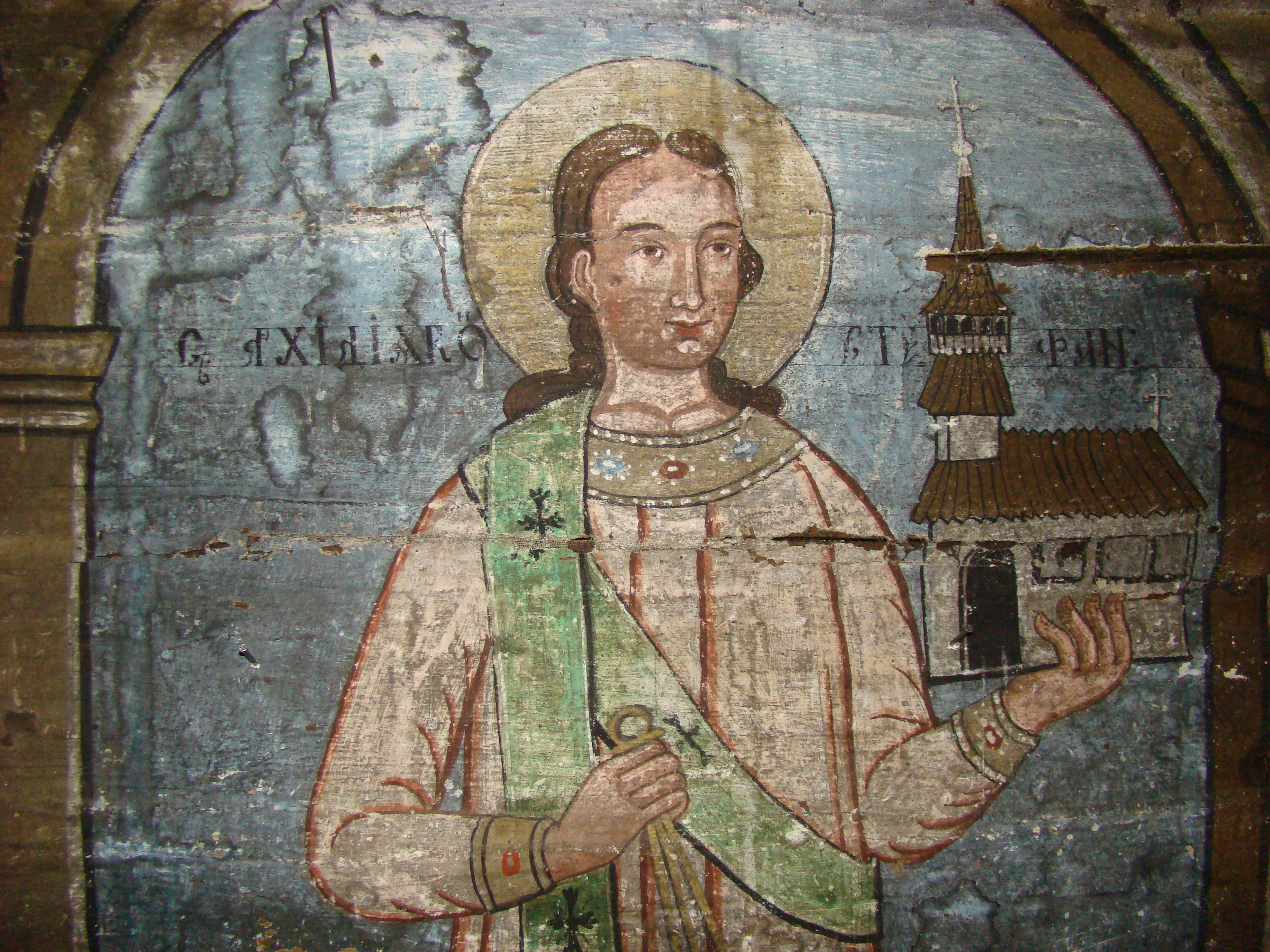
Sfântul Arhidiacon Ștefan

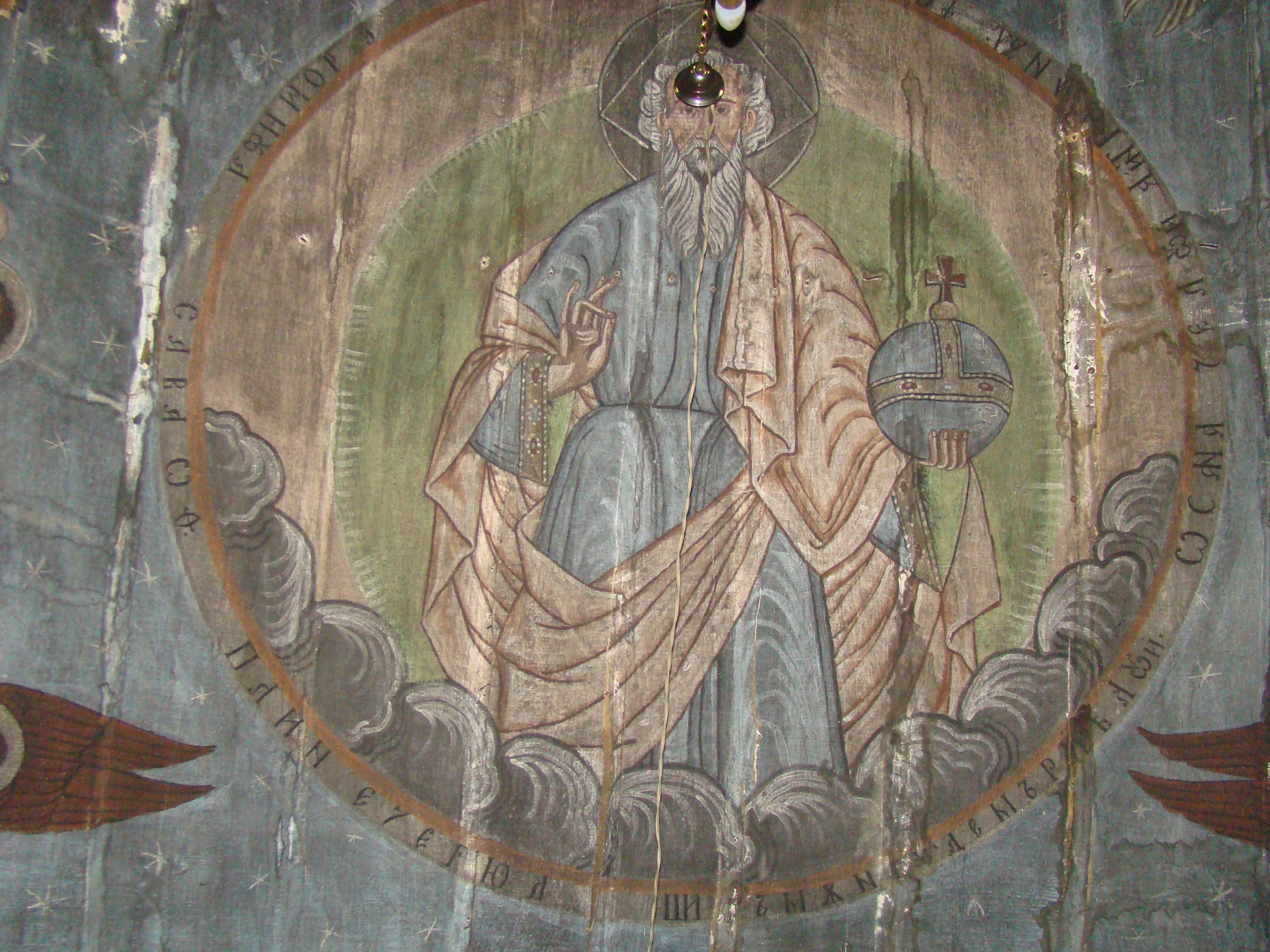
Bolta navei: Tatăl Savaot

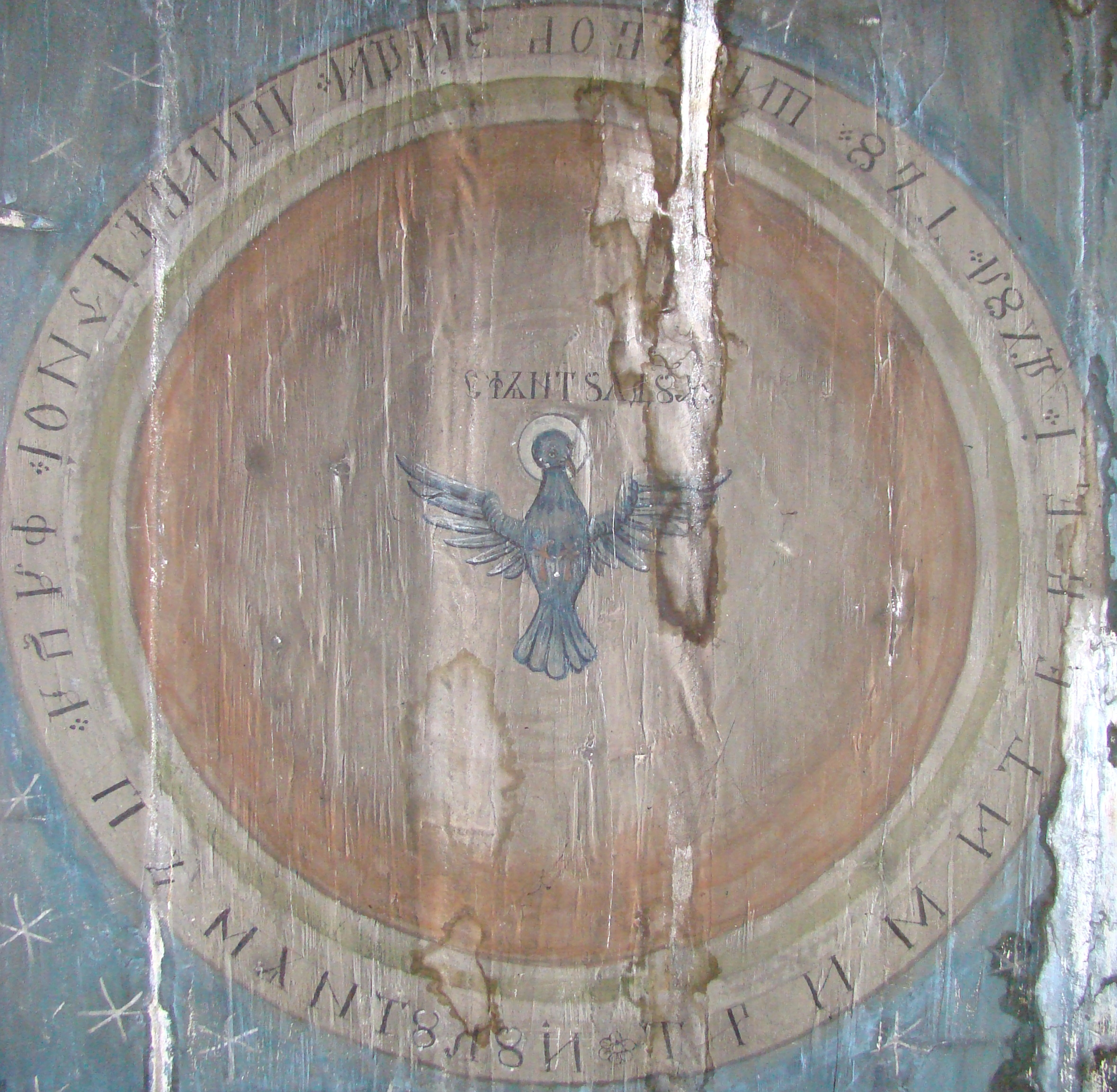
Bolta navei: Sfântul Duh

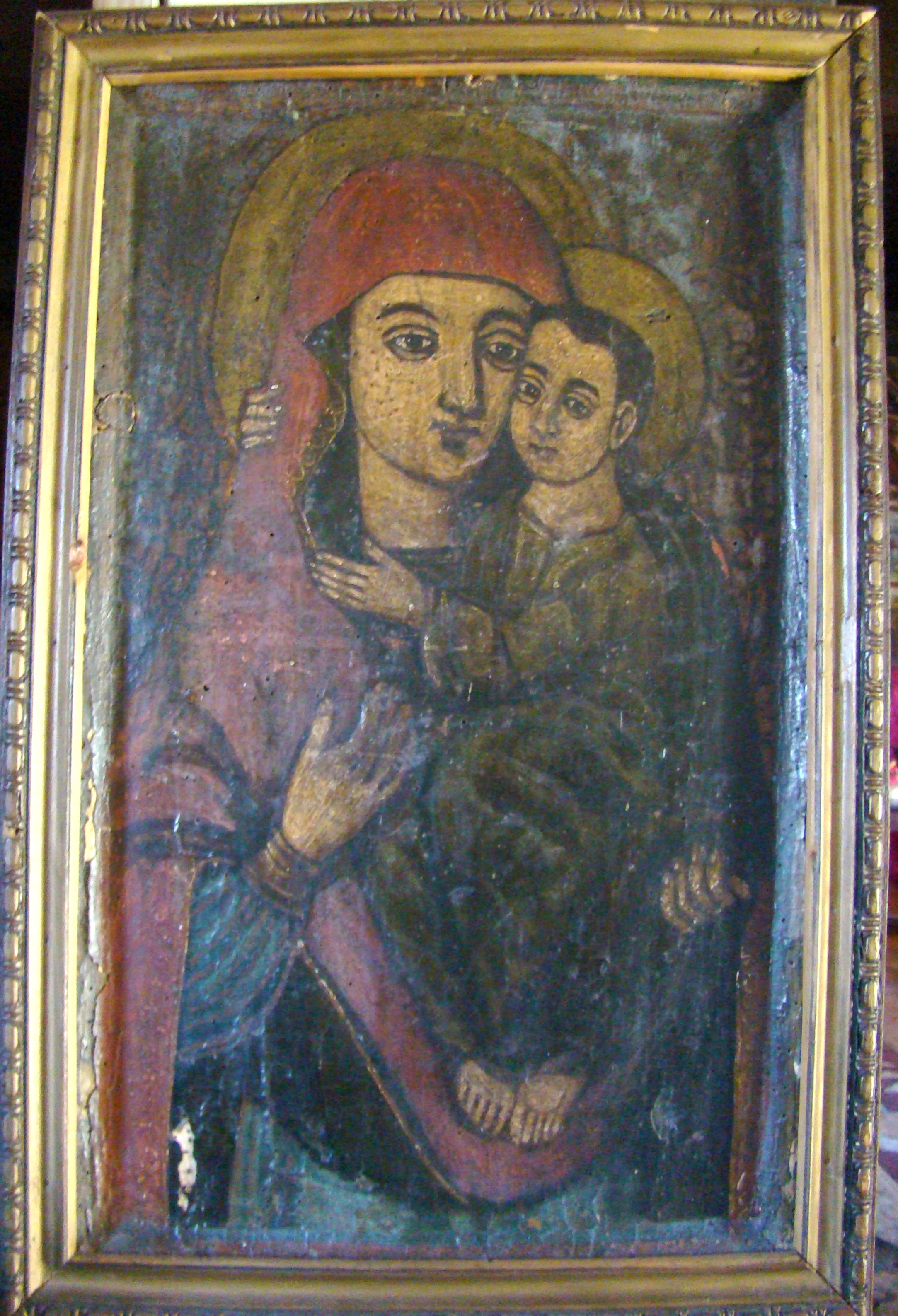
Maica Domnului cu Pruncul

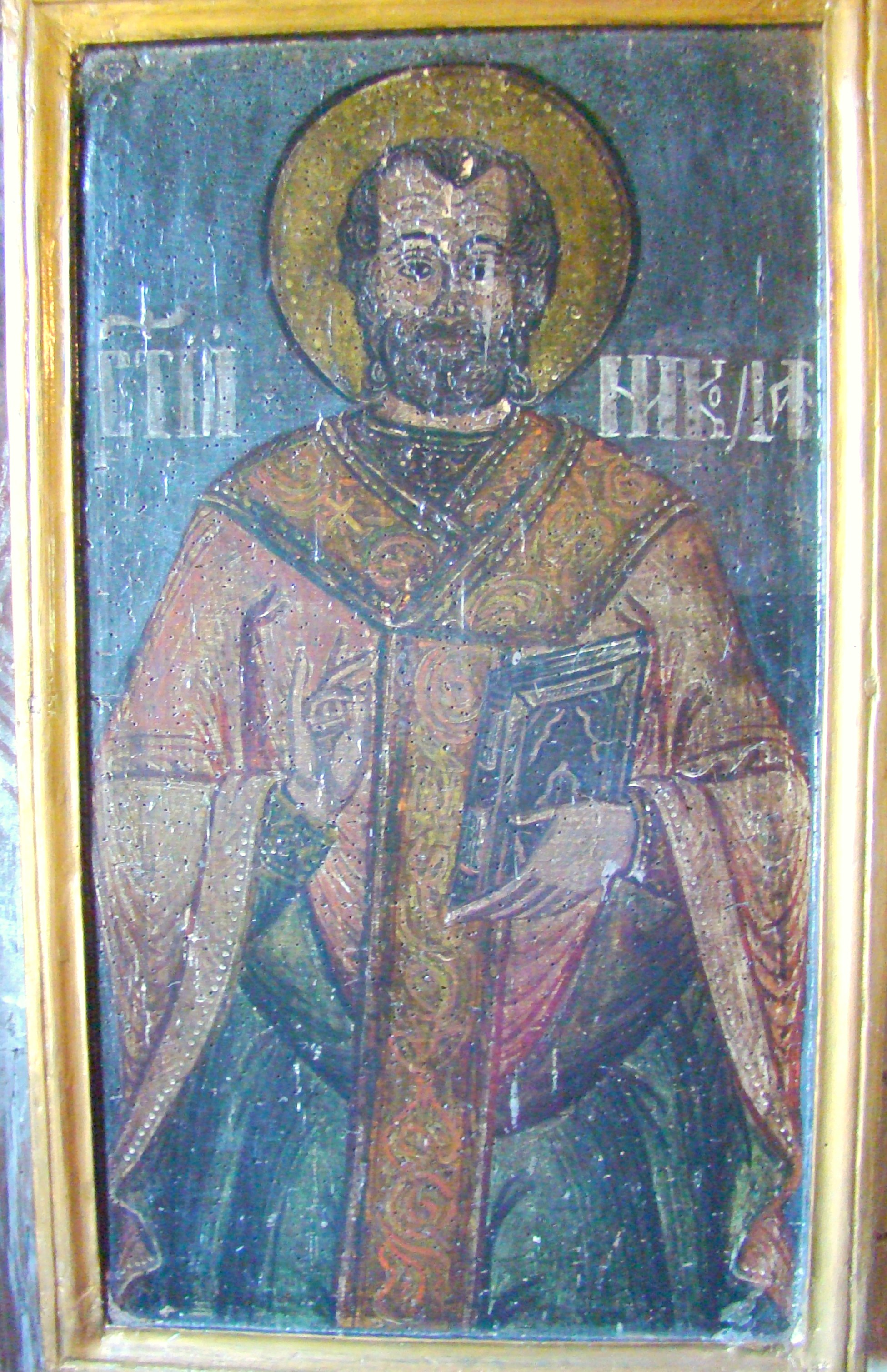
Sfântul Nicolae

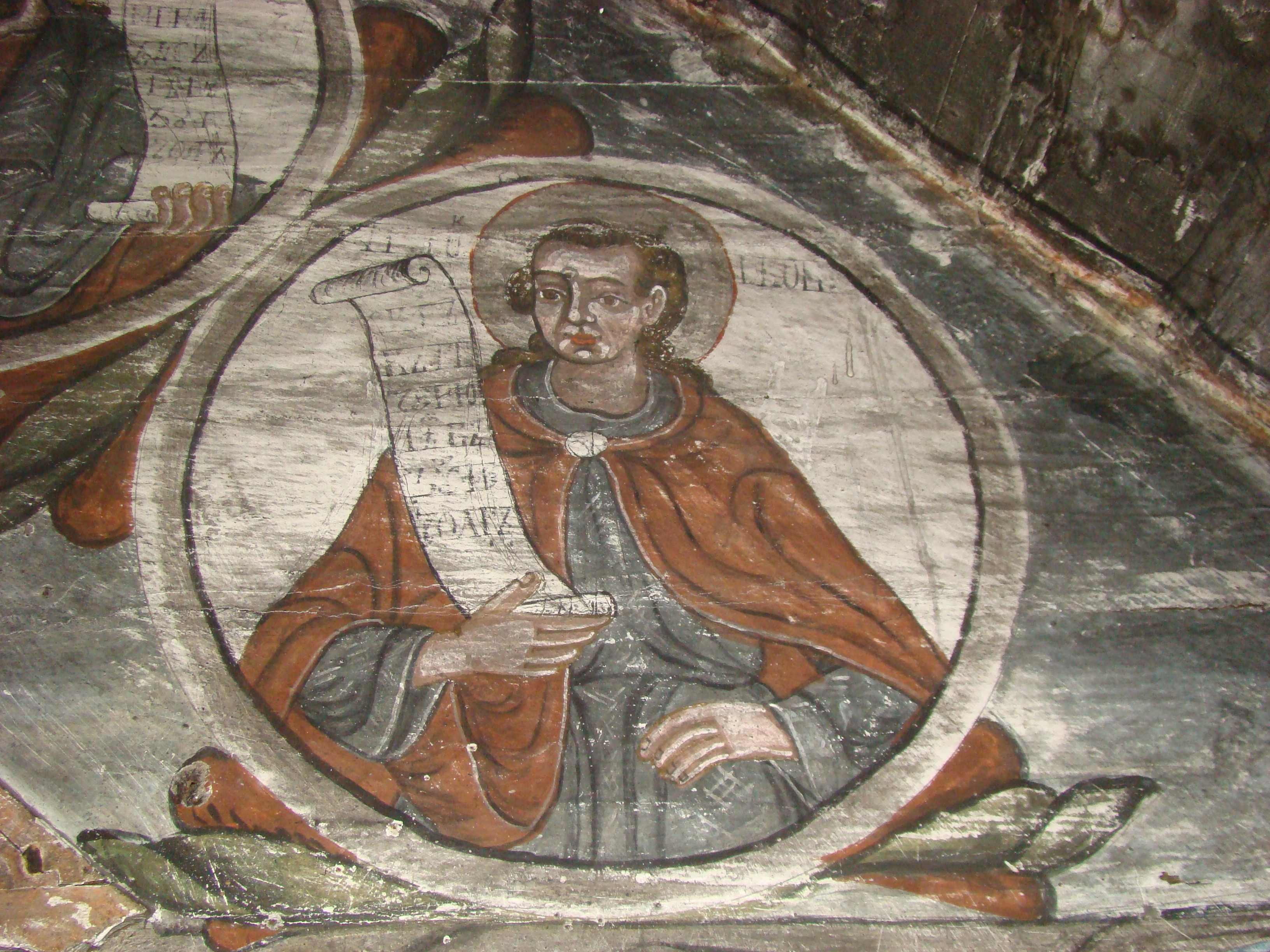
Iconostas (detaliu): Prooroc

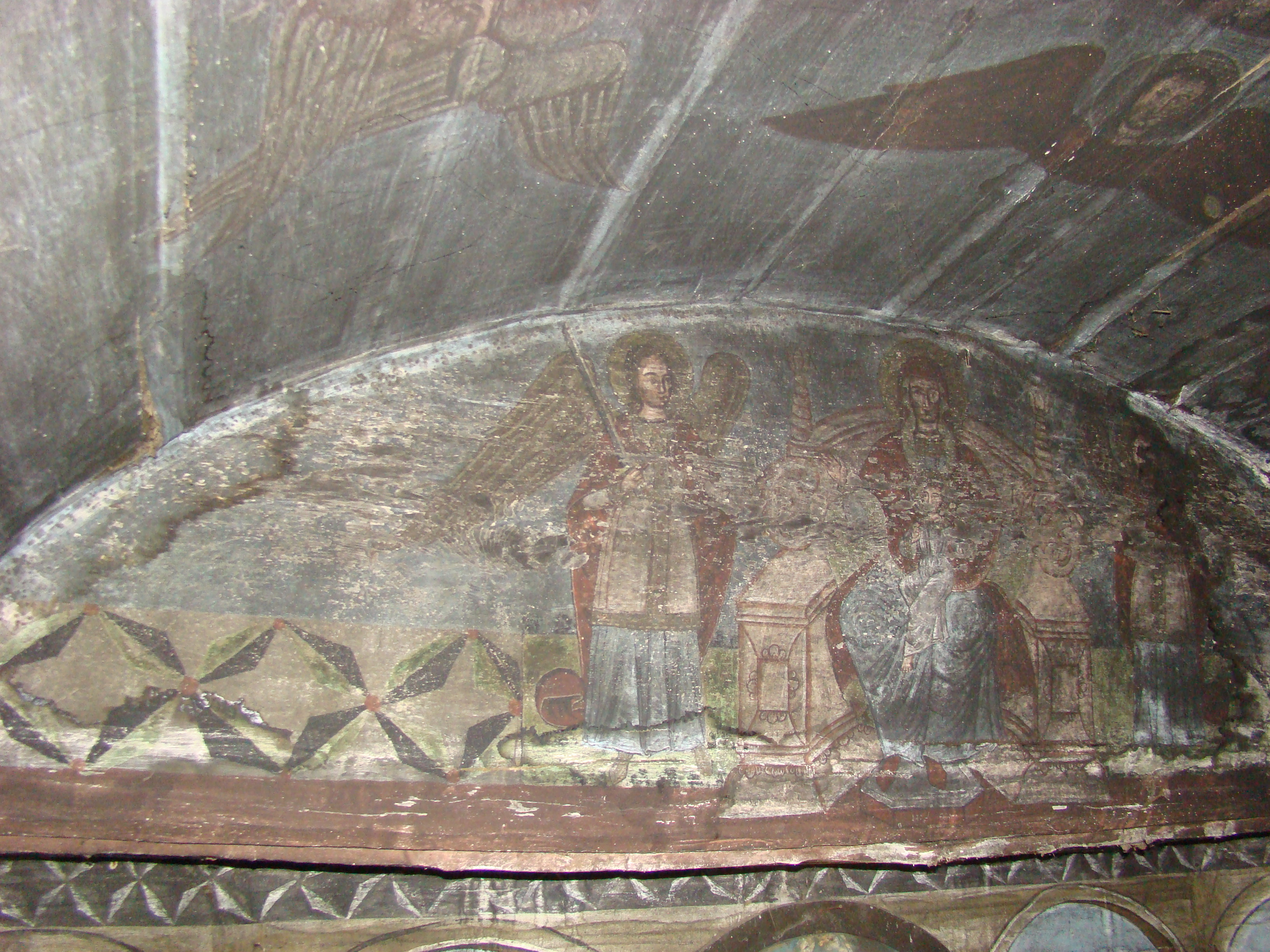
Dosul catapetesmei văzut din absida altarului

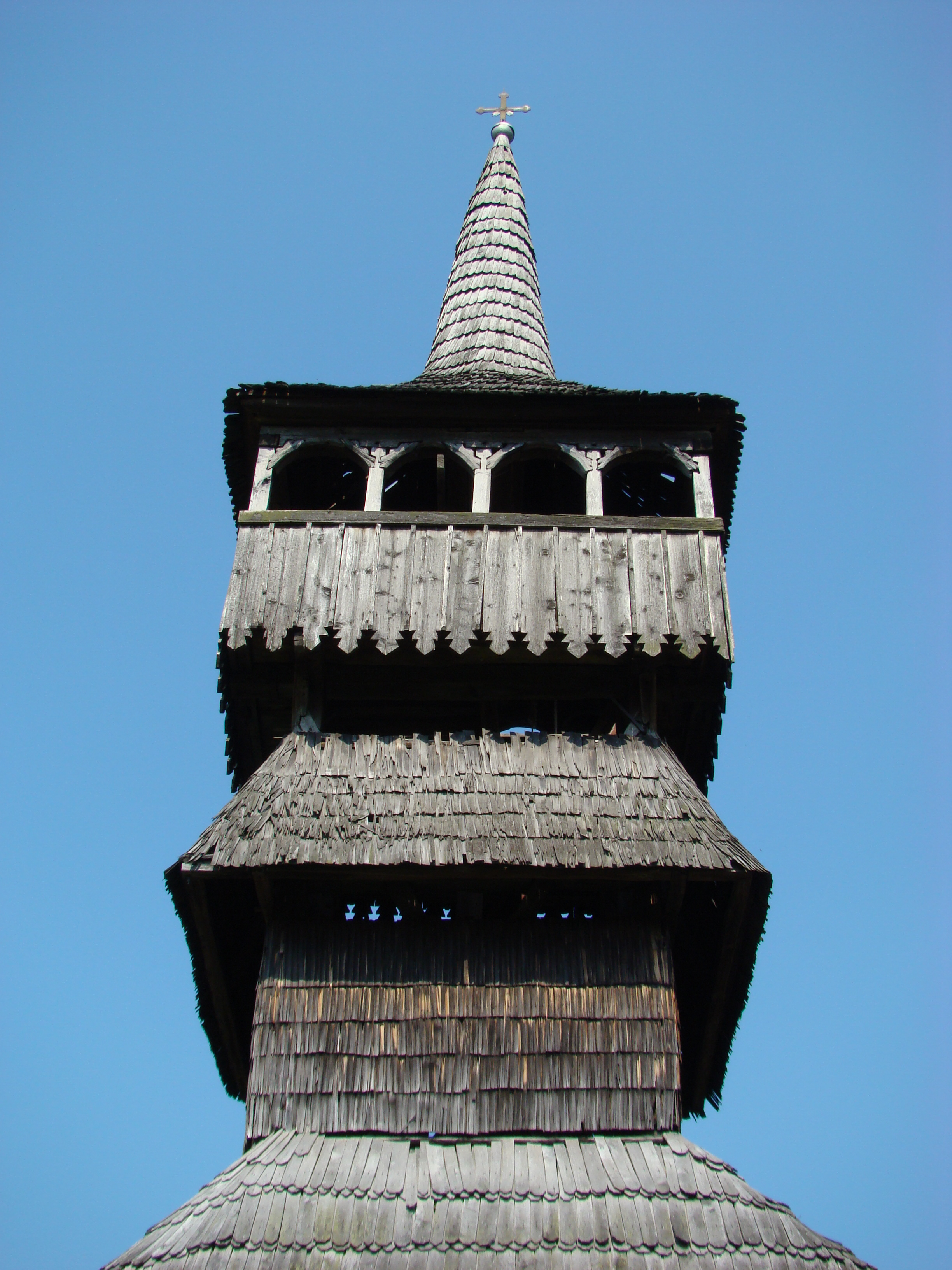
Turnul cu foișor în console

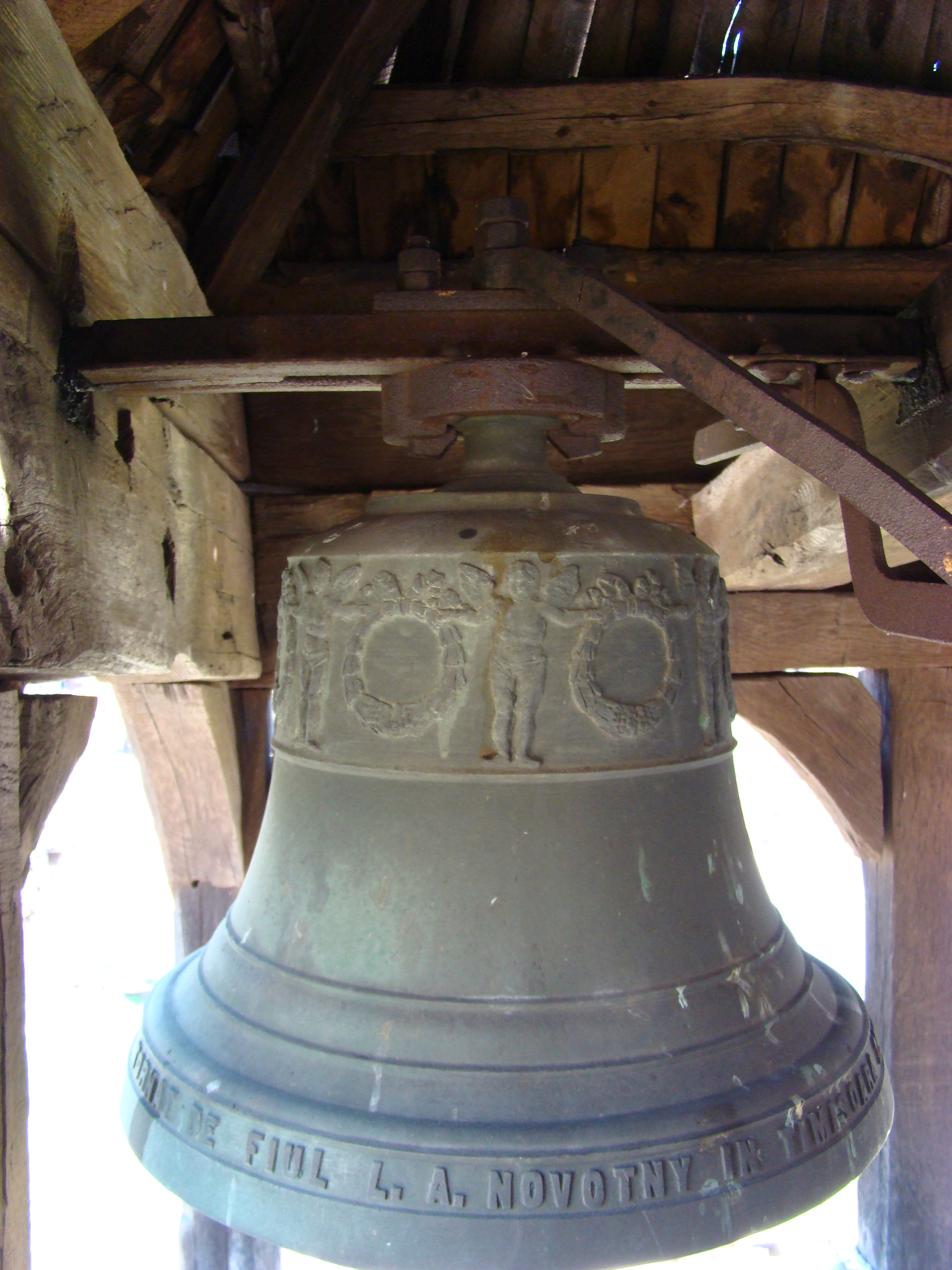
Unul din clopotele bisericii

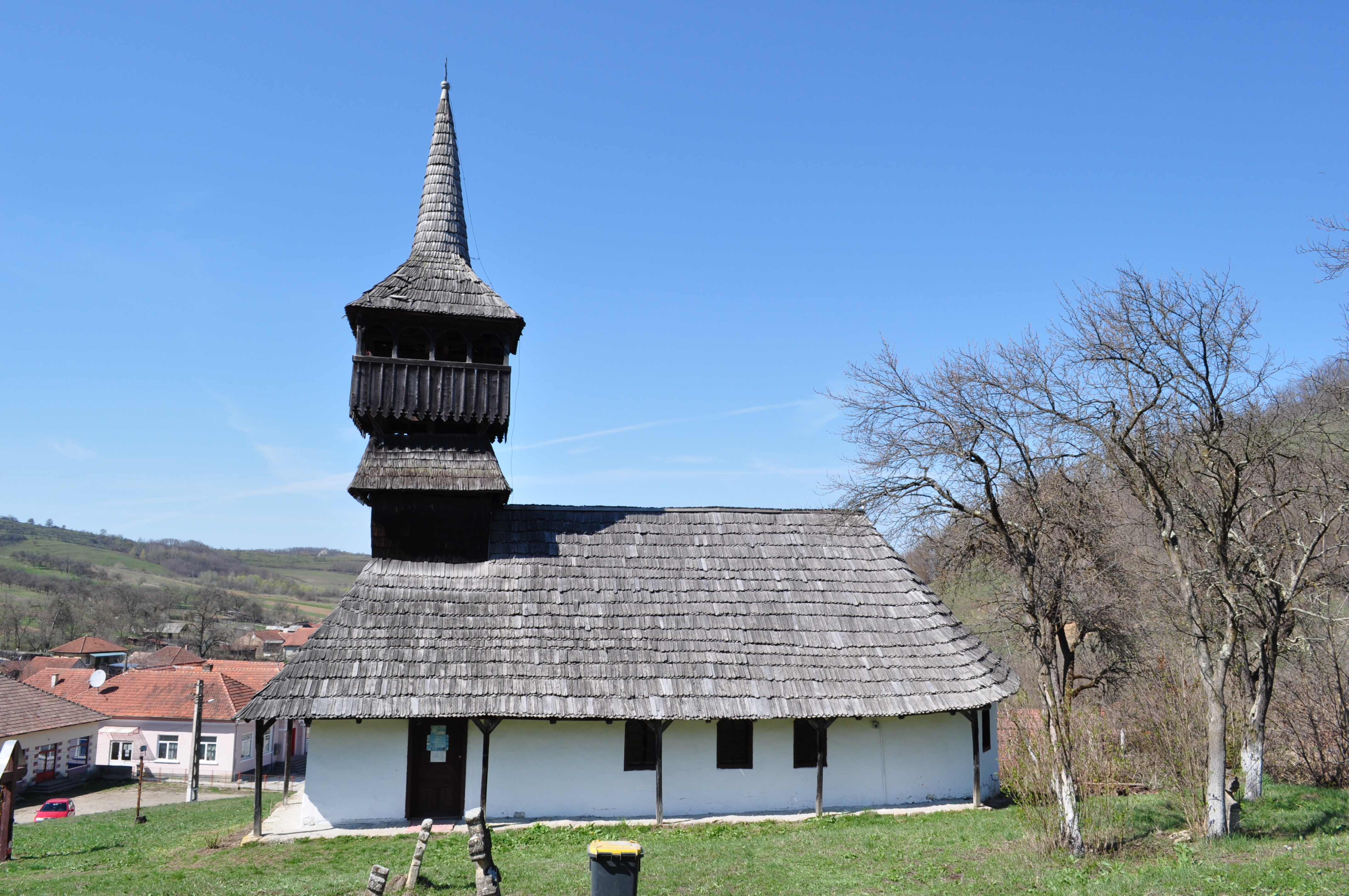
Biserica (sud)

Biserica de lemn din Rădulești, comuna Dobra, județul Hunedoara a fost construită în 1733 și refăcută în sec. XIX. Are hramul „Sf.Cuvioasă Paraschiva” (14 octombrie). Figurează pe lista monumentelor istorice, cod LMI HD-II-m-A-03426.

## Istoric și trăsături
Comuna Dobra este păstrătoarea câtorva lăcașuri de închinare din lemn de o valoare neprețuită. Biserica-monument istoric a satului Rădulești, cu hramul „Cuvioasa Parascheva”, a fost construită, potrivit tradiției, în anul 1747. În formă inițială, aceasta se compunea dintr-un altar nedecroșat, poligonal cu trei laturi și o navă de dimensiuni modeste, supraînălțată, spre apus, printr-o clopotniță scundă. După jumătate de secol, edificiul  a fost supus unei ample renovări, atestată de pisania fragmentară a tâmplei: „Când s-au...această biserică au fost văleatul 1790 prin stăruința  și...lui popa Gheorghie, paroh...satul….Și s-au zugrăvit la anul 17(?) martie în…”. Acestui șantier i se datorează lărgirea spațiului interior (a fost intercalată o travee), supraînălțarea turnului, înzestrat cu un foișor în console și cu o elegantă poală de ,,prăștilă”, adosarea a două laturi suplimentare la nivelul absidei, precum și tencuirea interioară a bârnelor, însoțită de pictarea iconostasului și a întregii suprafețe murale; în 1800, zugravii ,,ereu Mihail și Nicolae”  primul identificat cu autorul picturii de la Certeju de Jos, iar celălalt cu Nicolae, artistul originar din Lupșa Mare) au executat împodobirea dulapului proscomidiar. În anul 1888, de-a lungul pereților de sud și vest, tencuiți la exterior cu același prilej, și-a făcut apariția o prispă îngustă, ridicată pe un soclu din piatră; alte reparații au avut loc în anii 1937 și 1990. Biserica este menționată atât în tabelele recensămintelor ecleziastice din anii 1750, 1761-1762, 1805 și 1829-1831, cât și pe harta iosefină a Transilvaniei (1769-1773); harta Sfântului Imperiu Romano-German din 1720 şi conscripţia din 1733 fac referire la o înaintaşă medievală. 

## Imagini din exterior

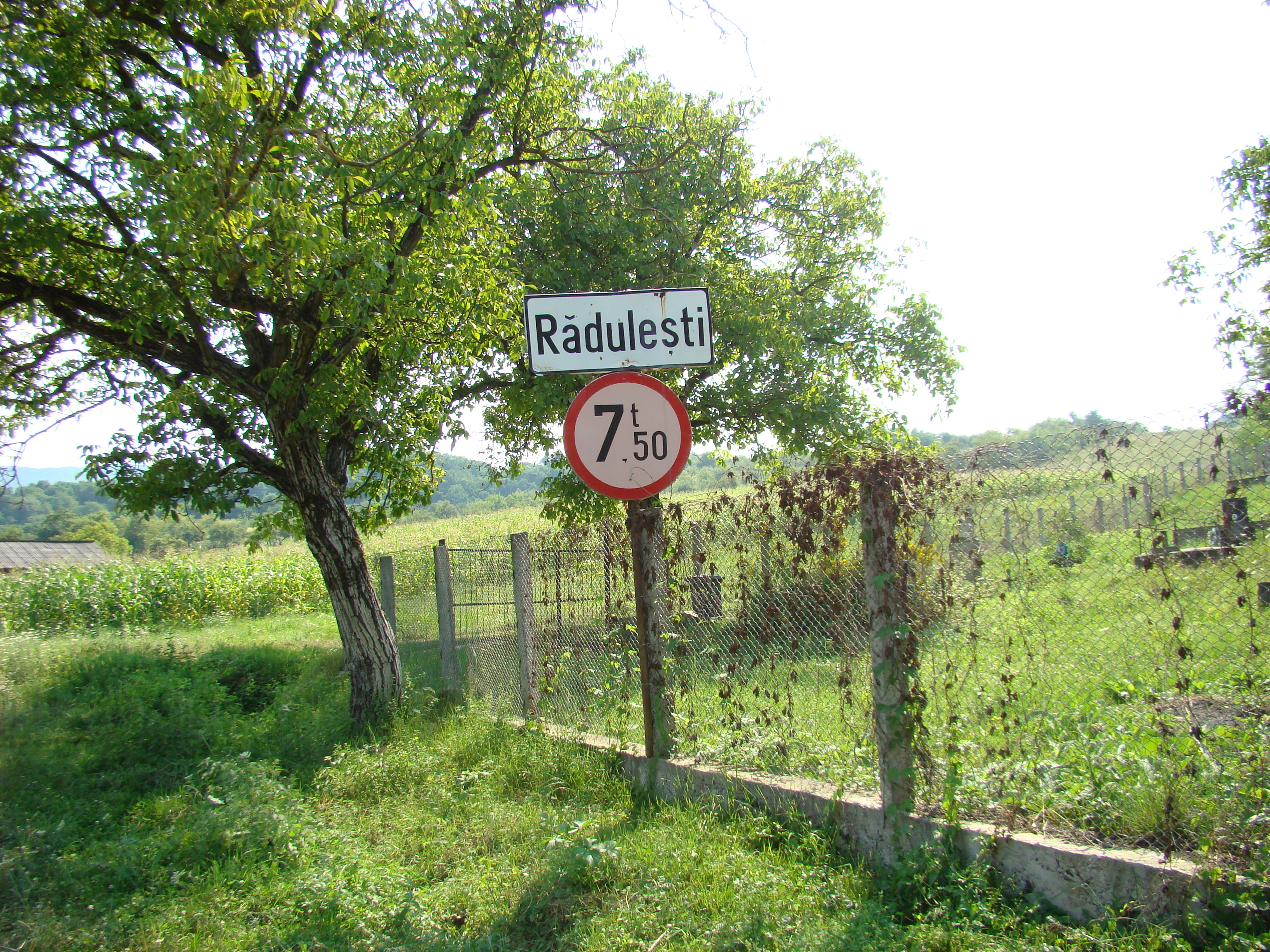
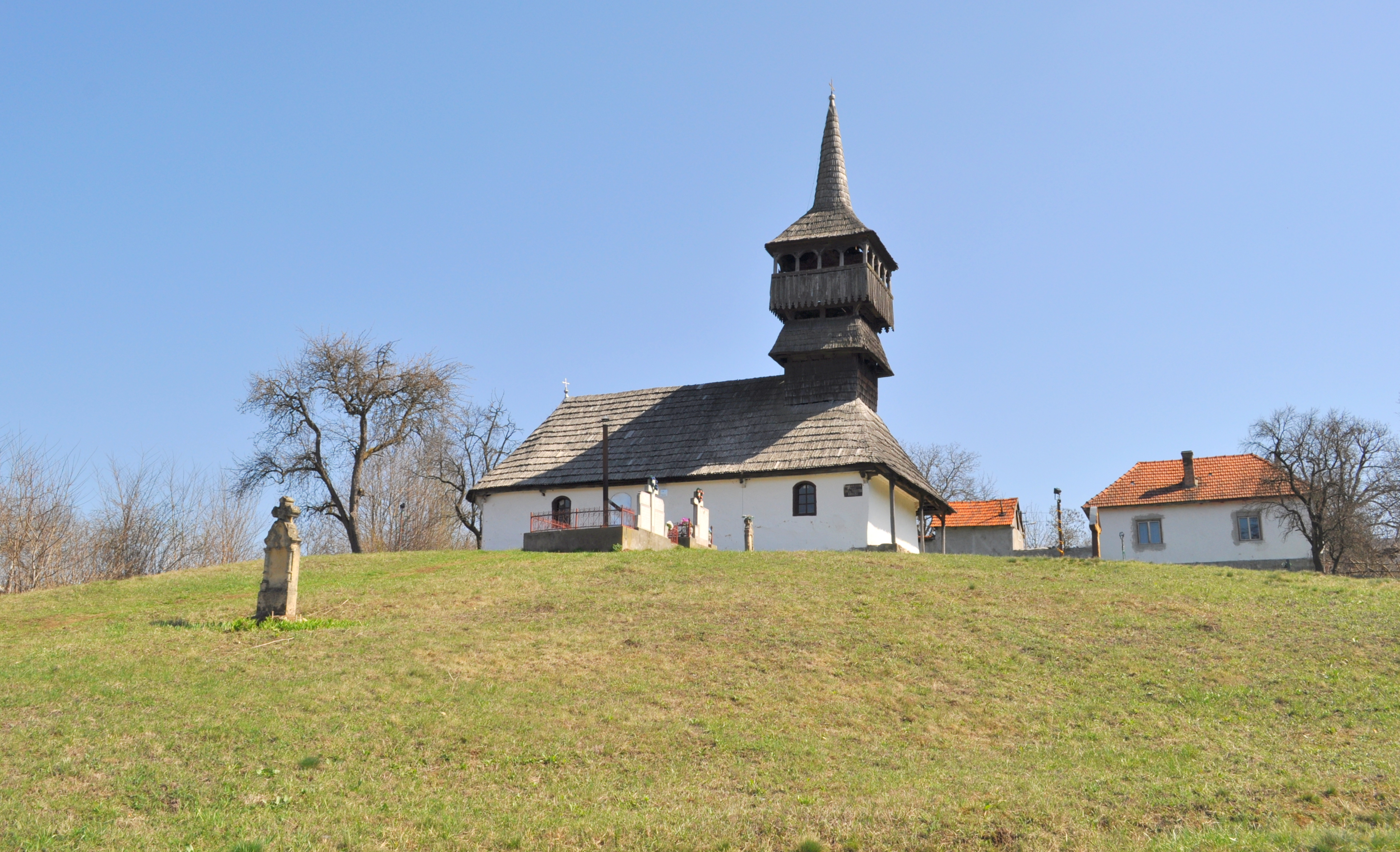
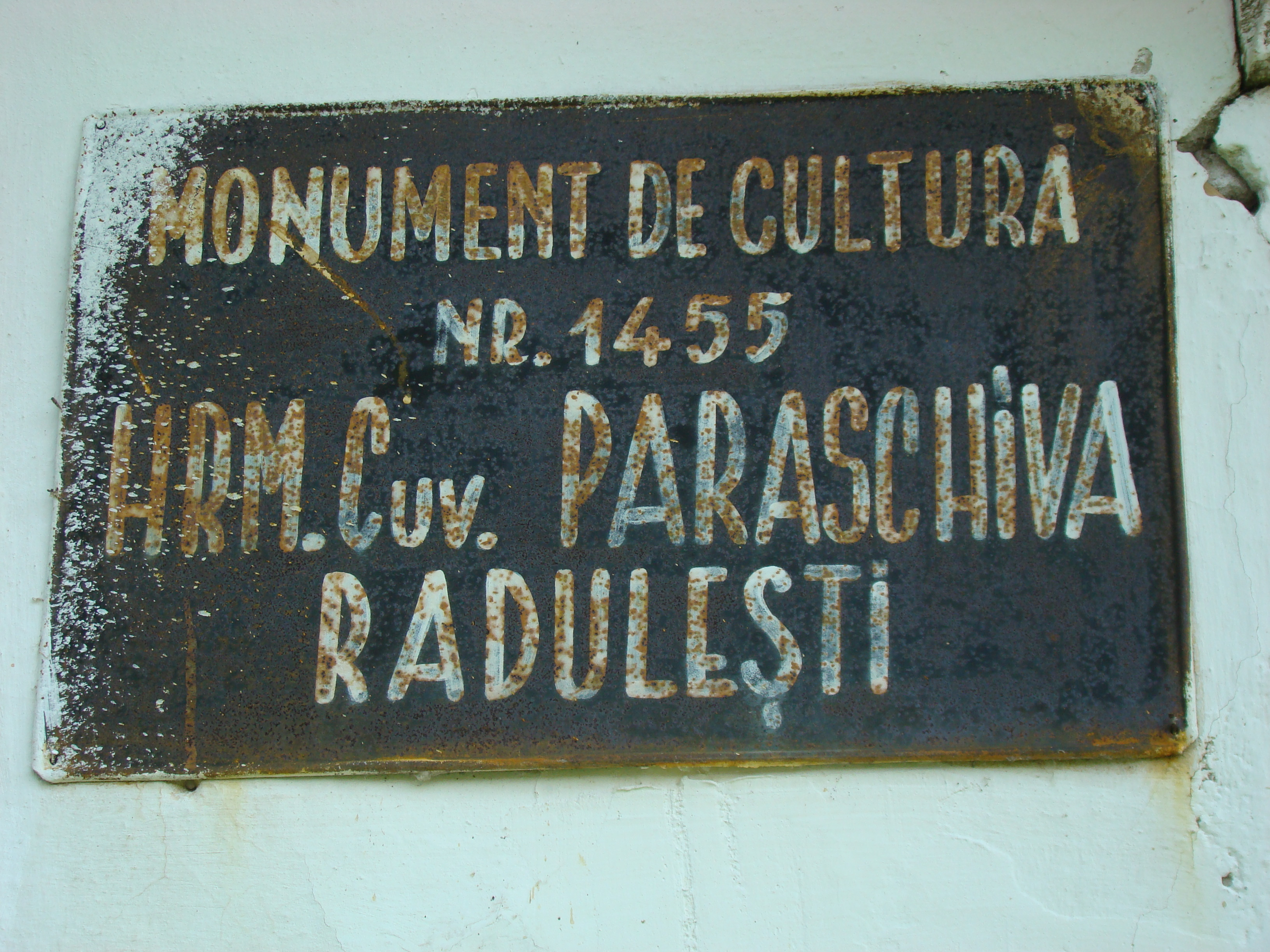
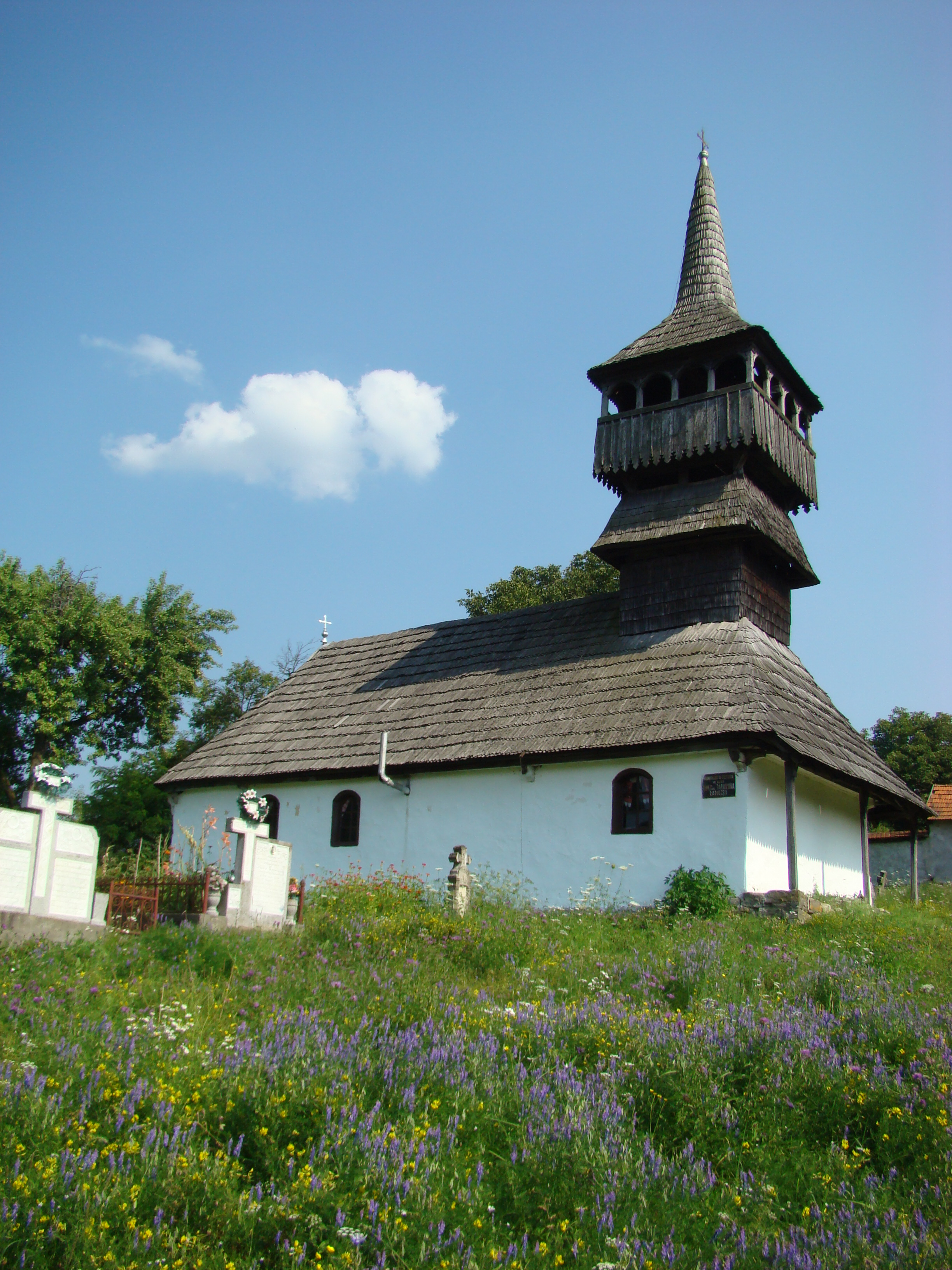
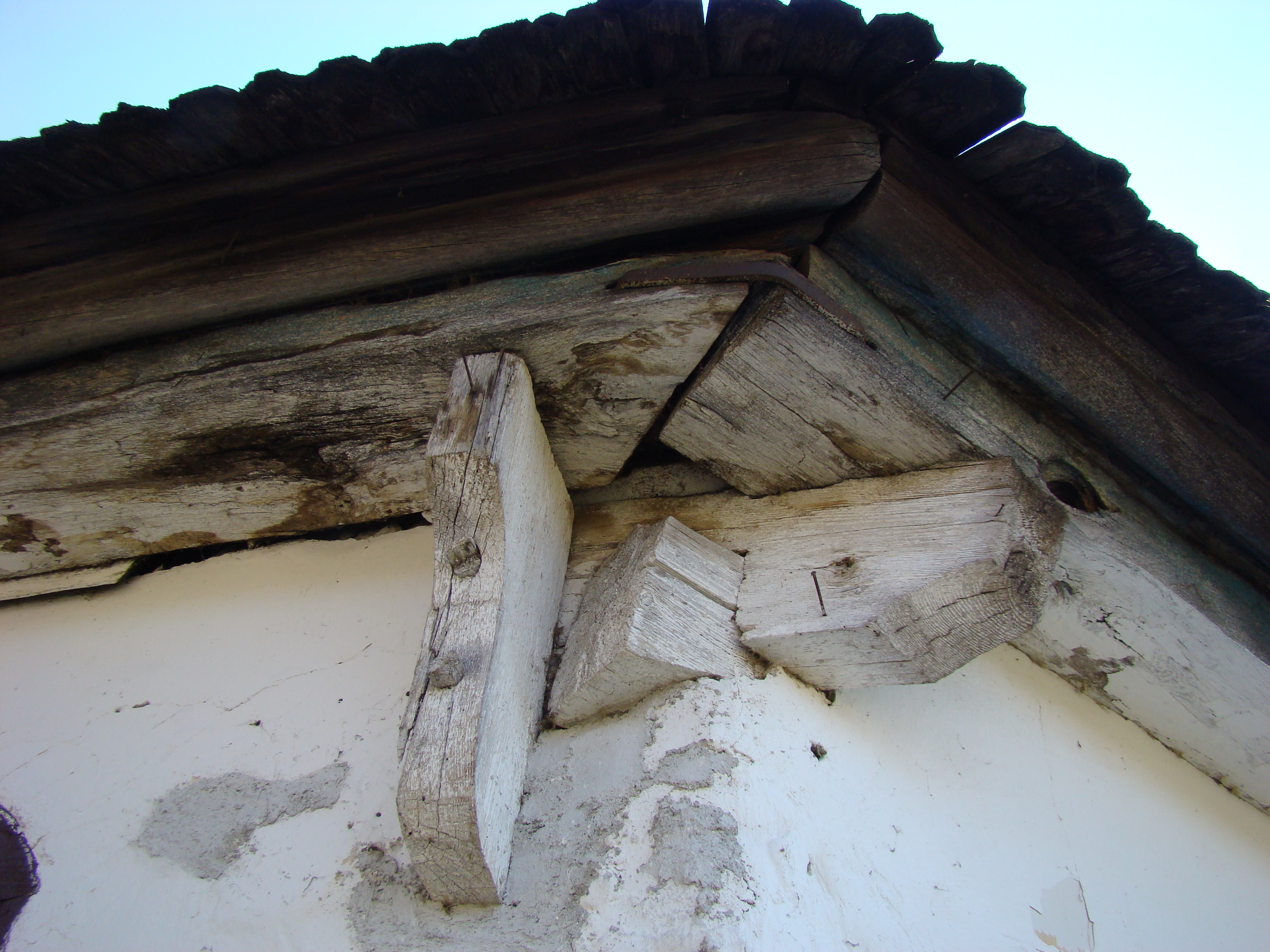
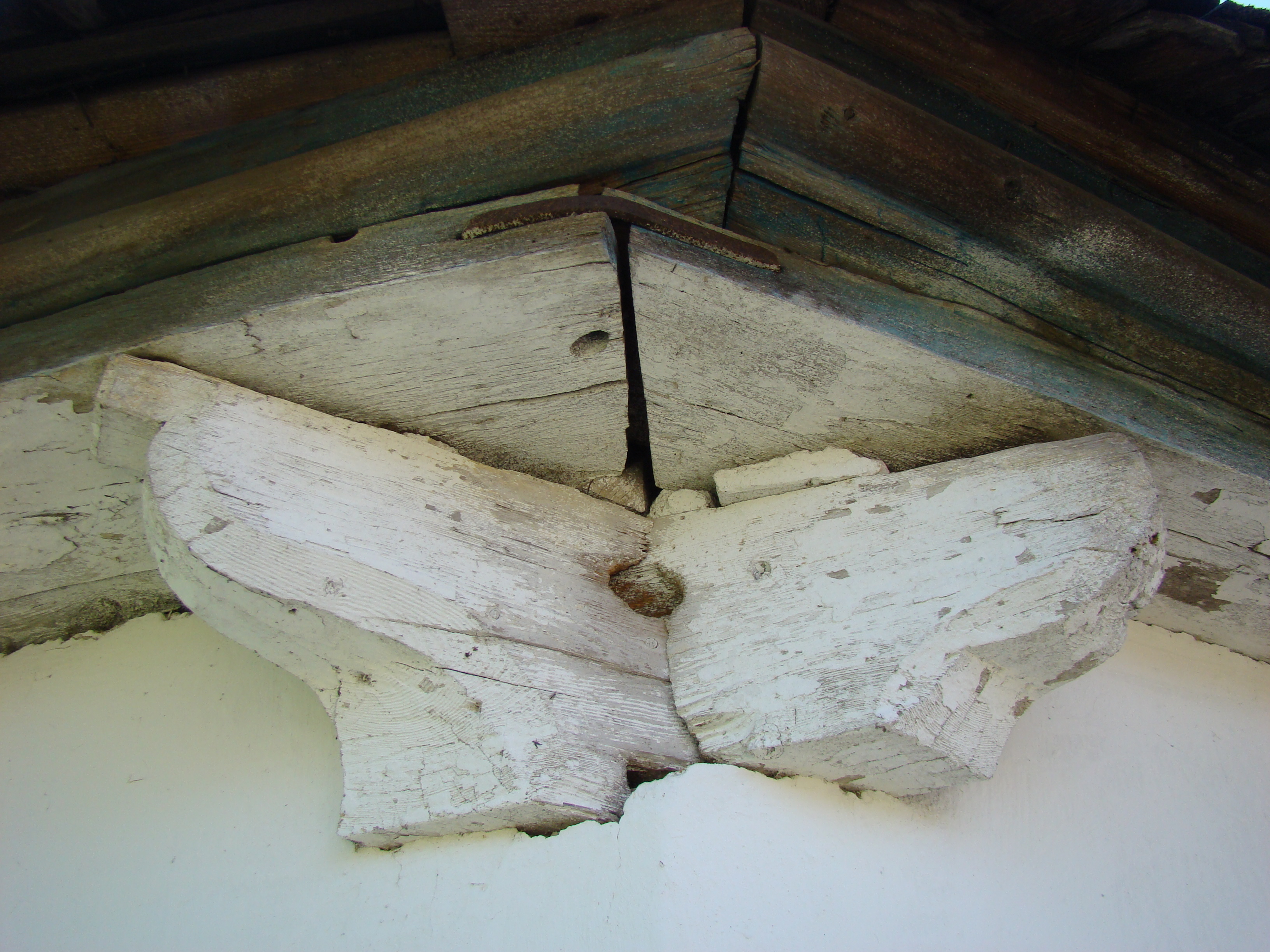
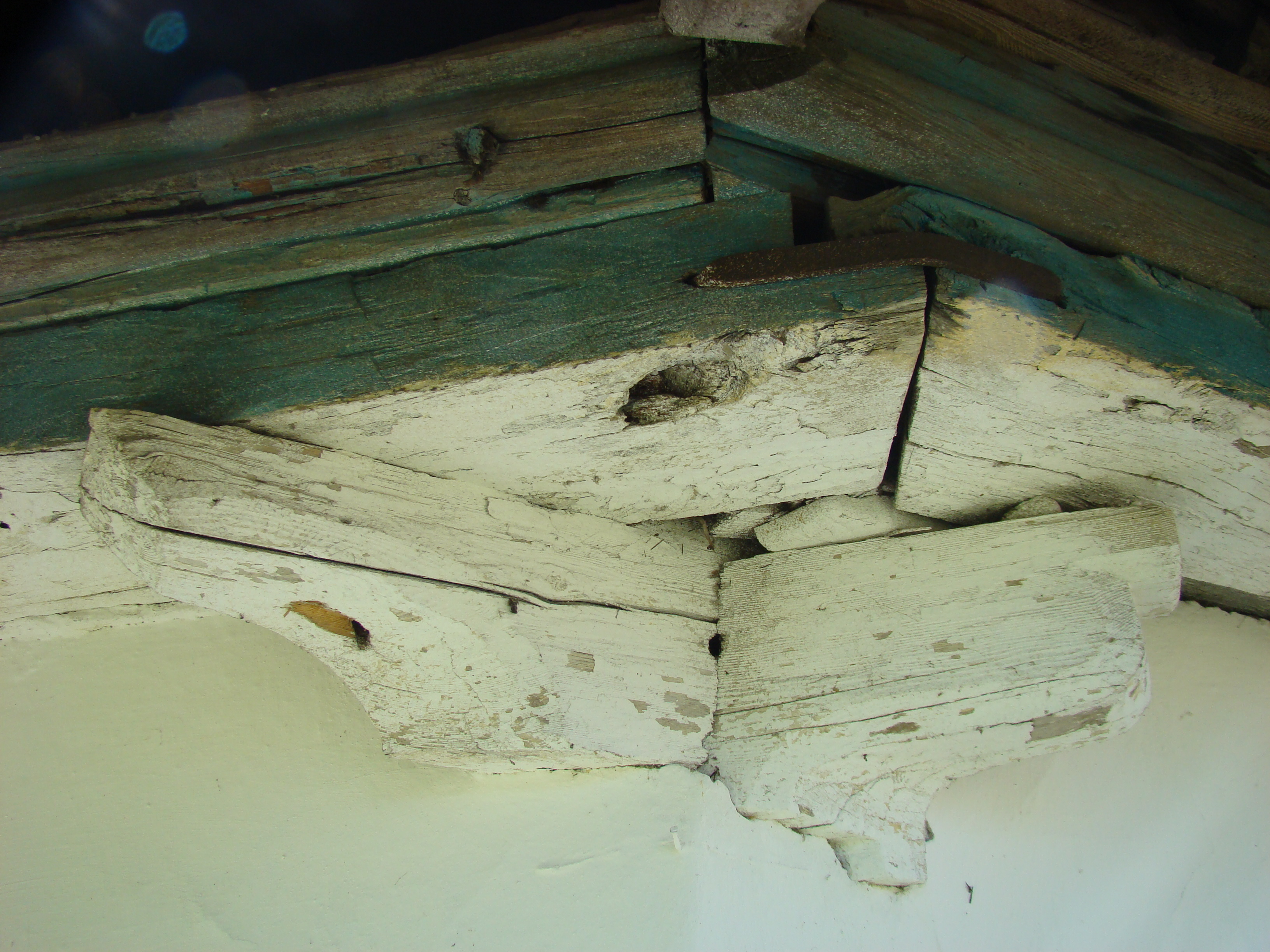
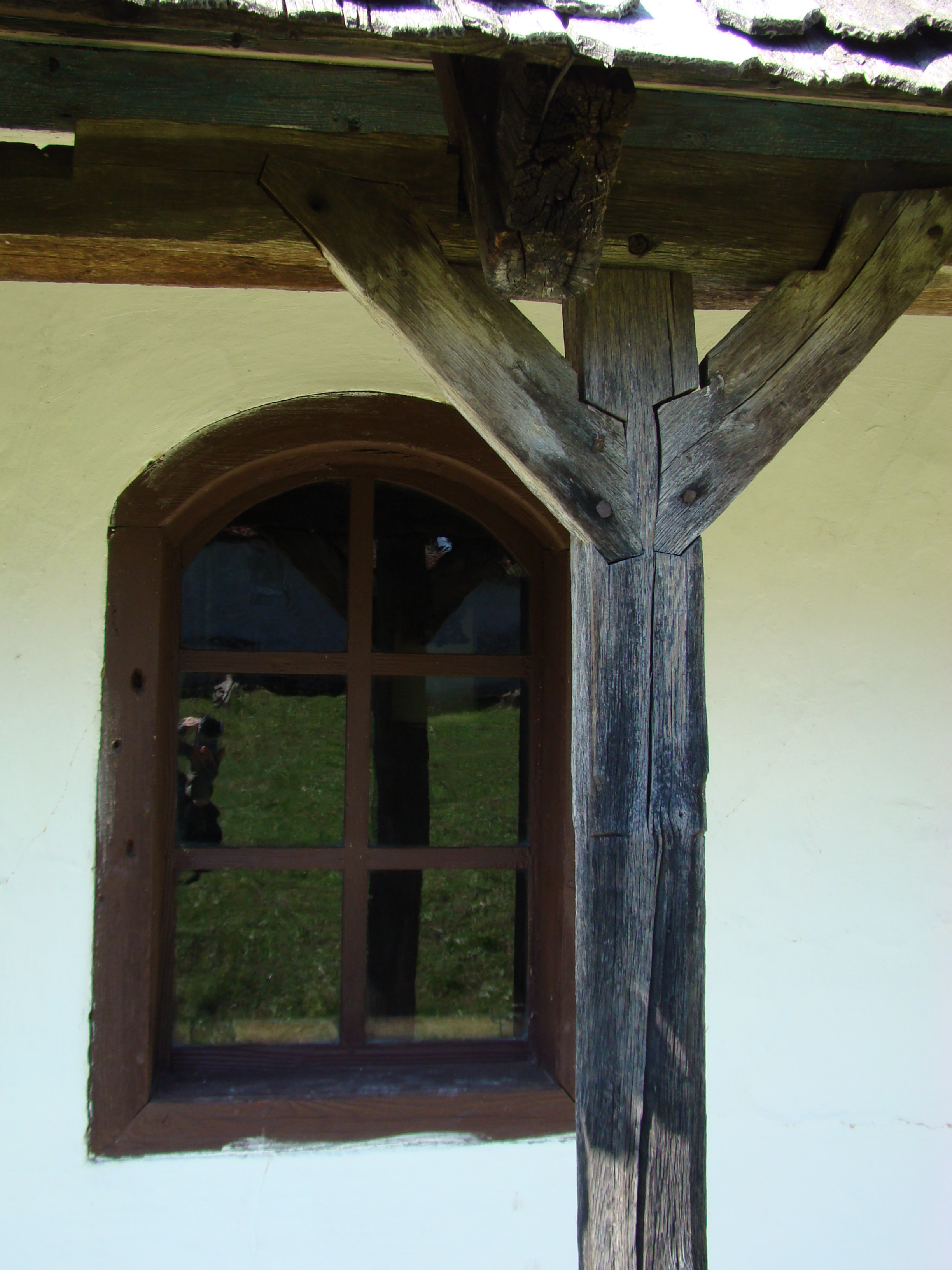
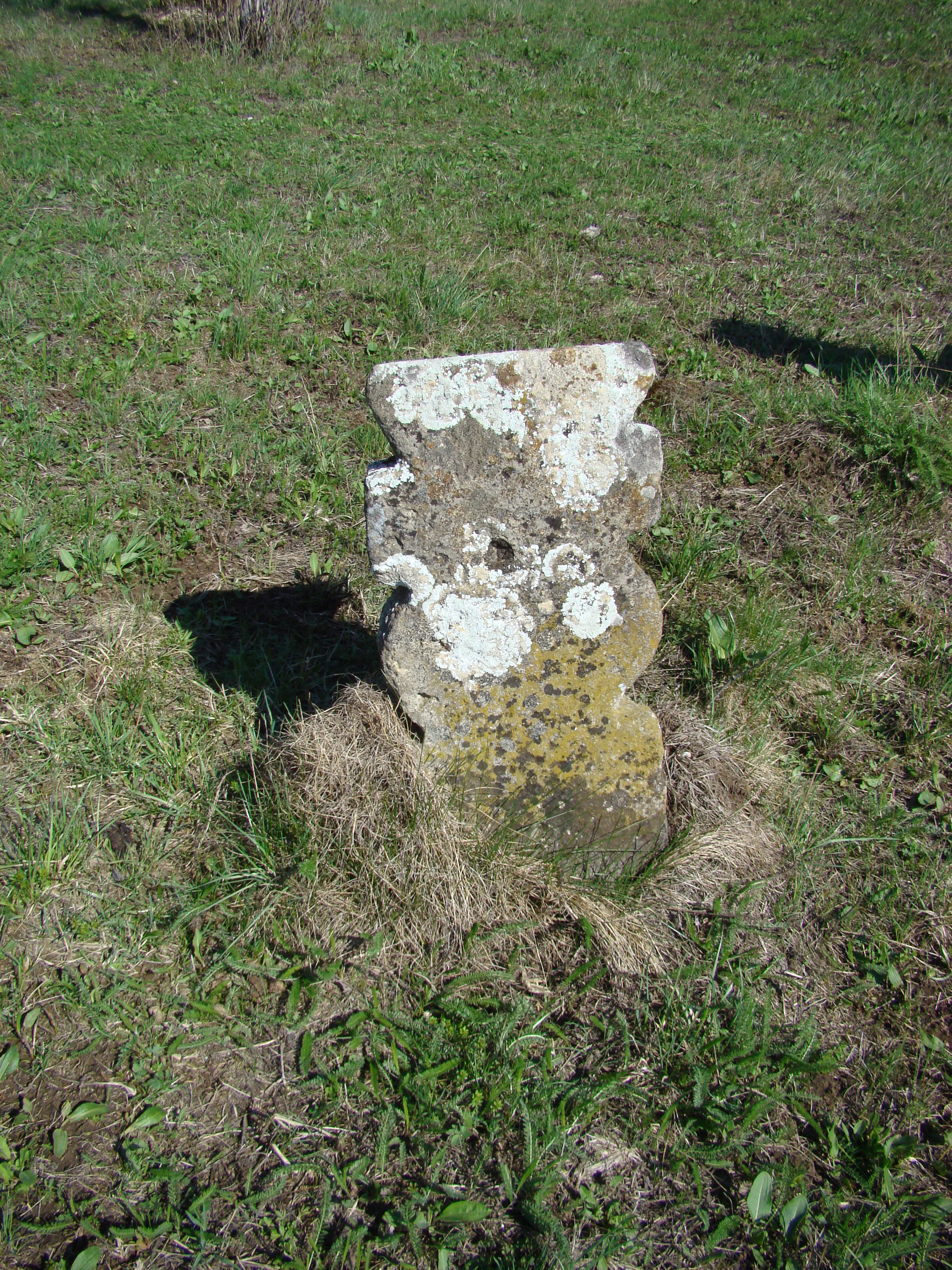
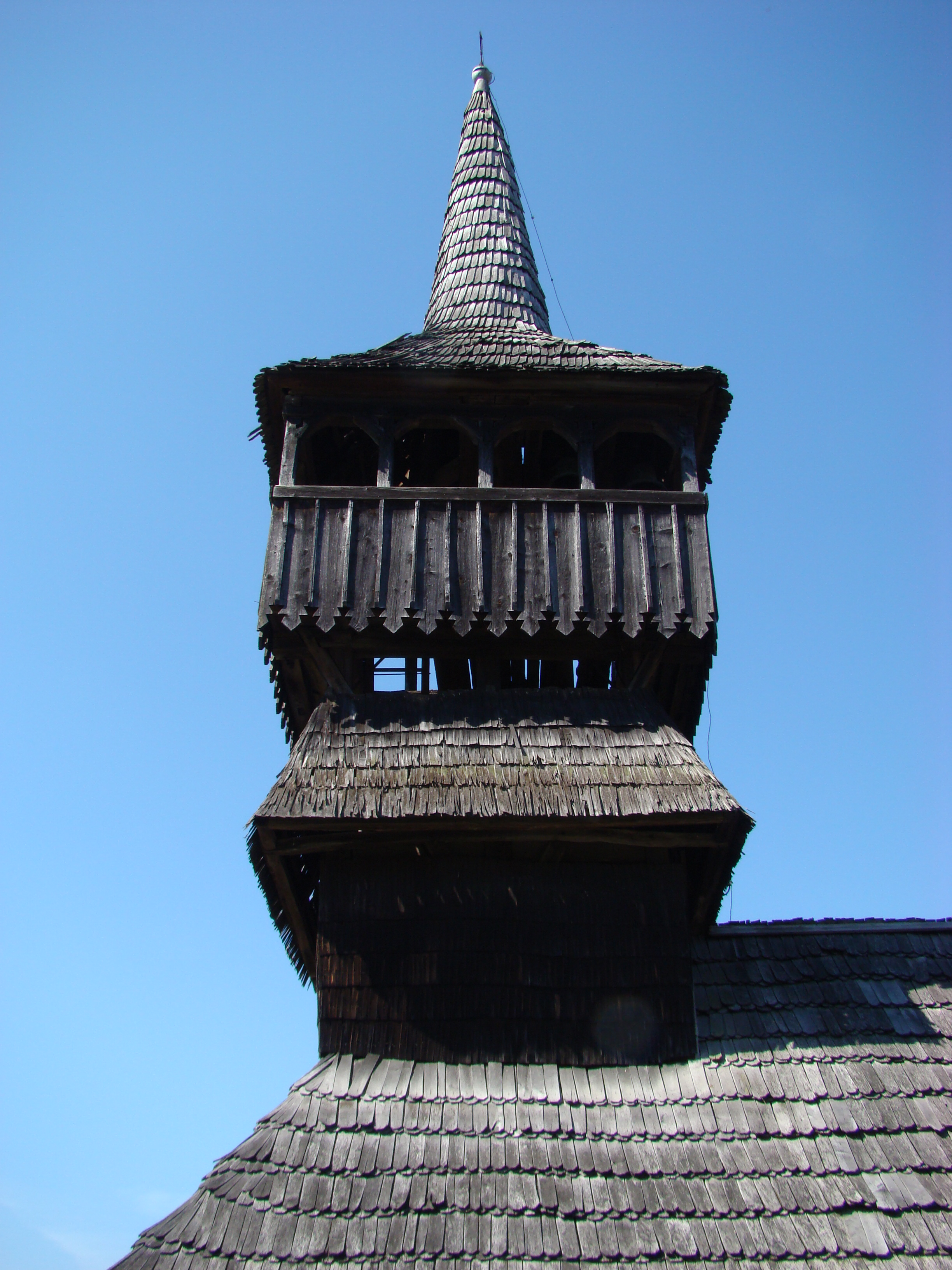
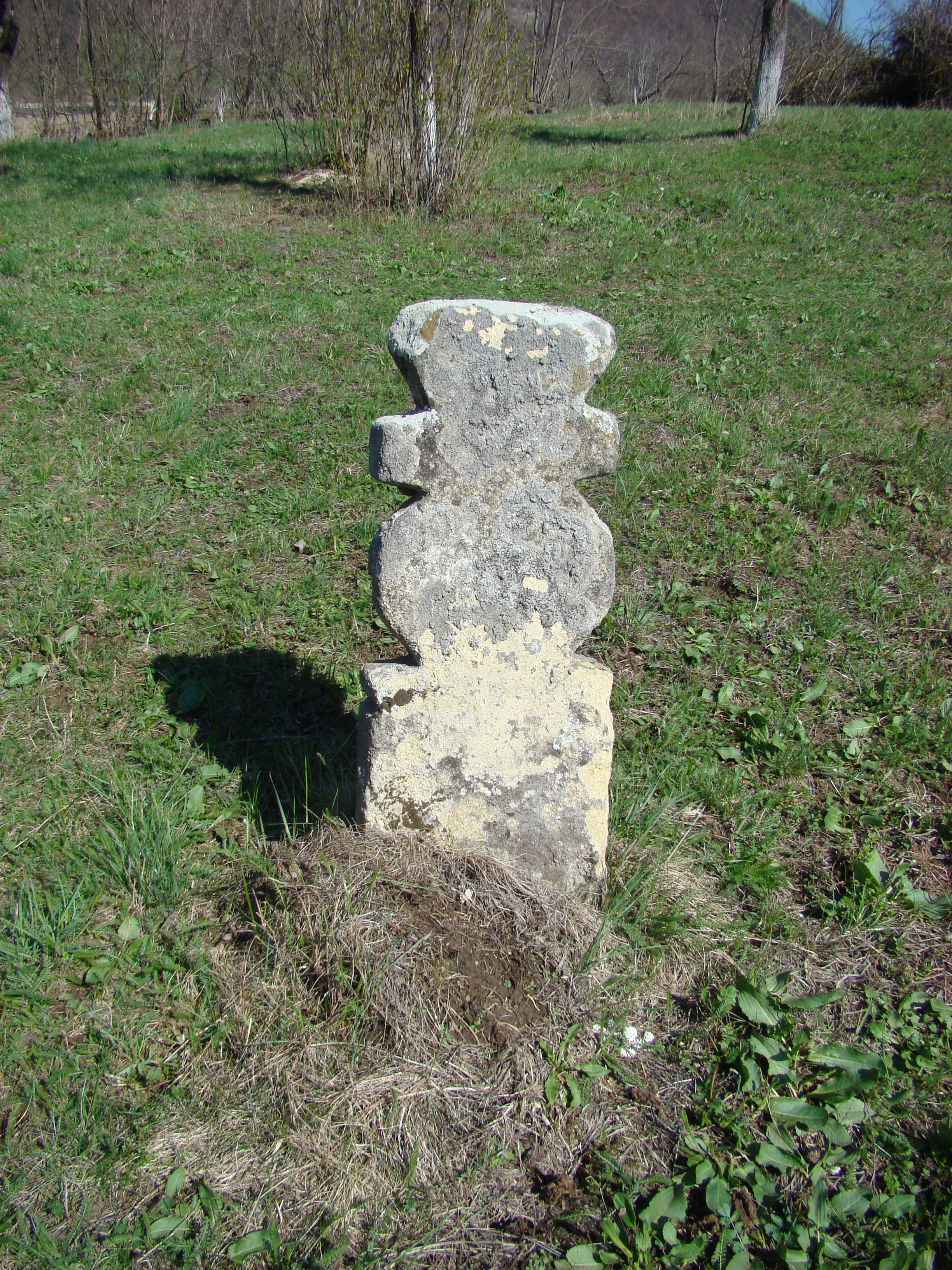
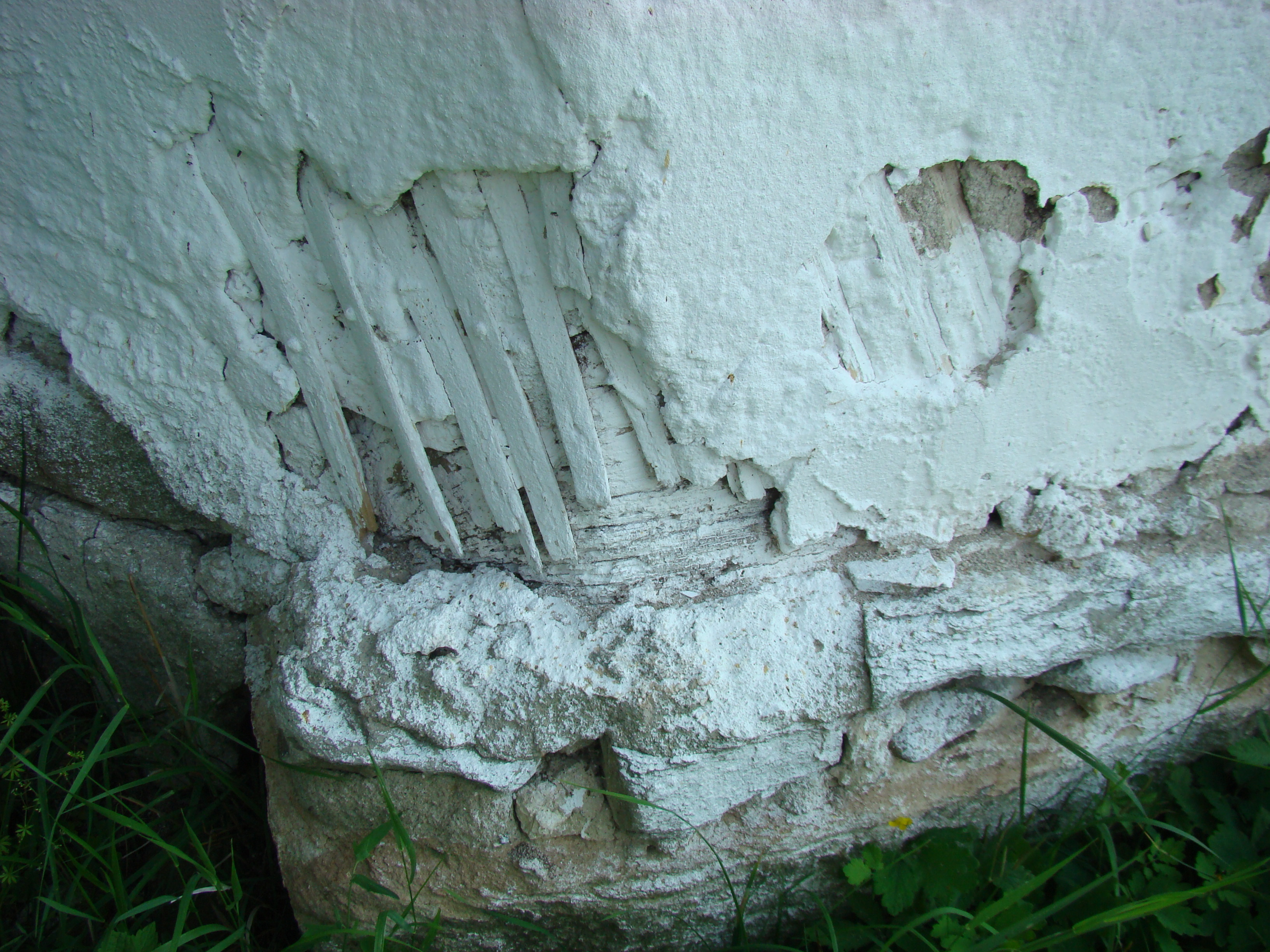
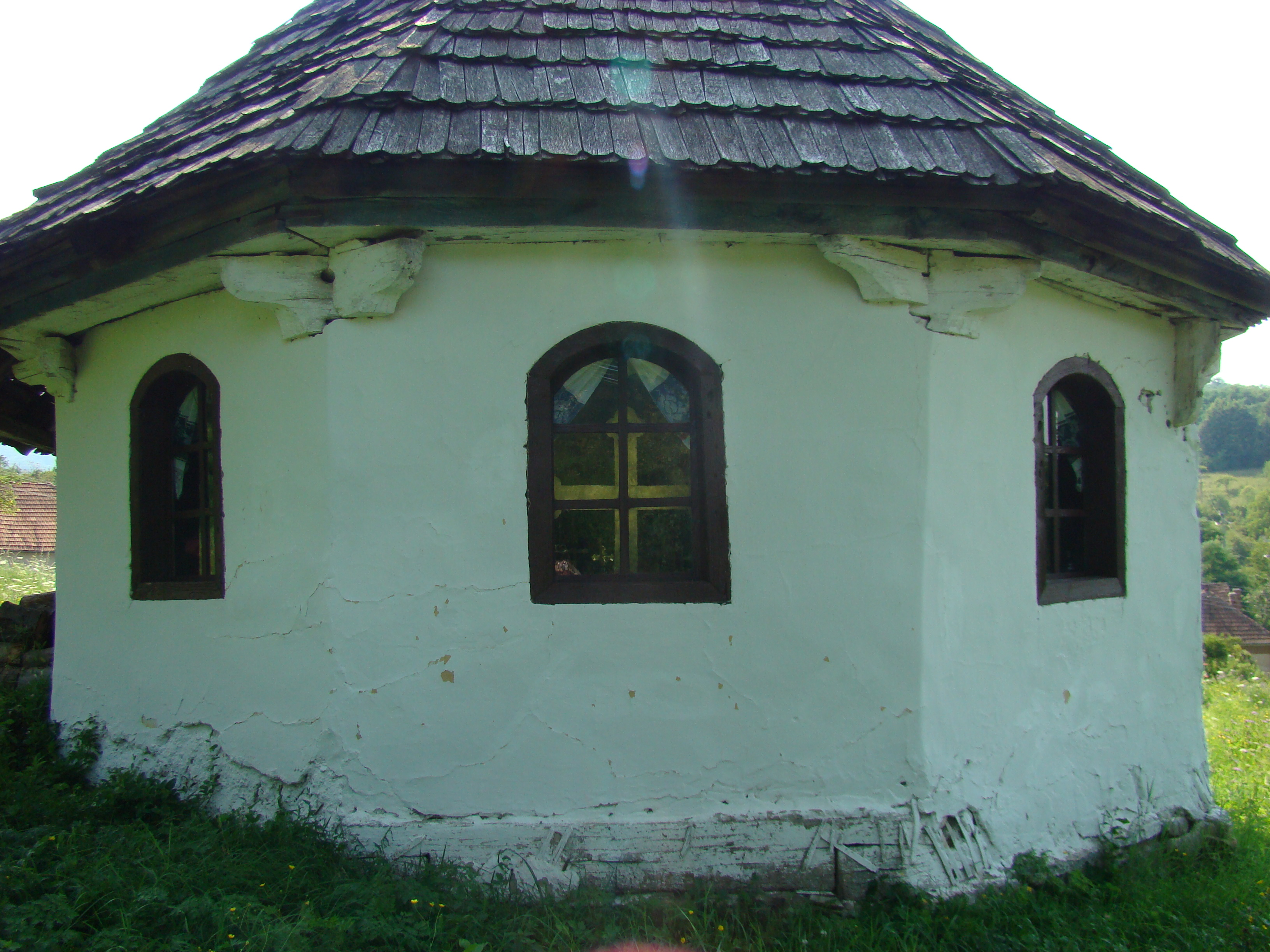
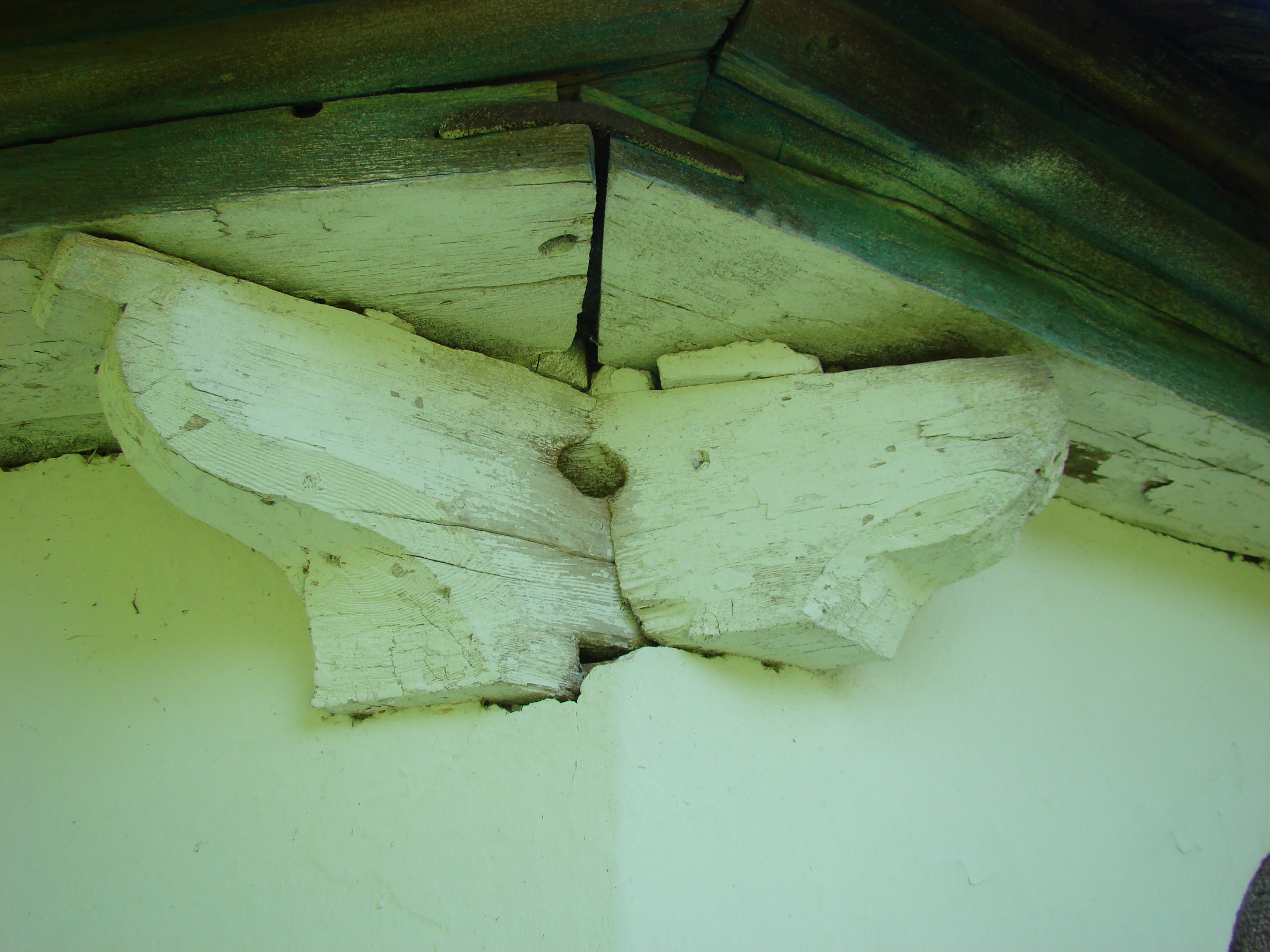
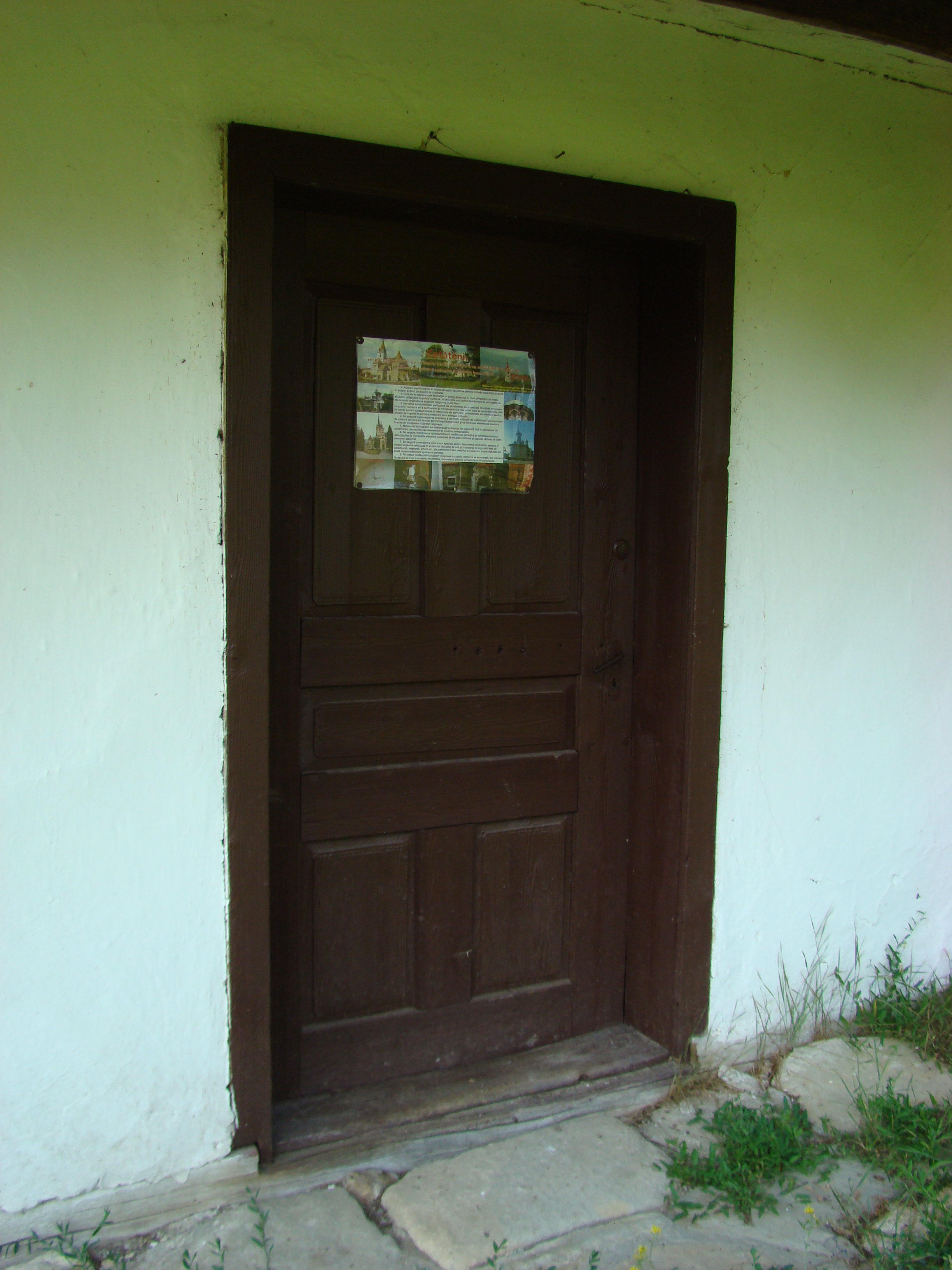
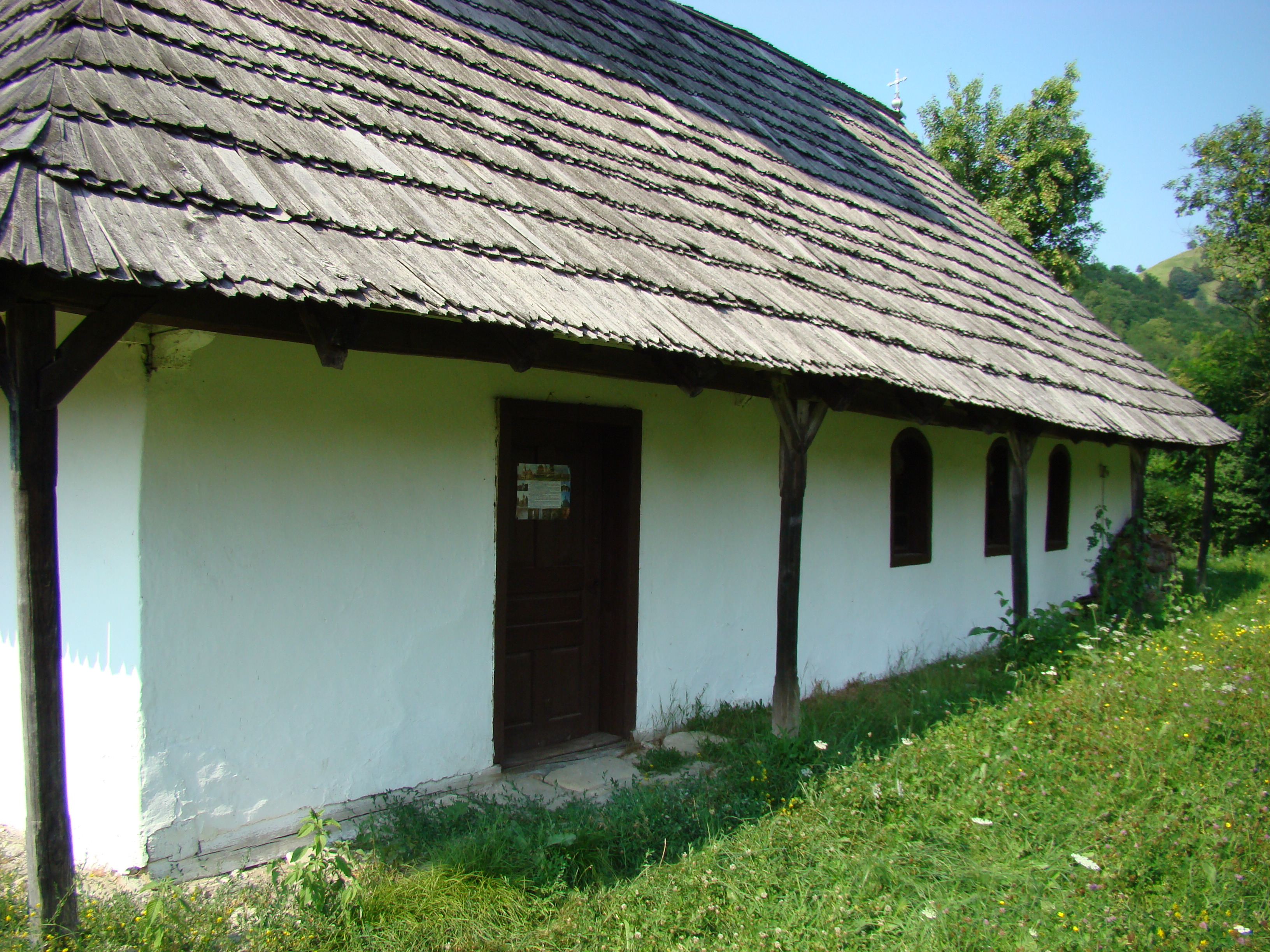
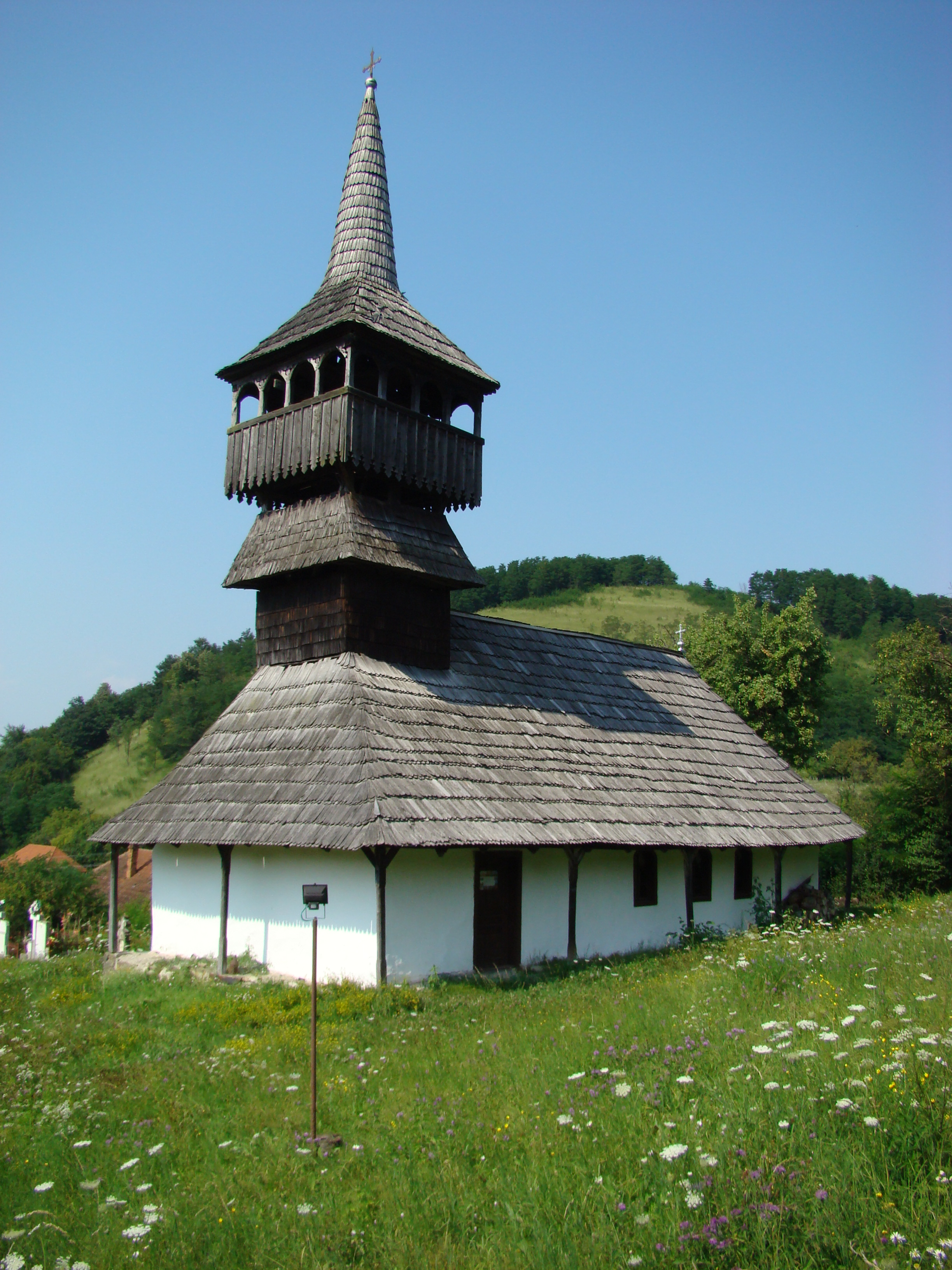
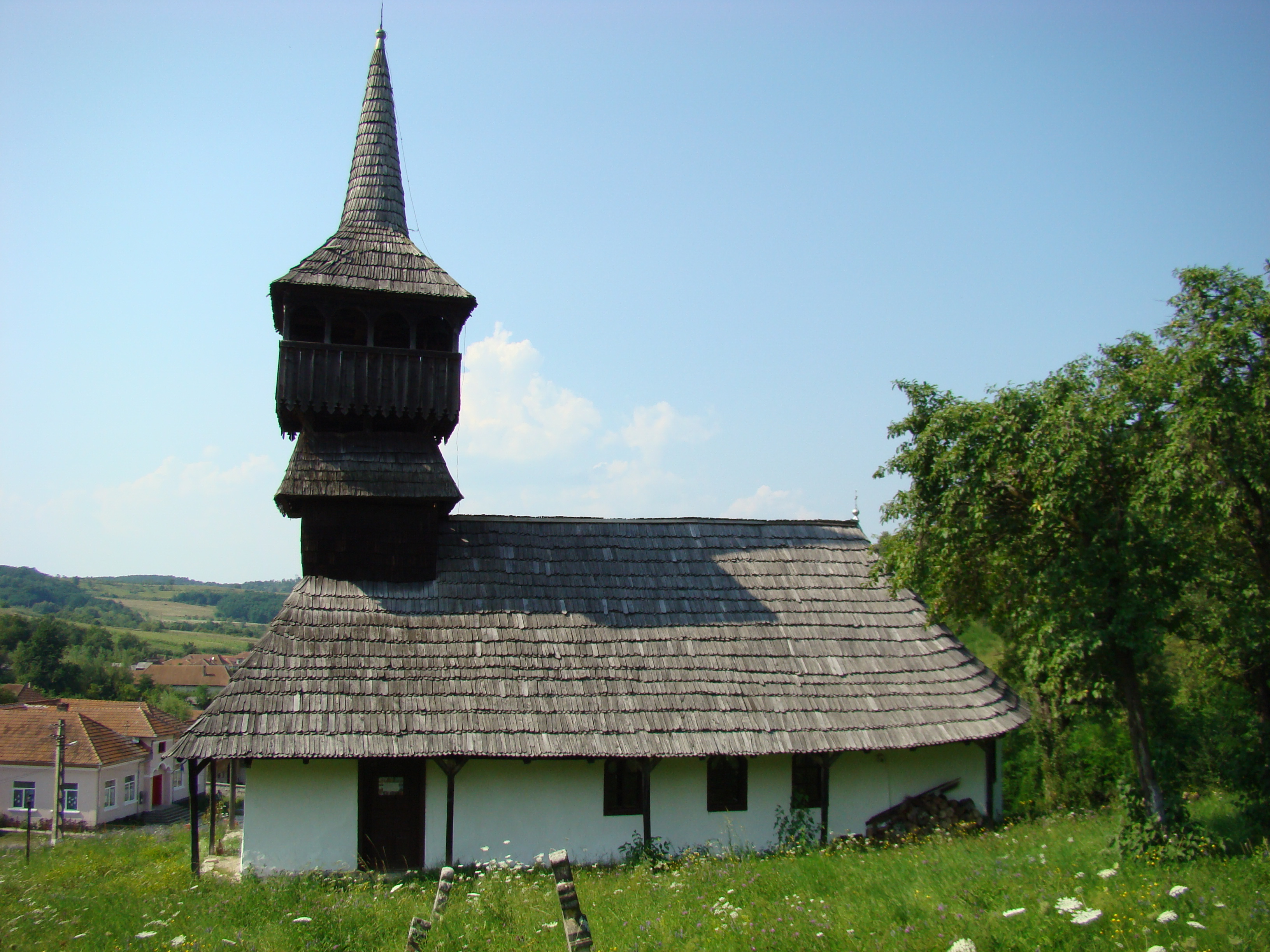
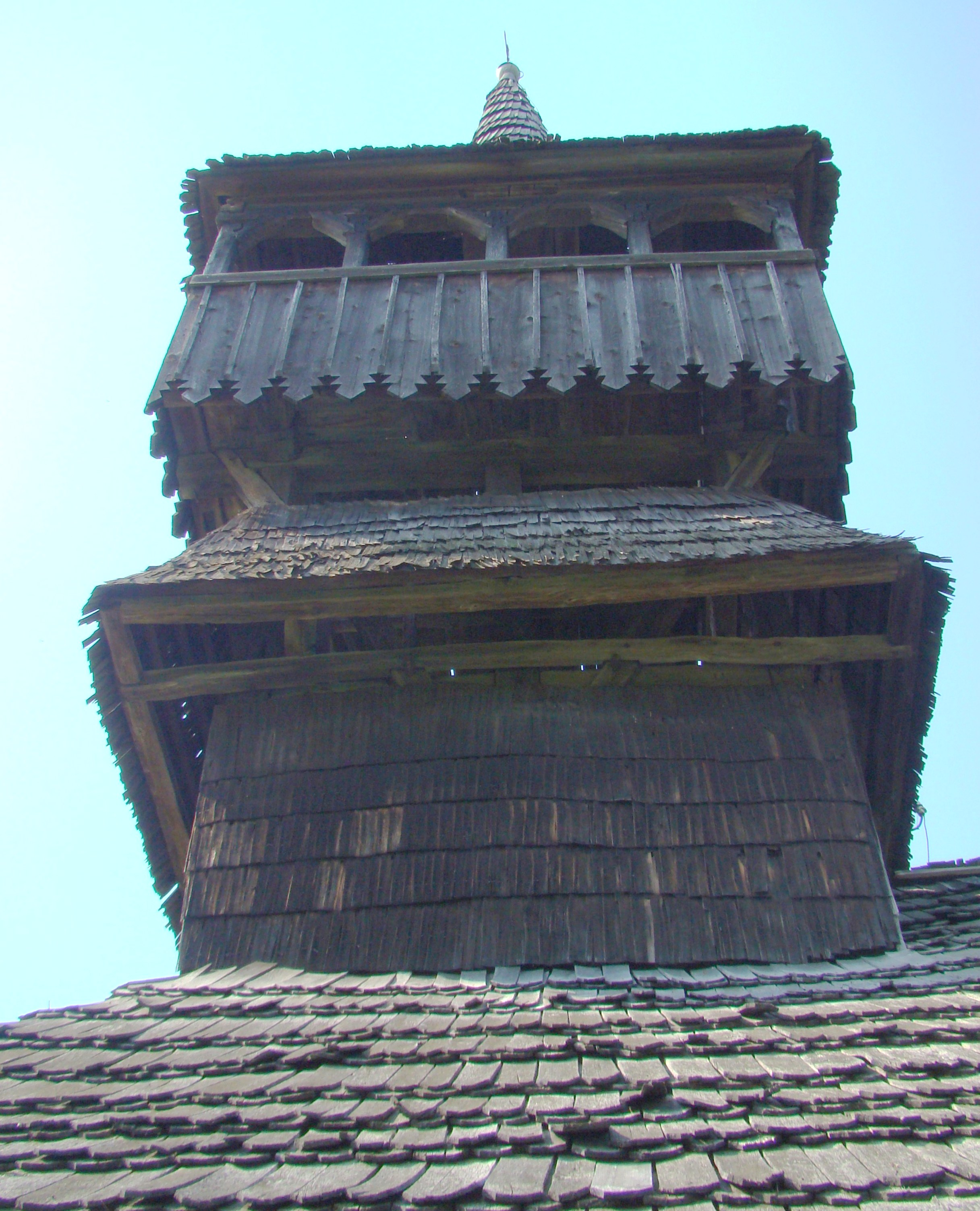
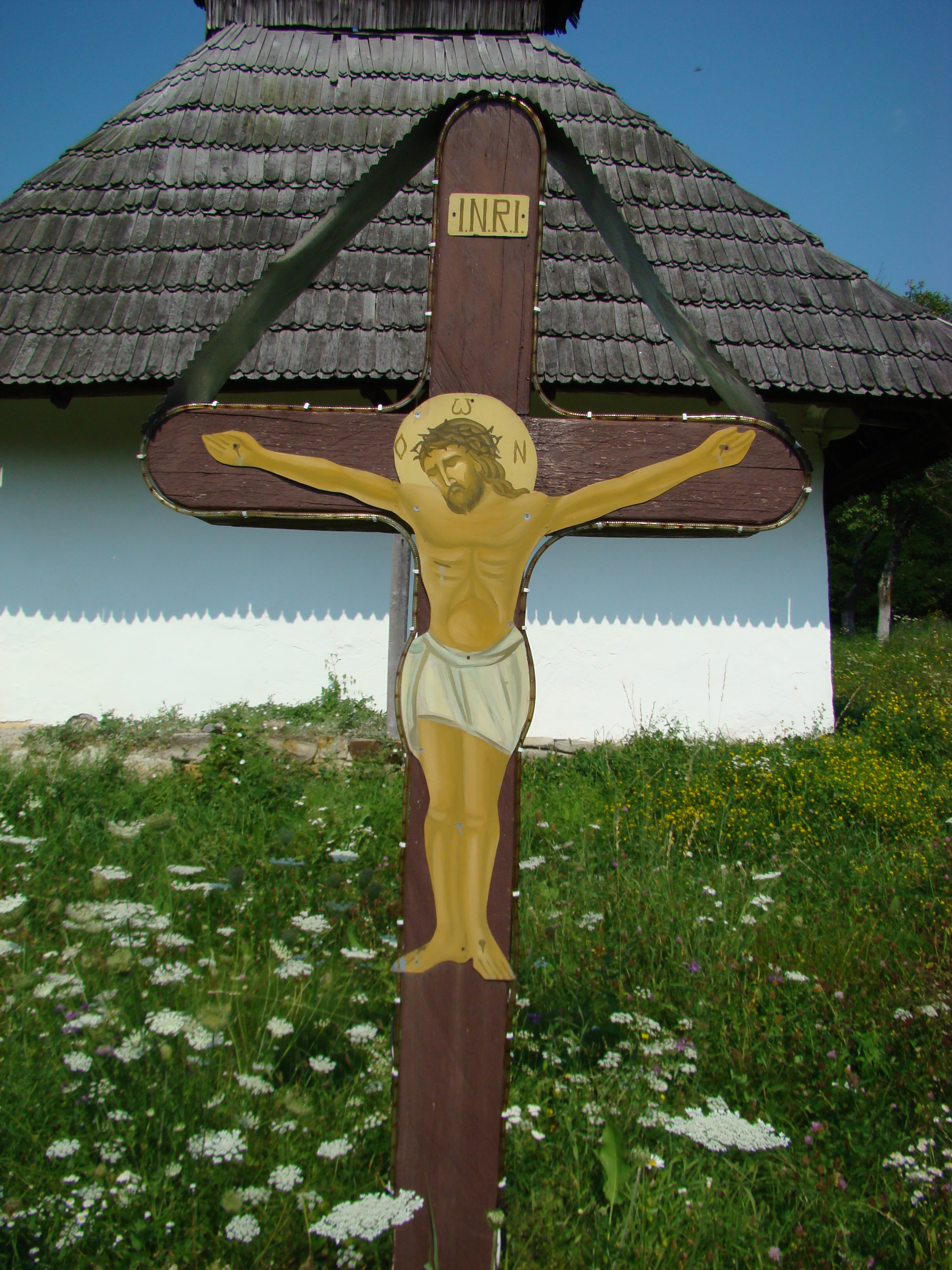
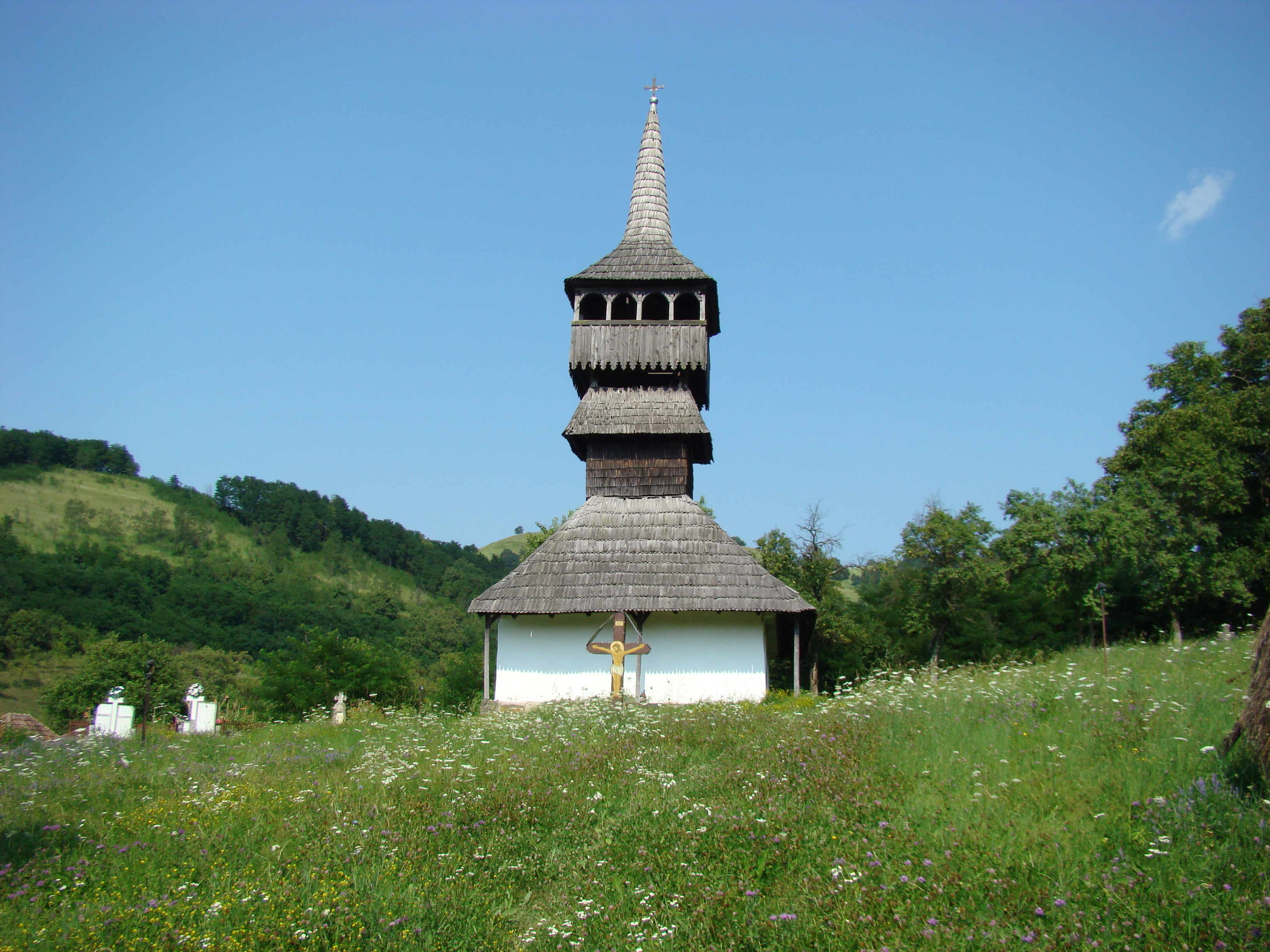
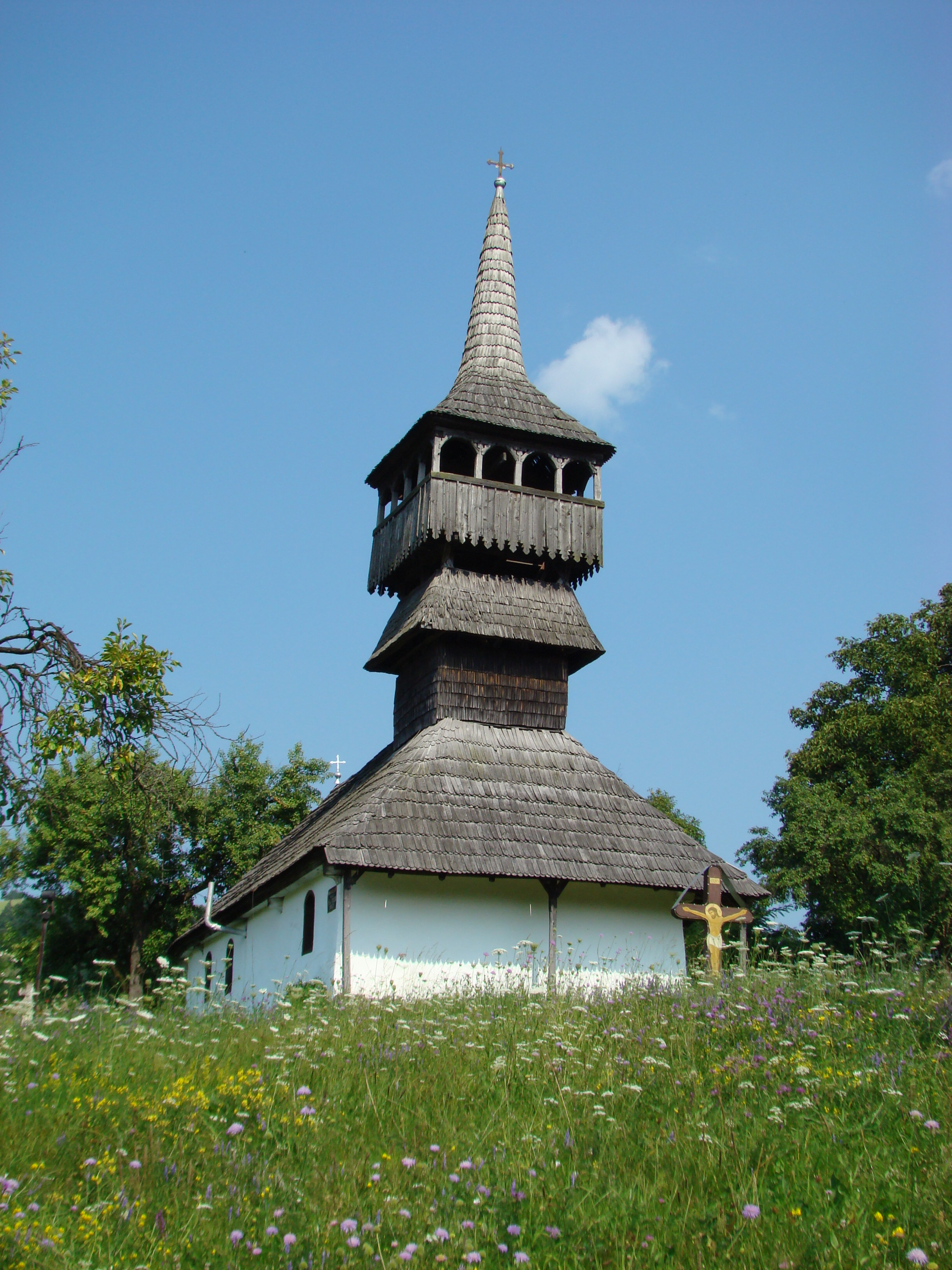
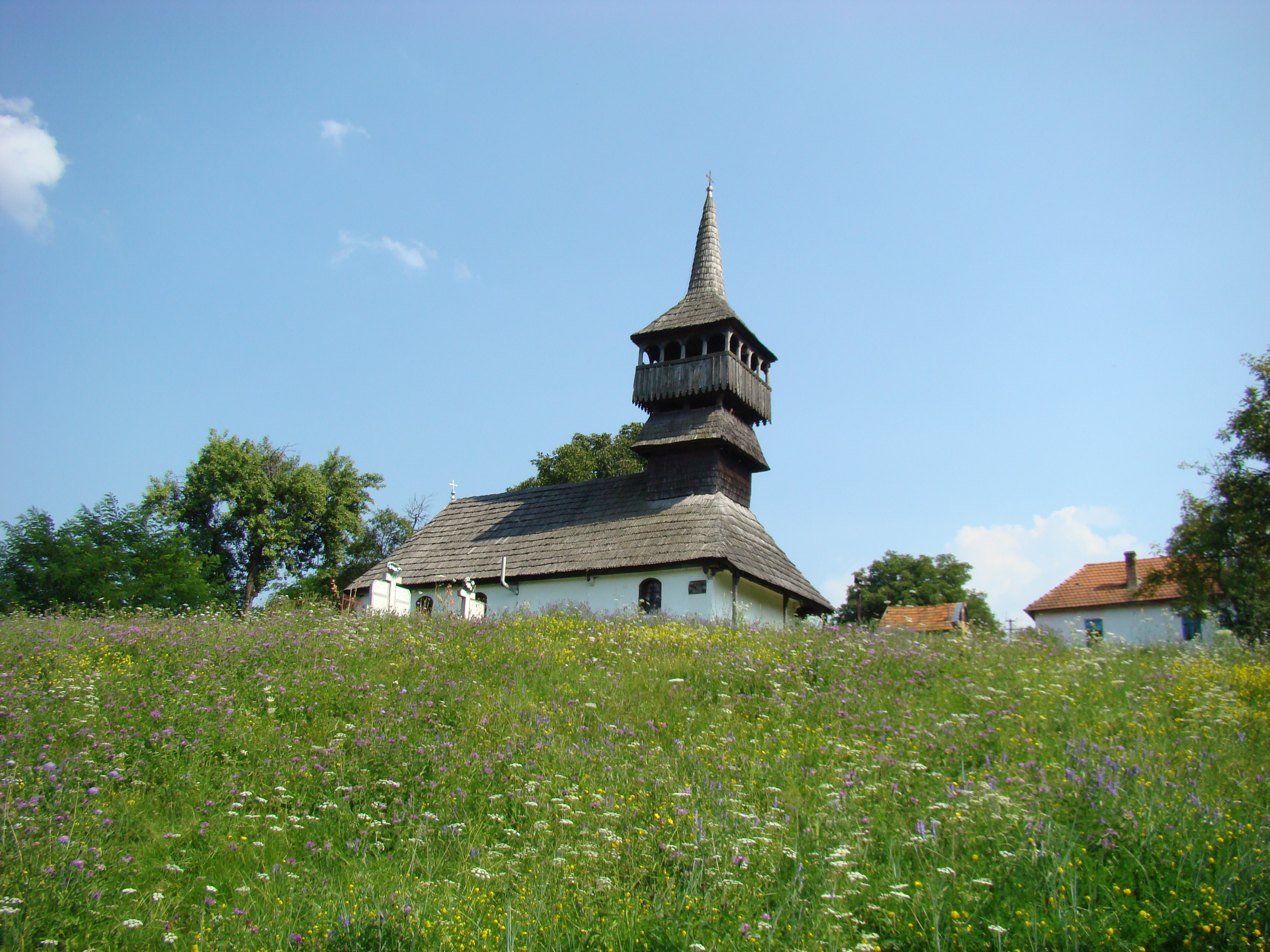

## Imagini din interior

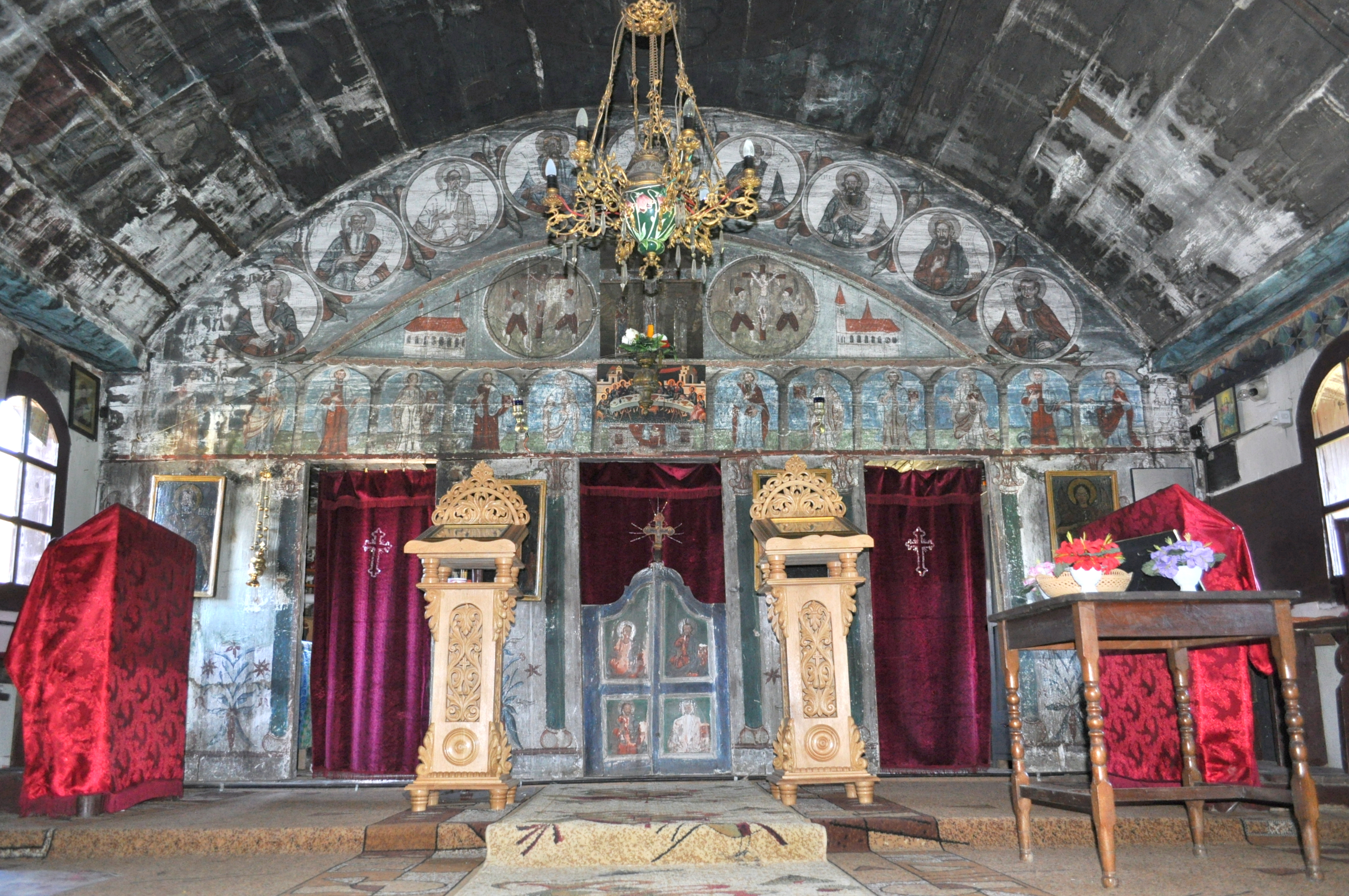
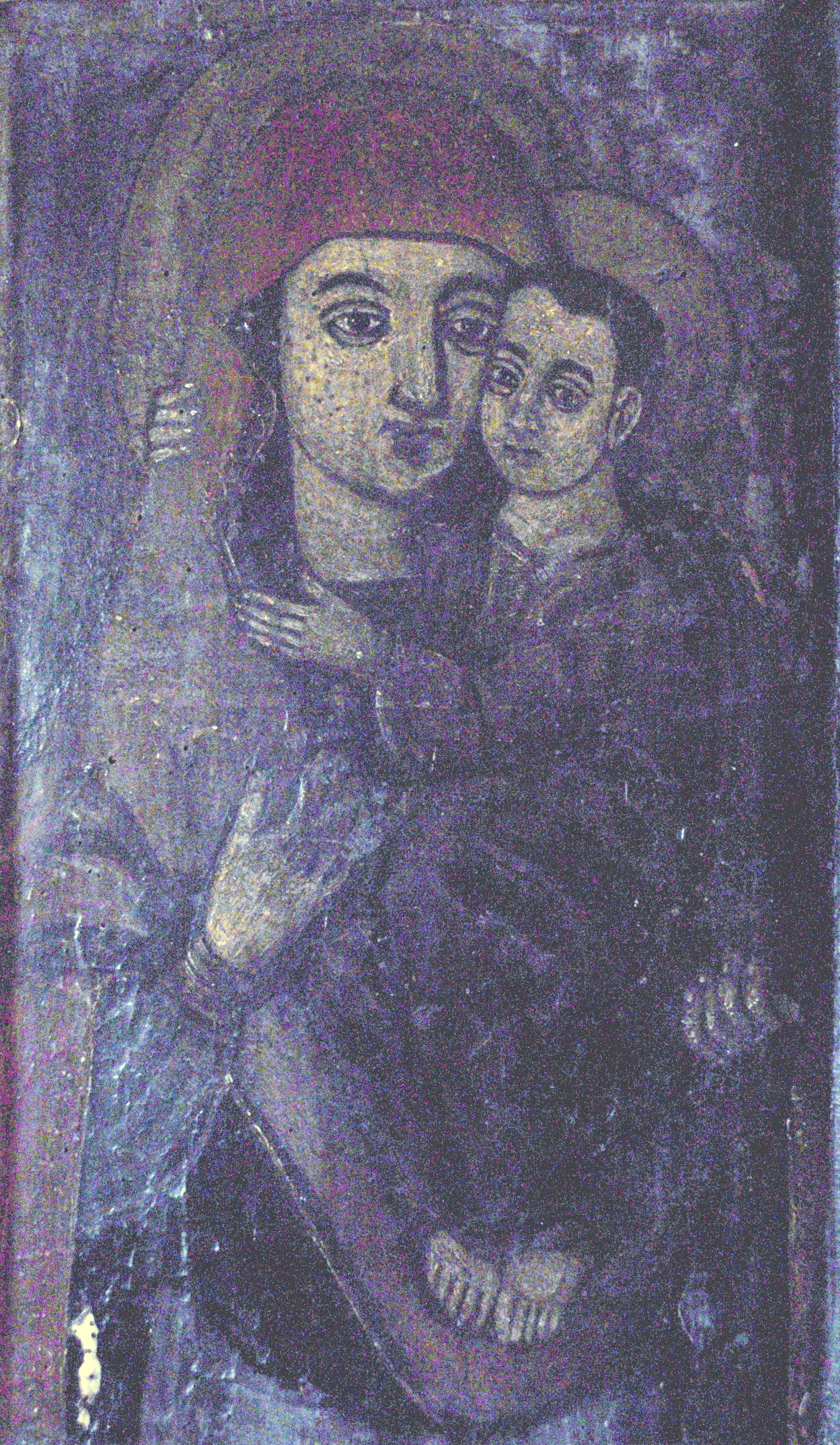
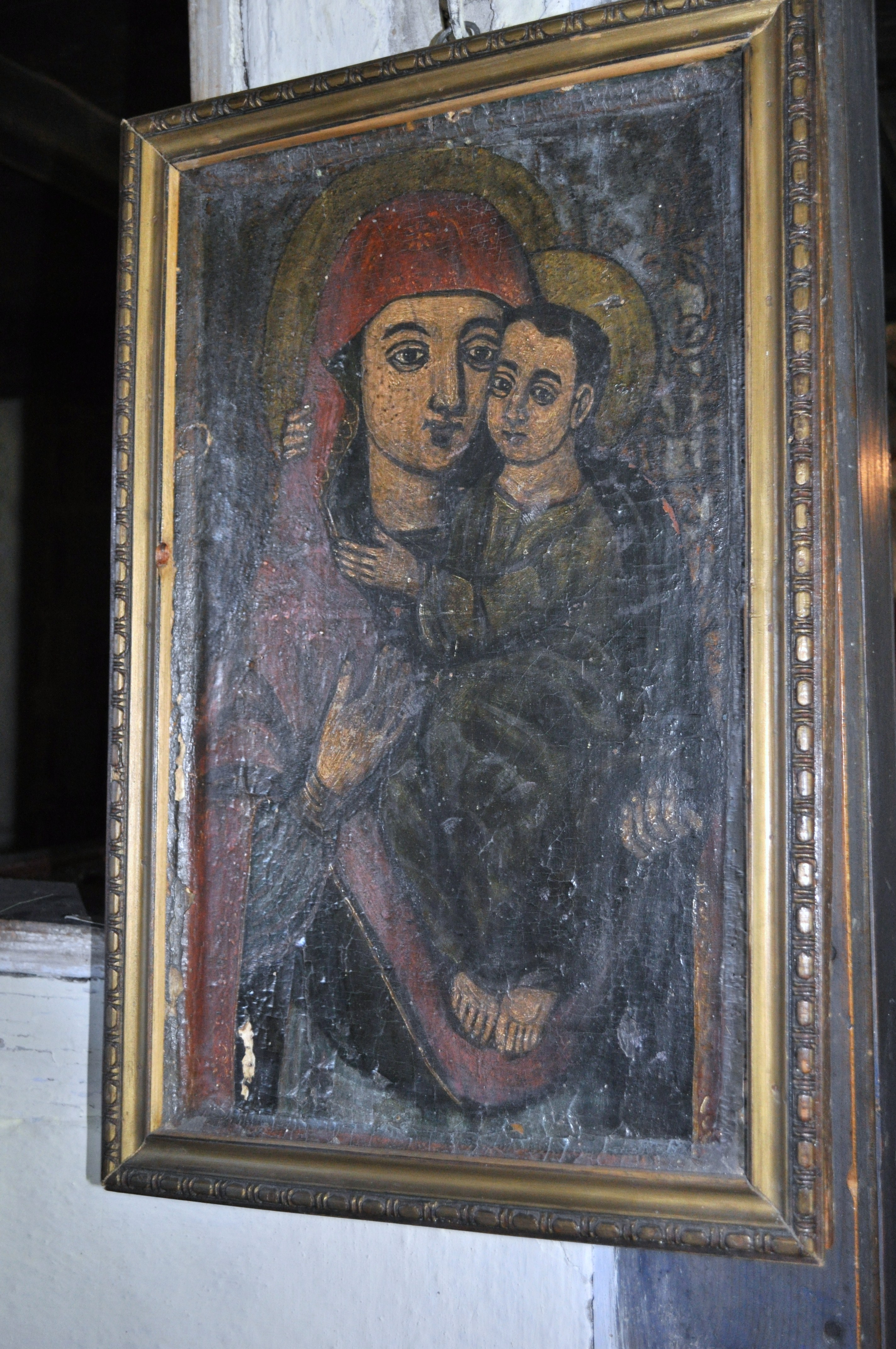
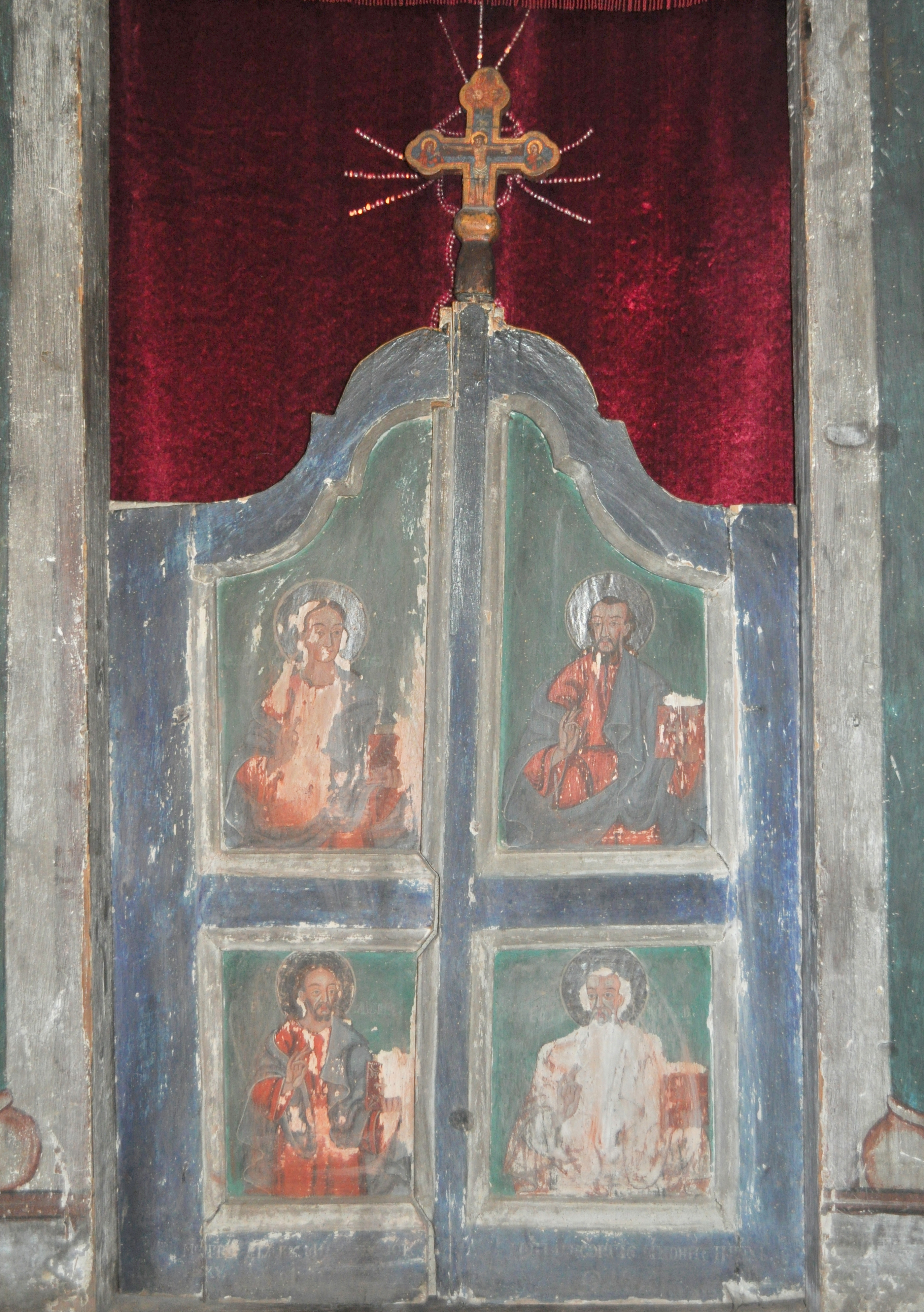
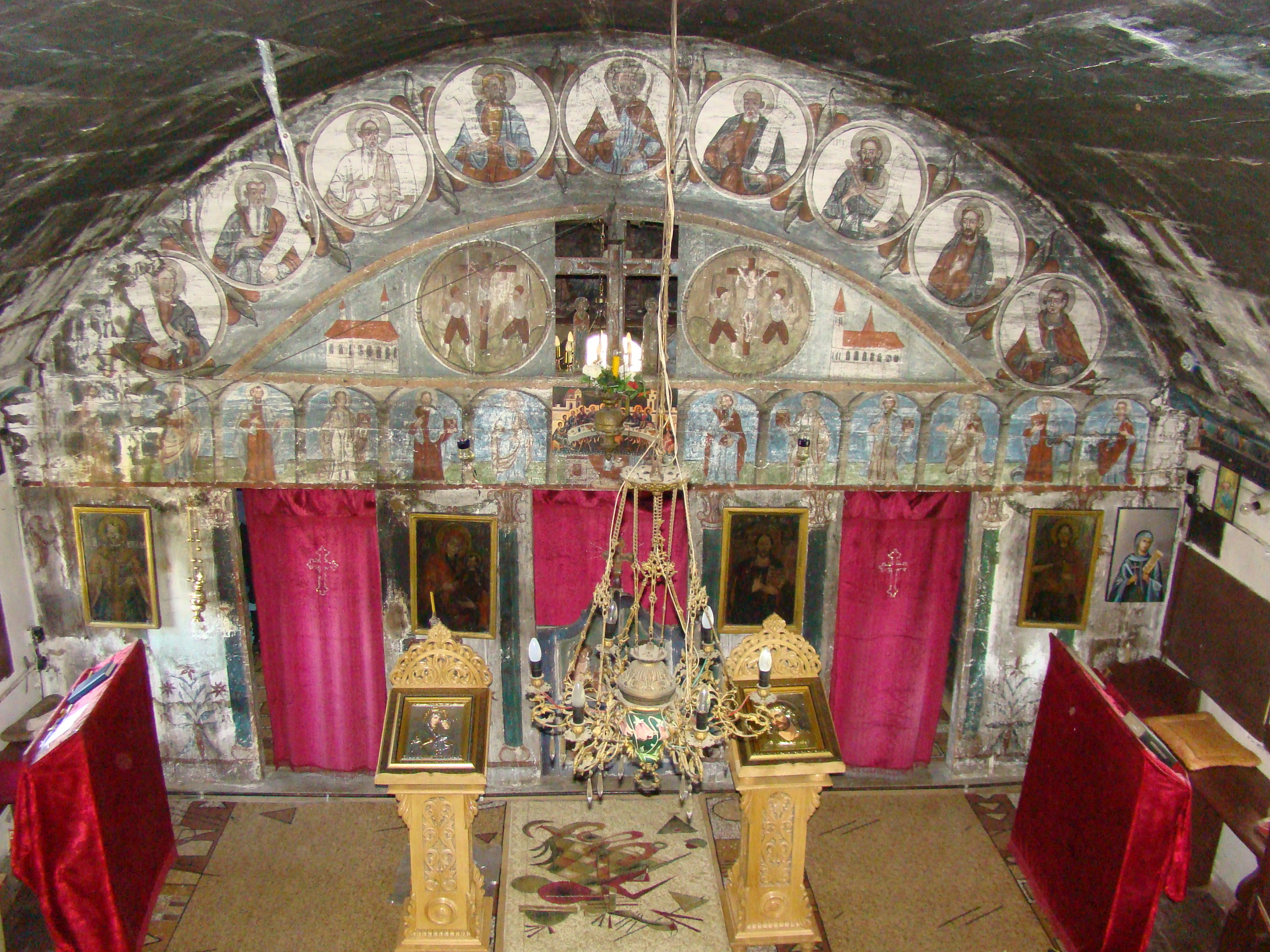
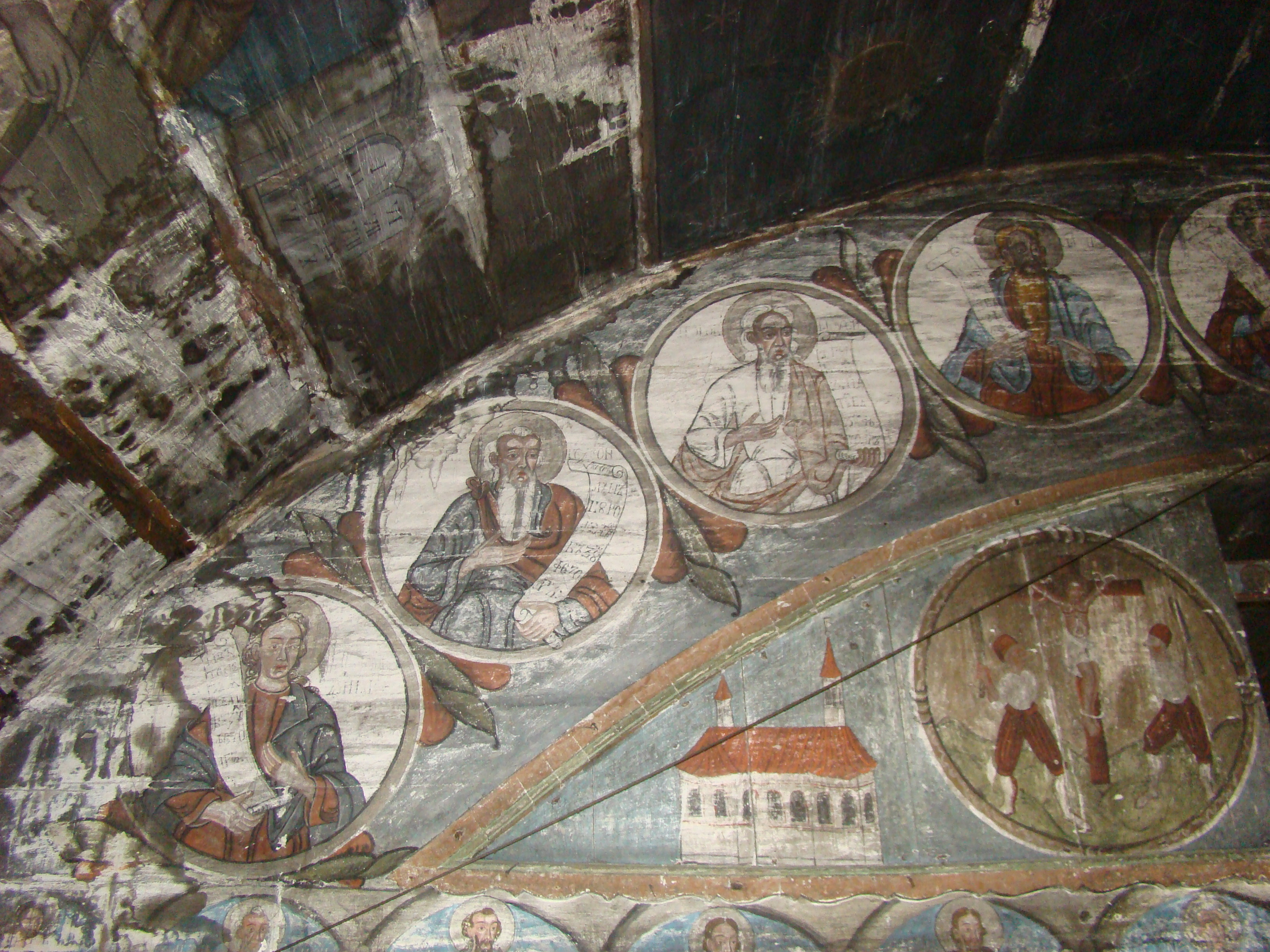
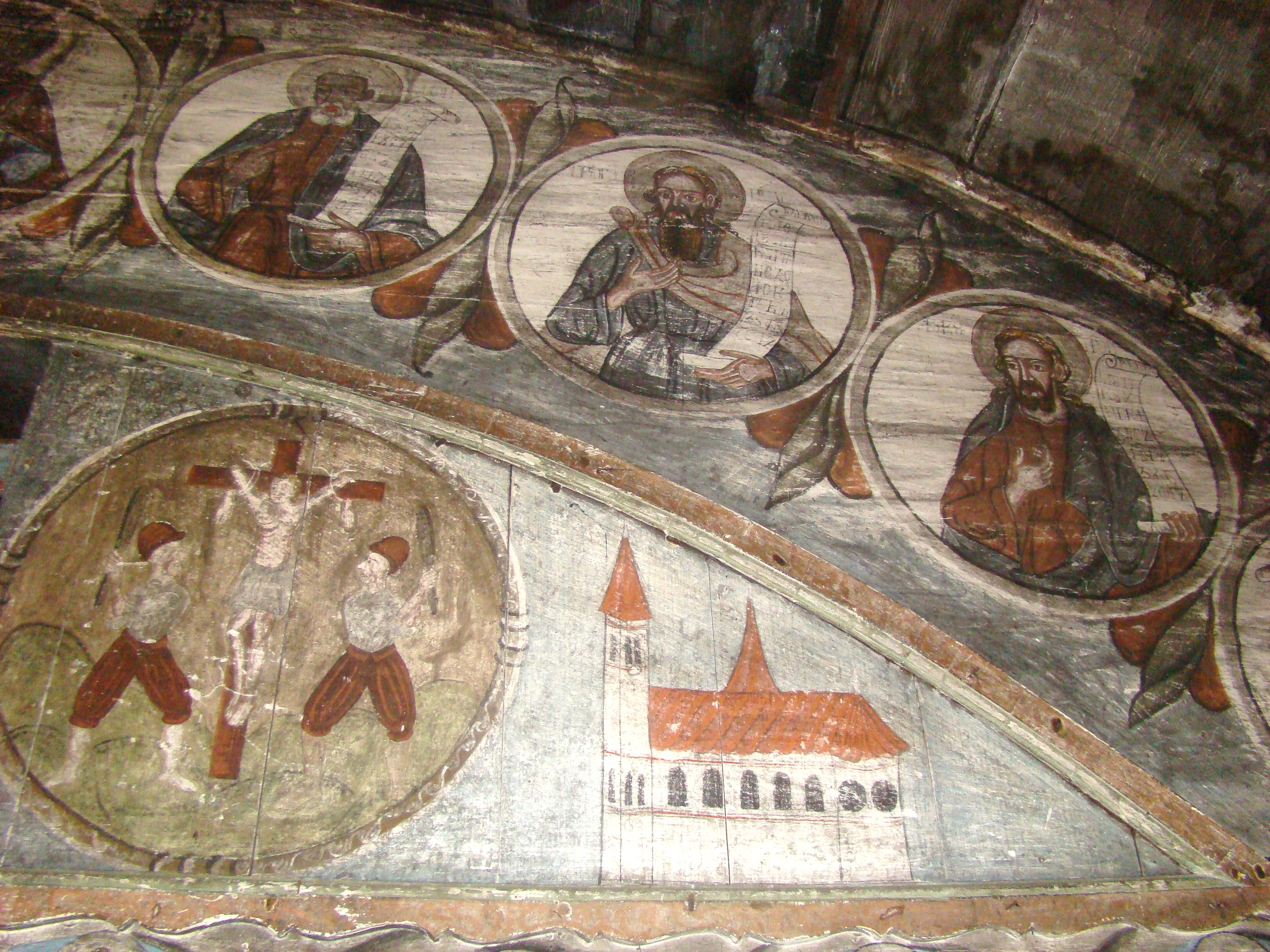
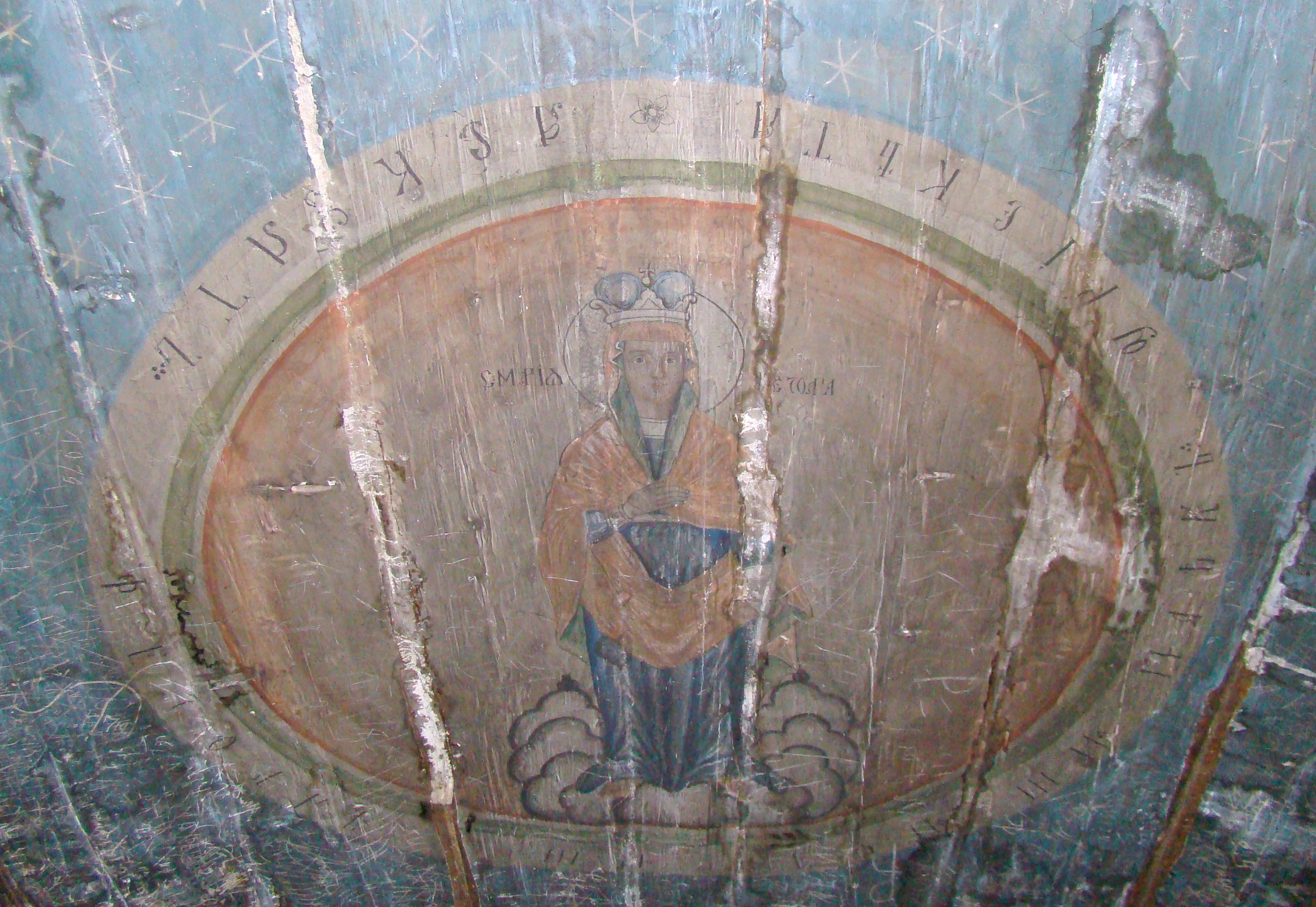
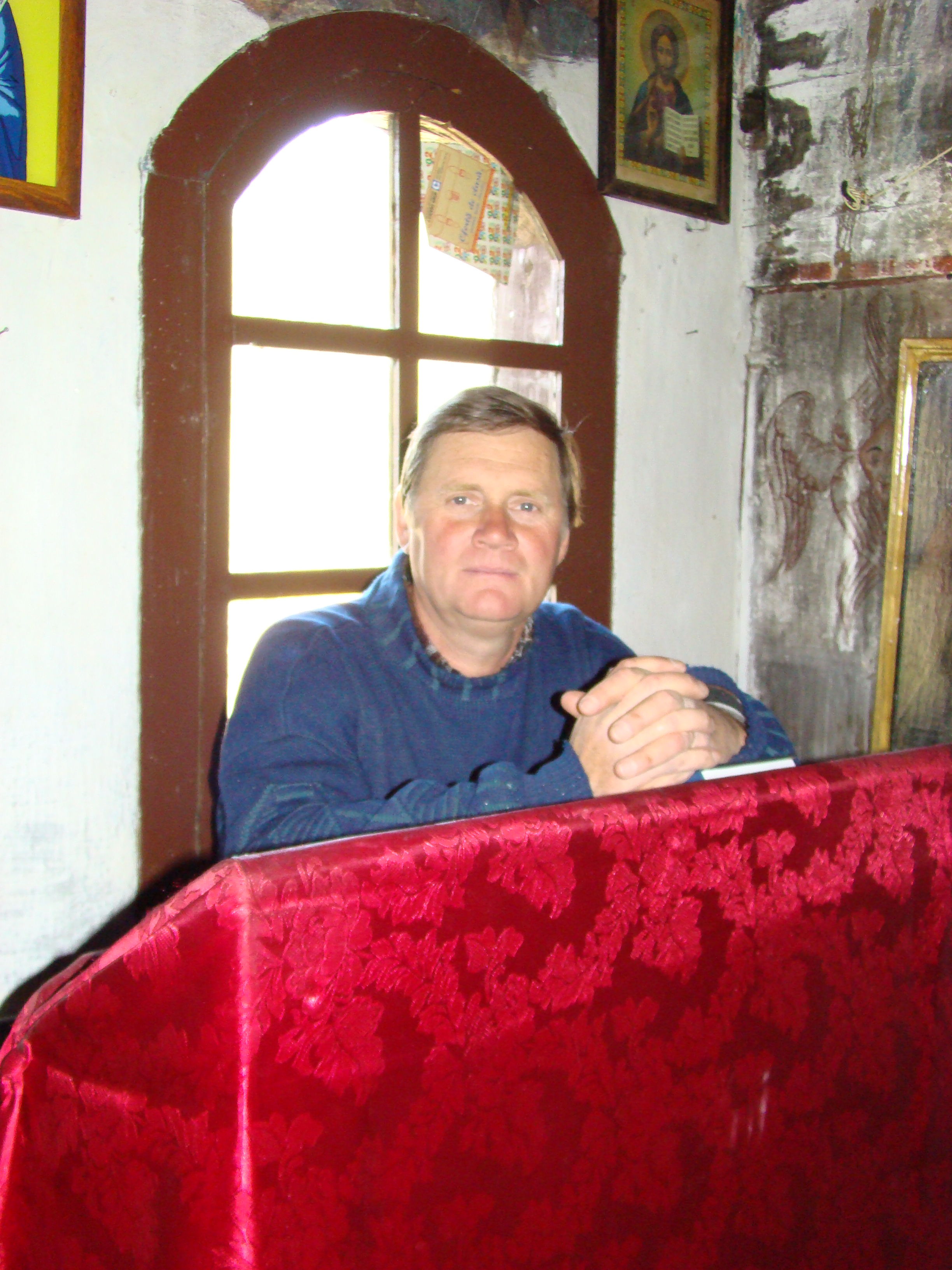
Crâsnicul Ghiara Ionel
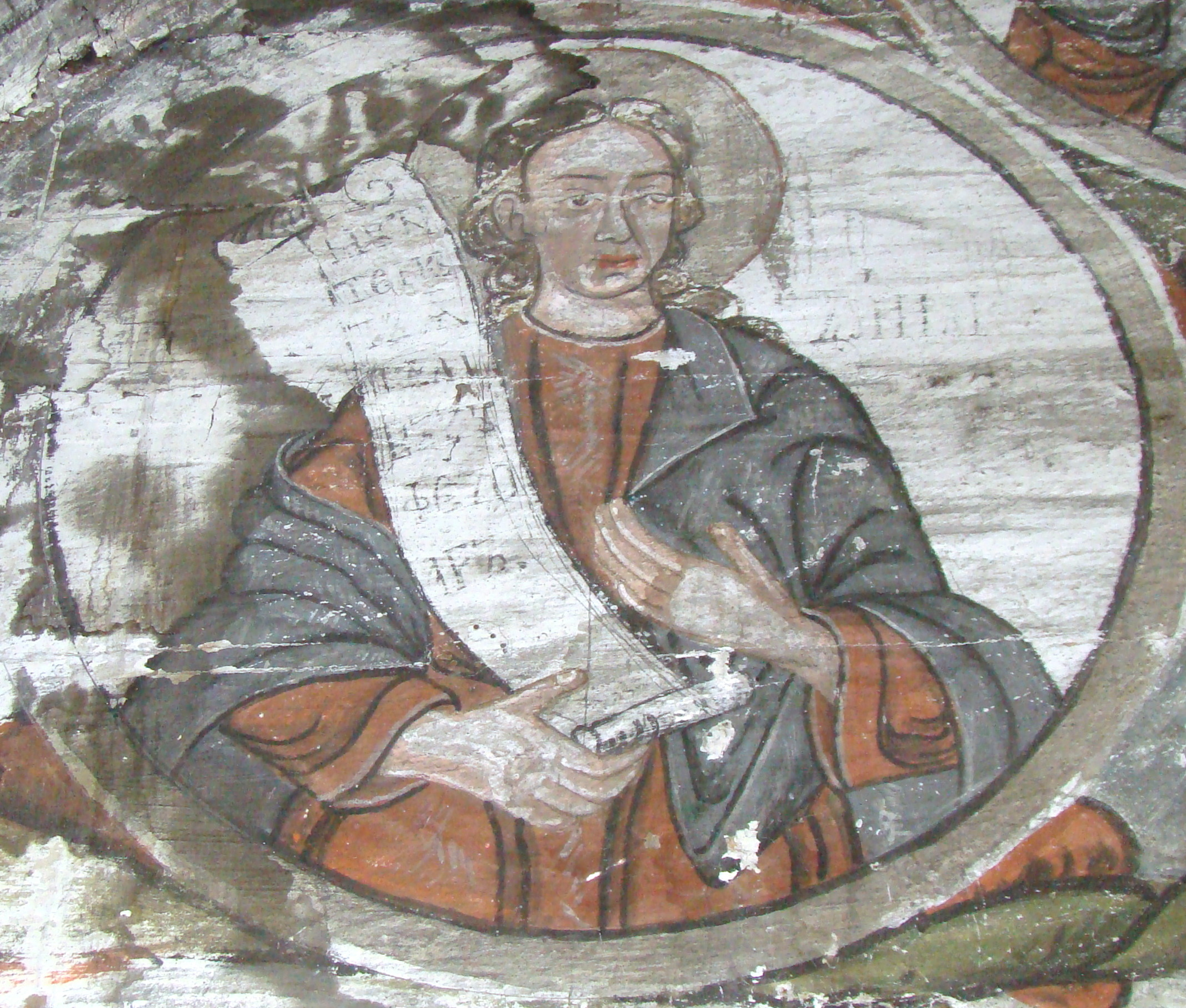
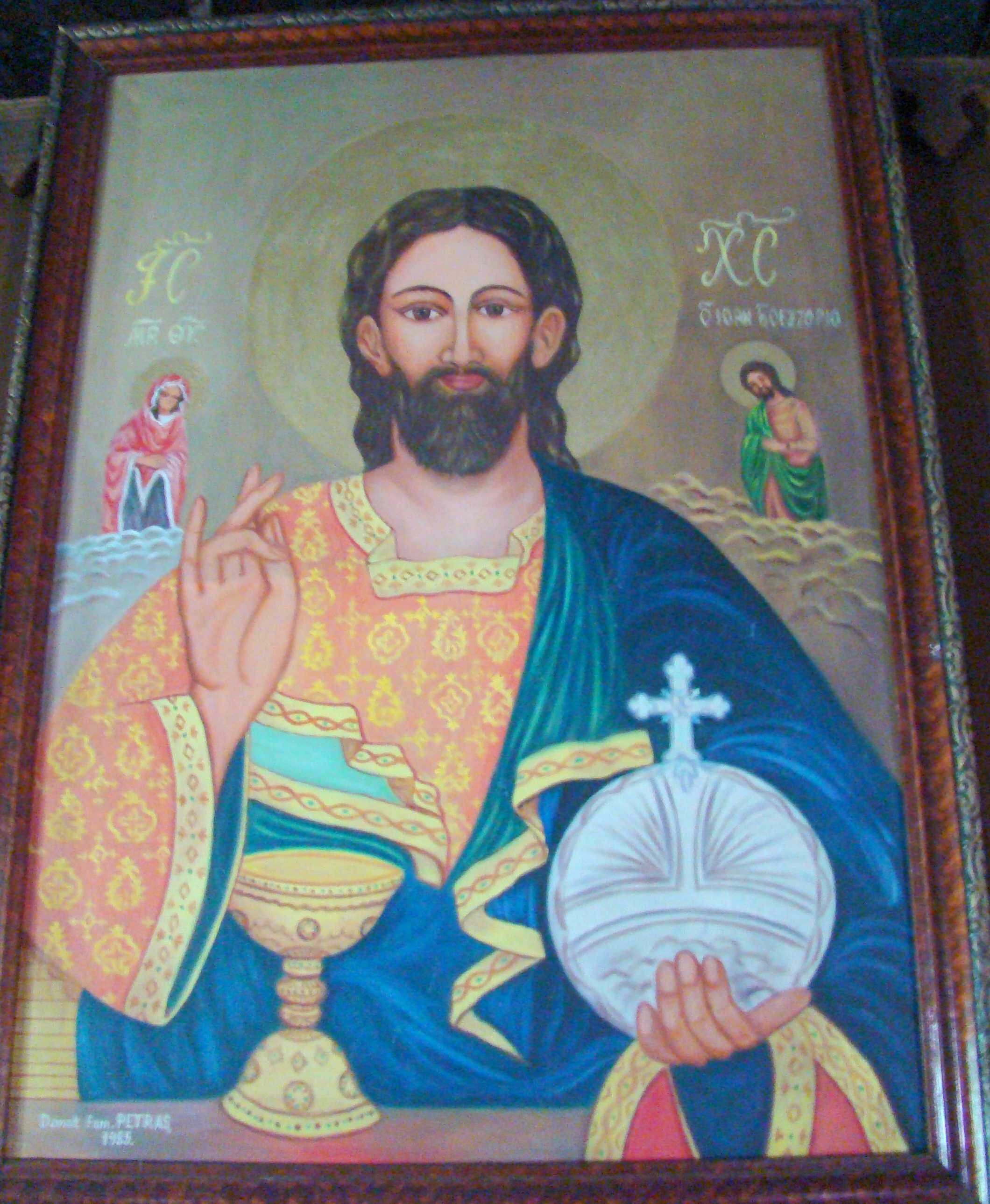
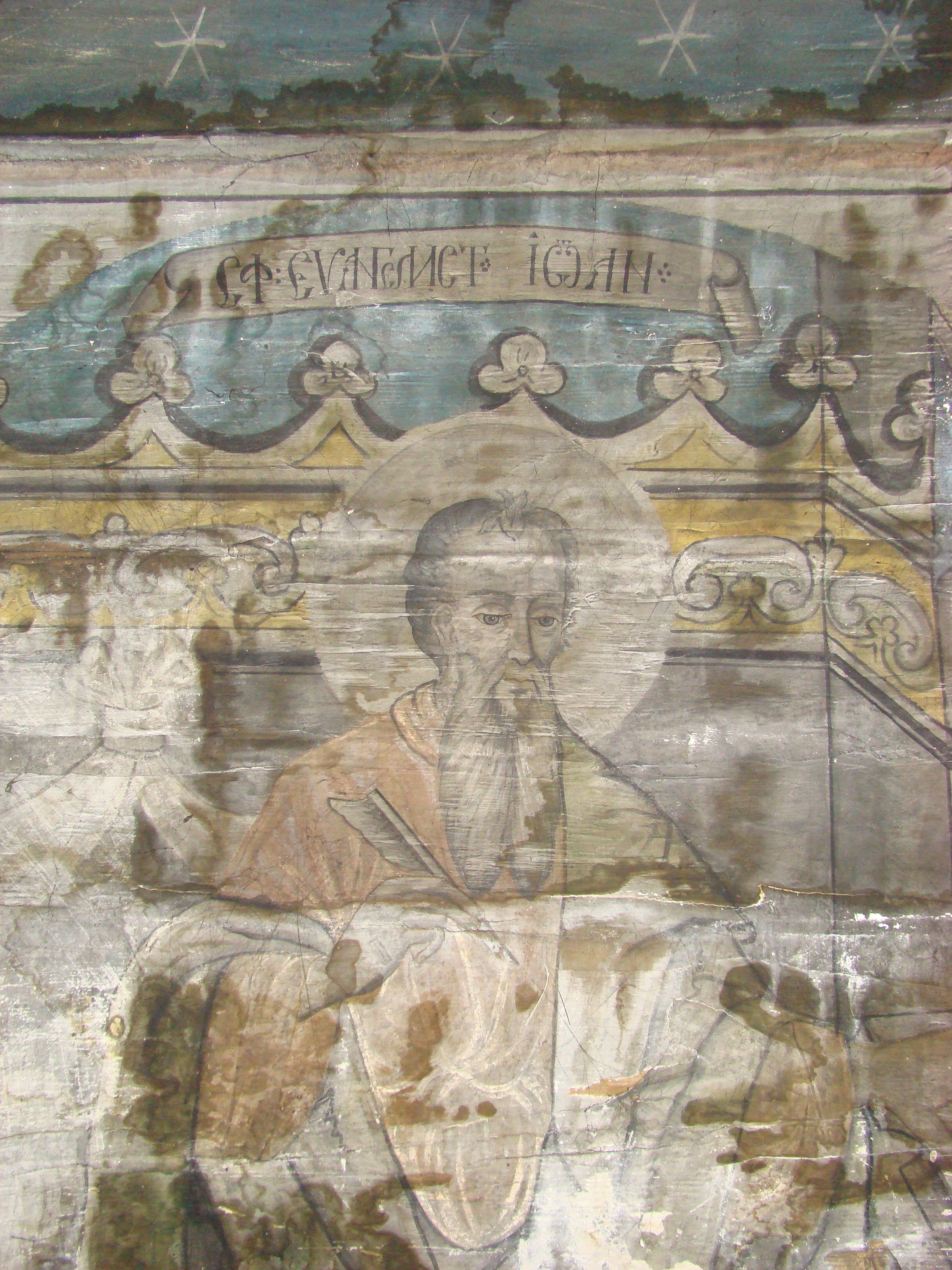
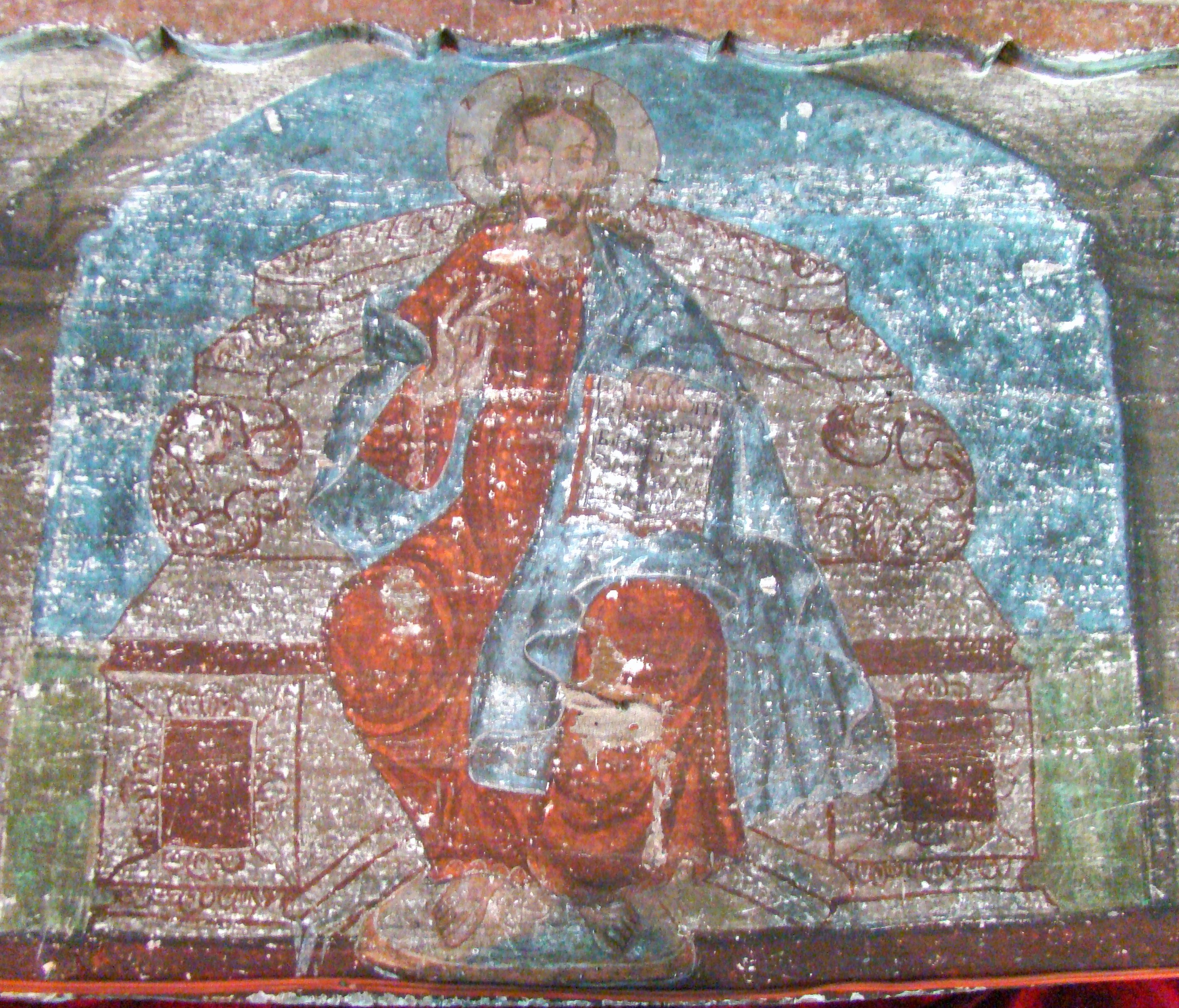
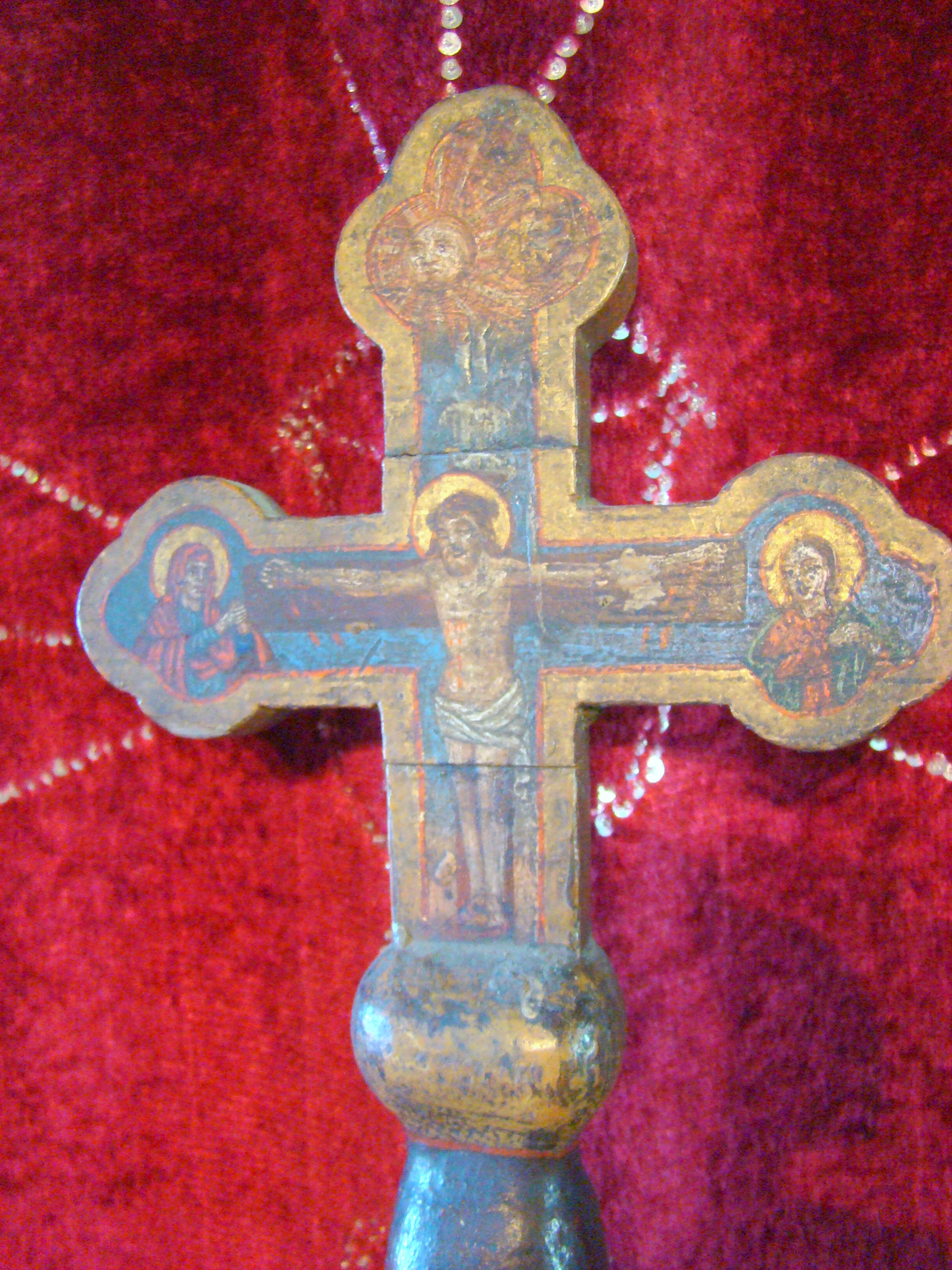
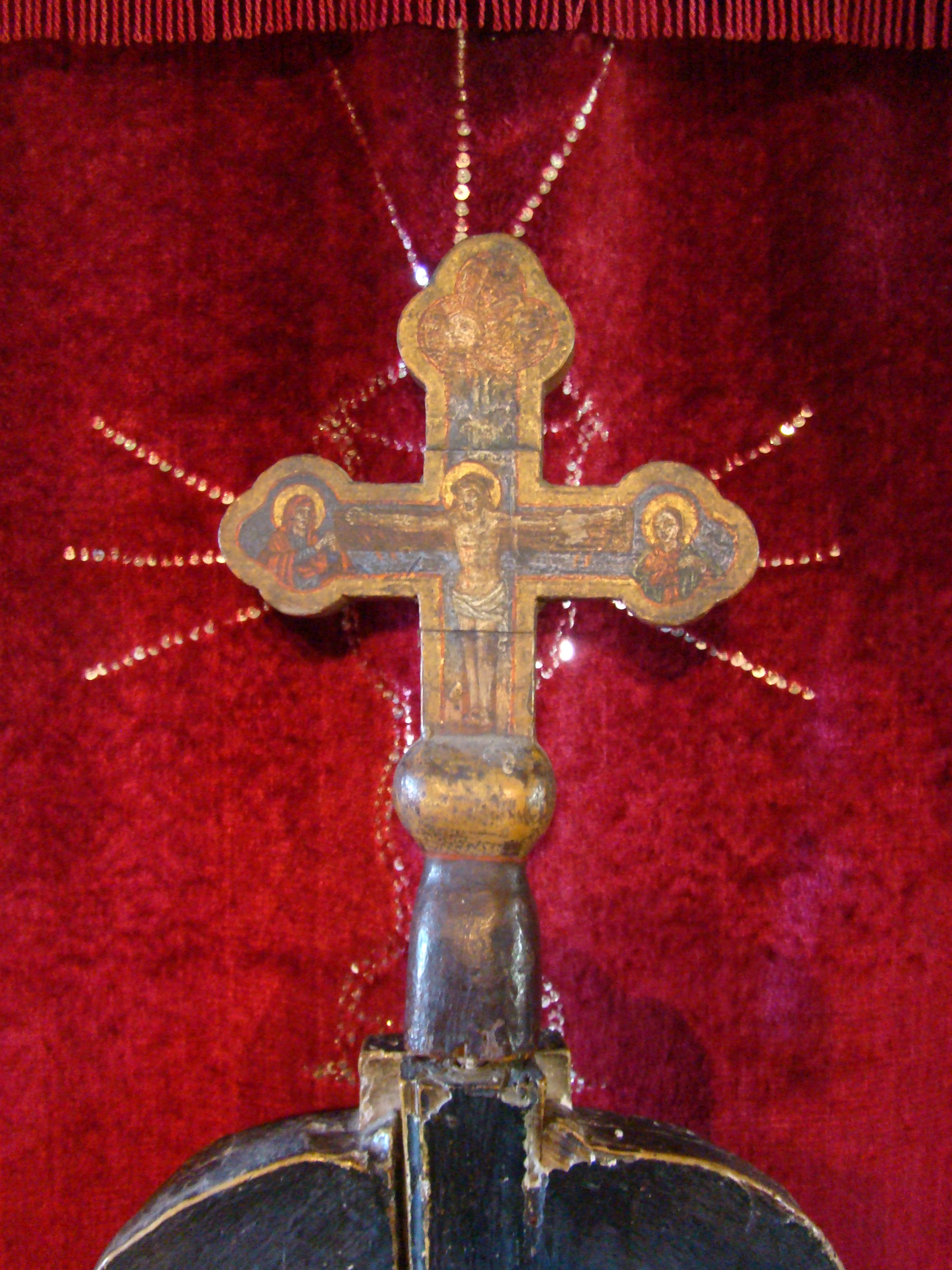
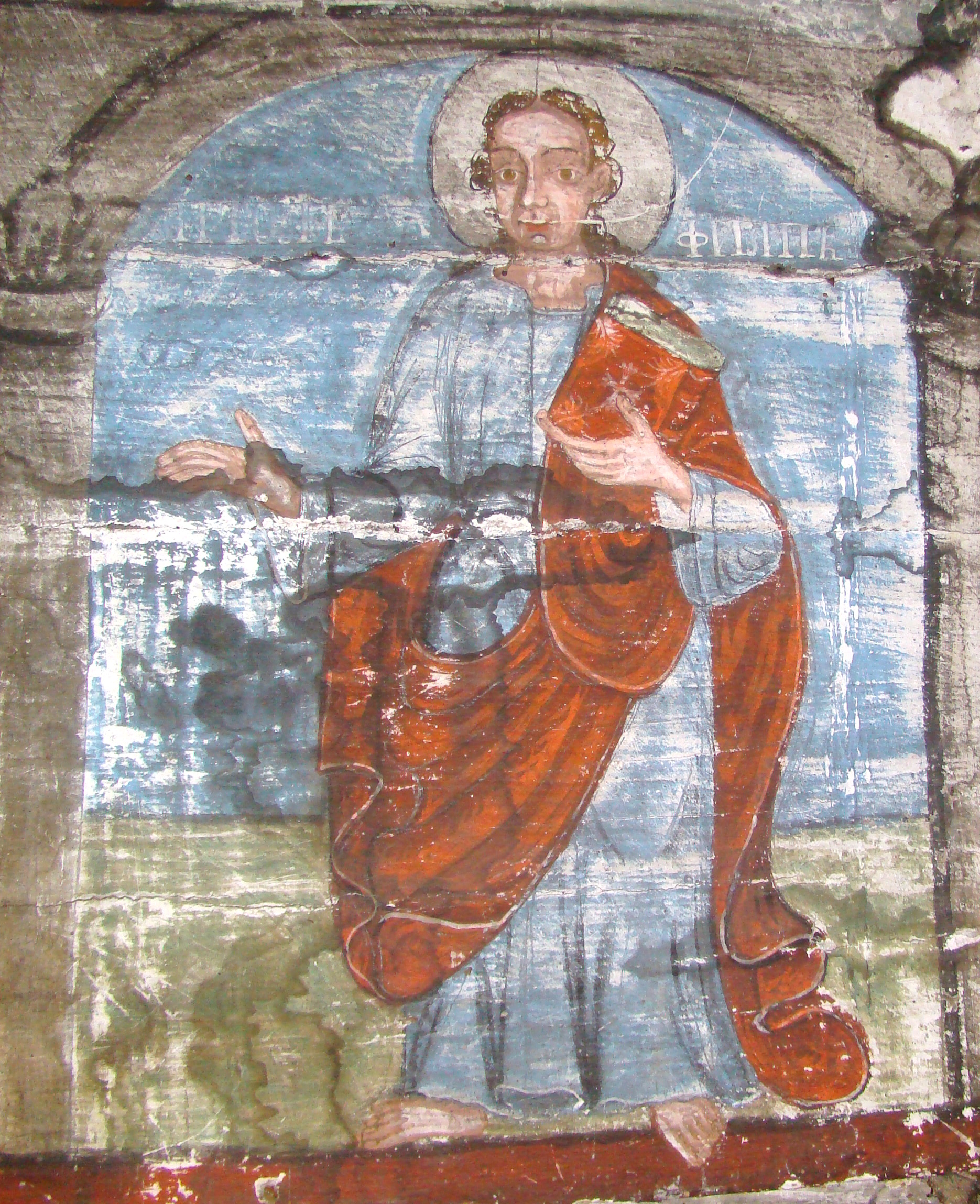
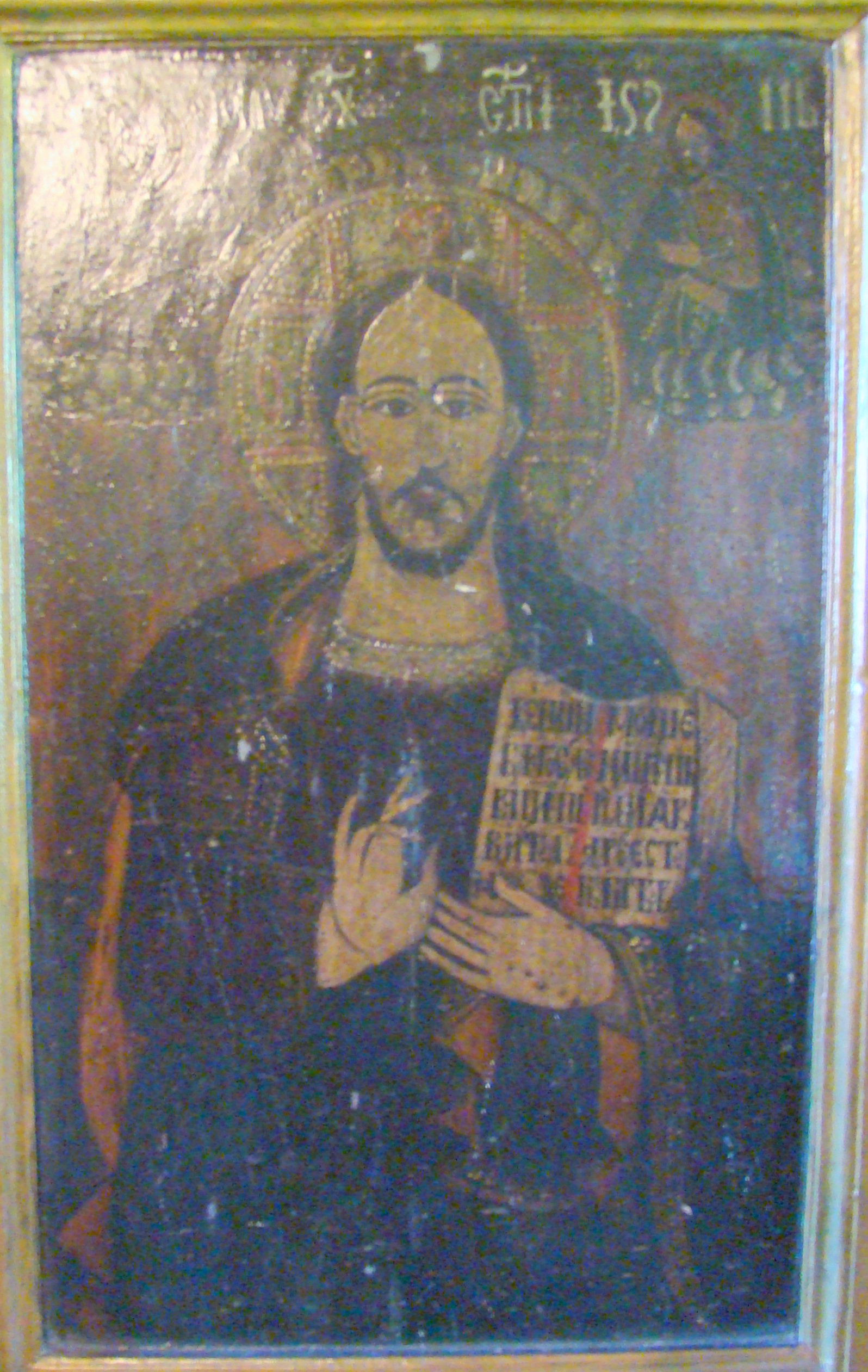
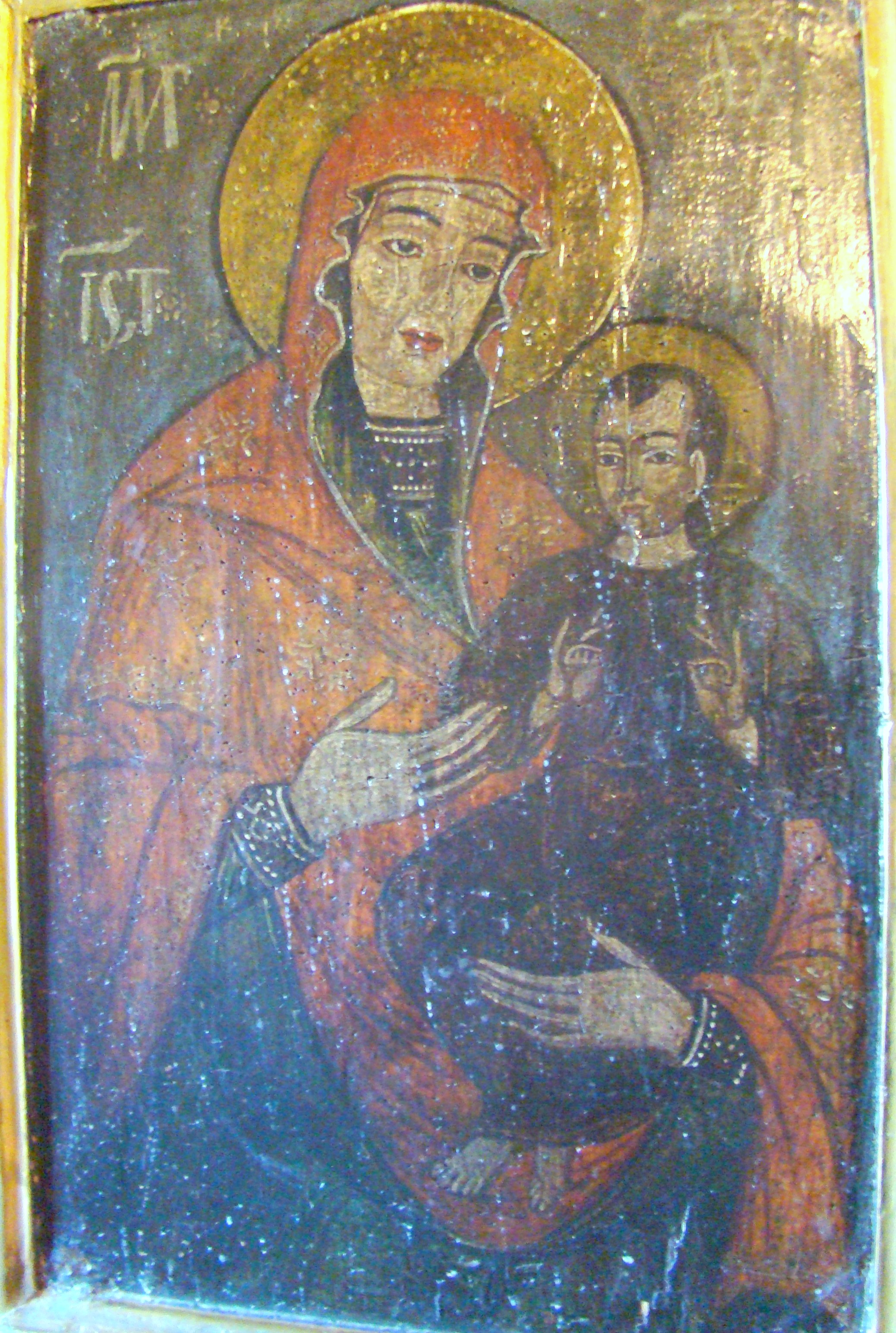
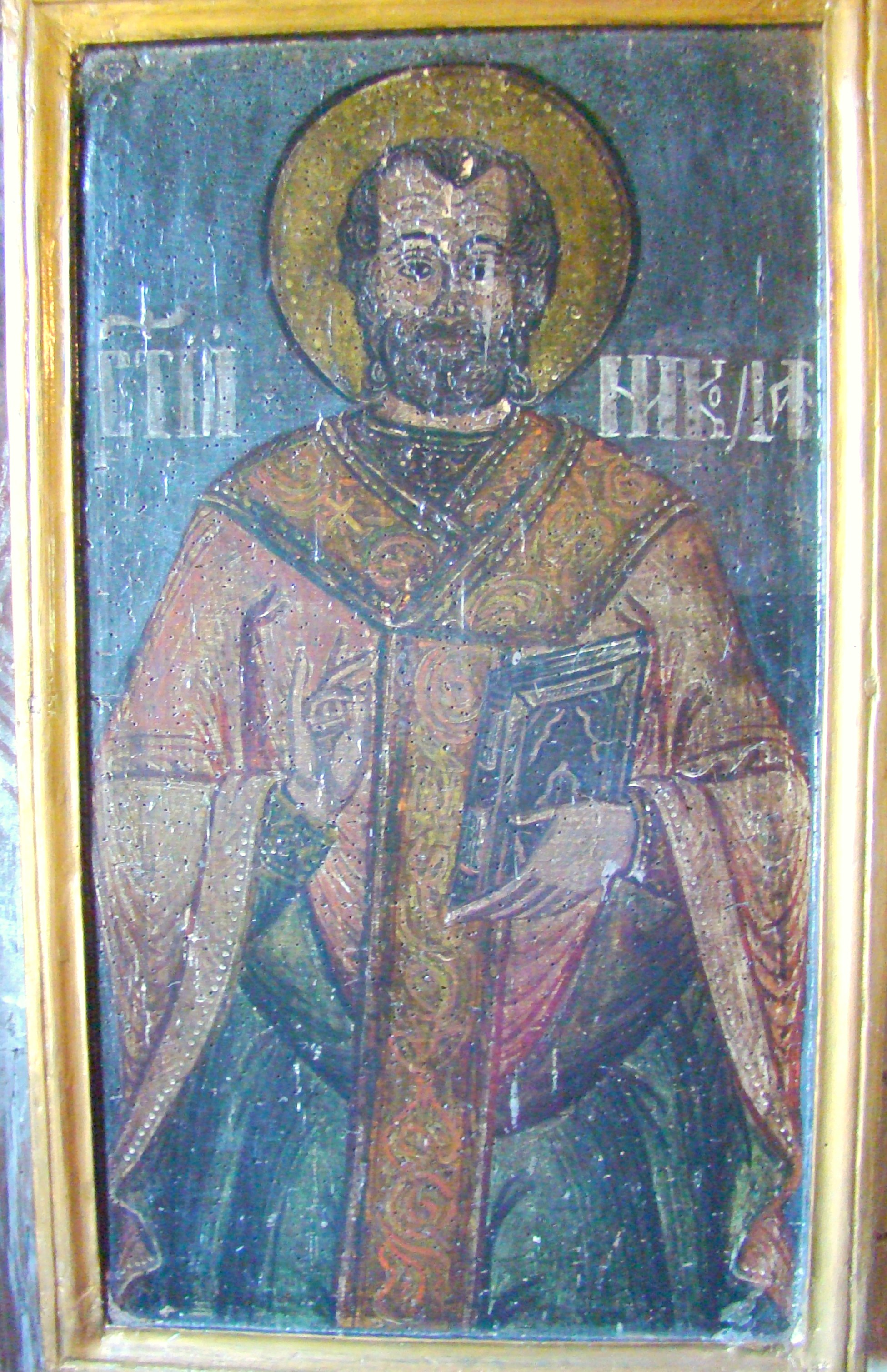
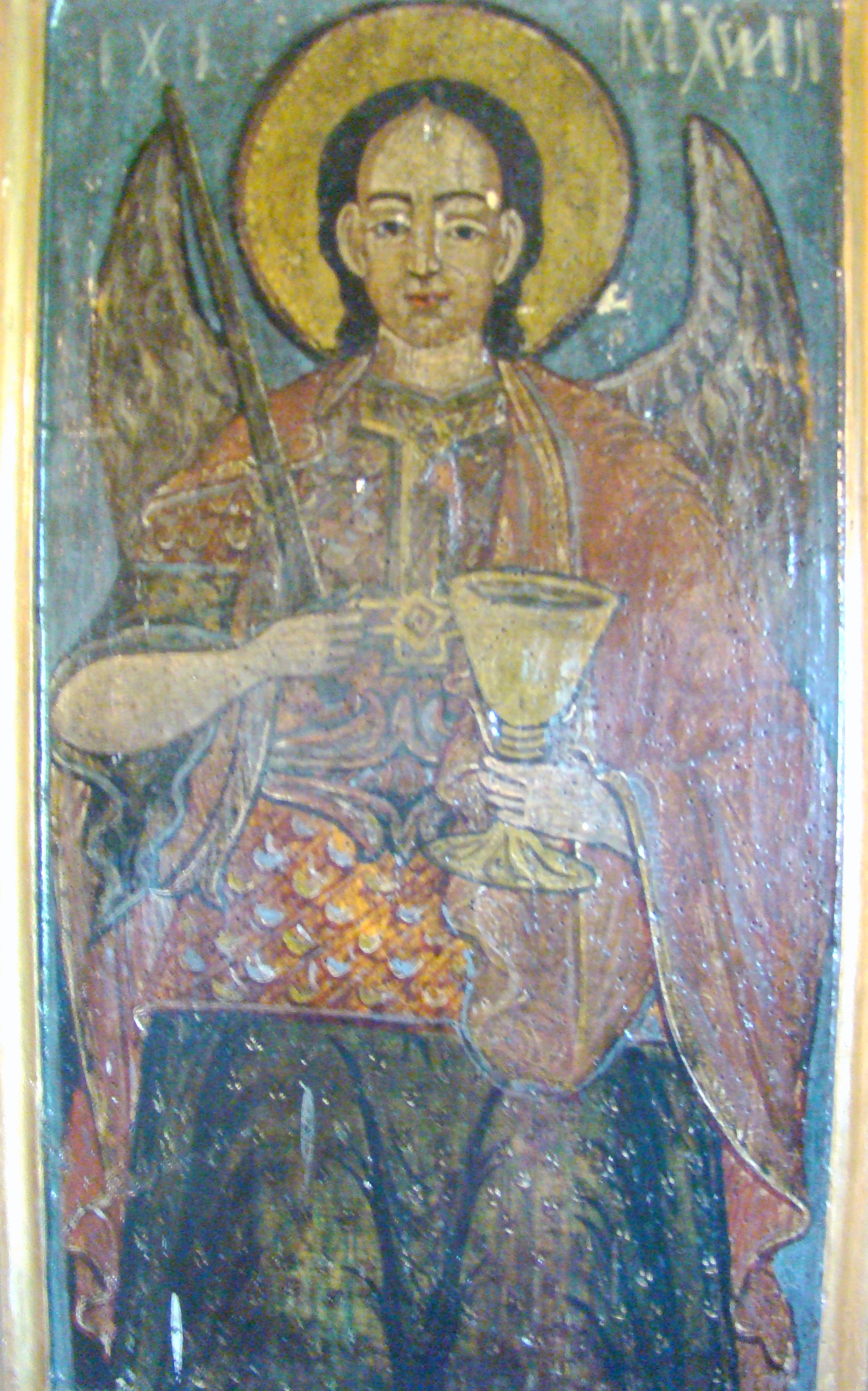
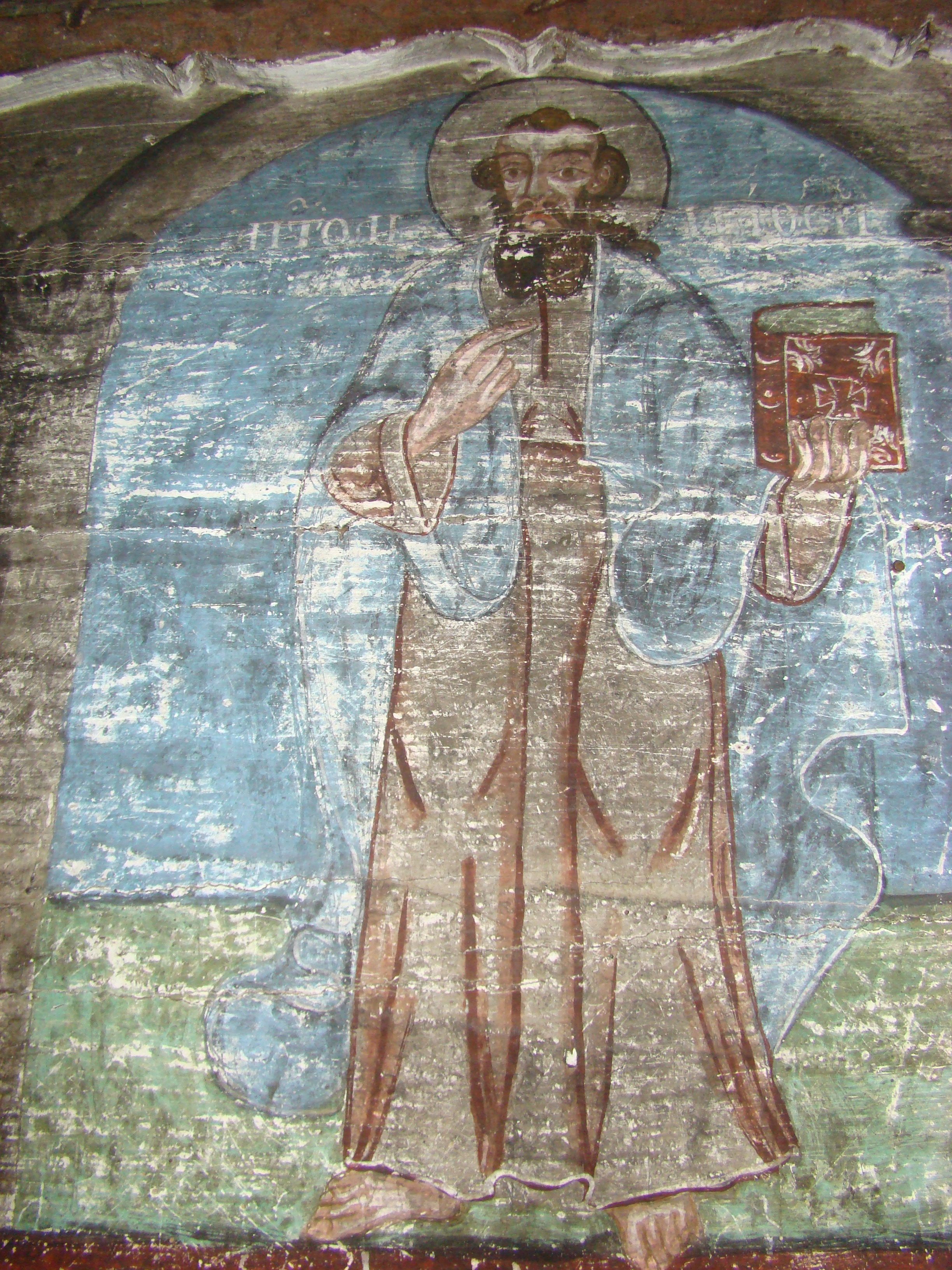
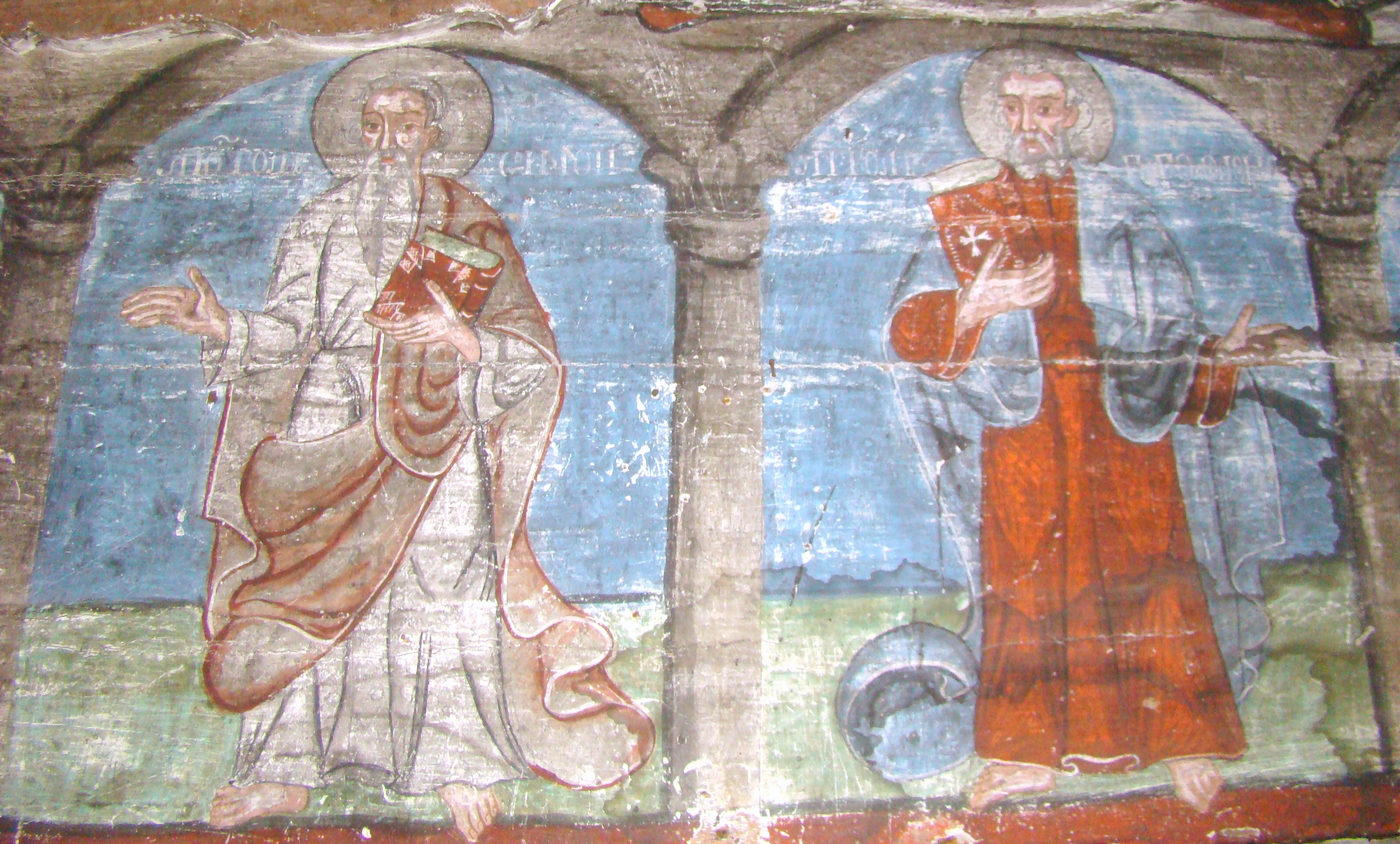
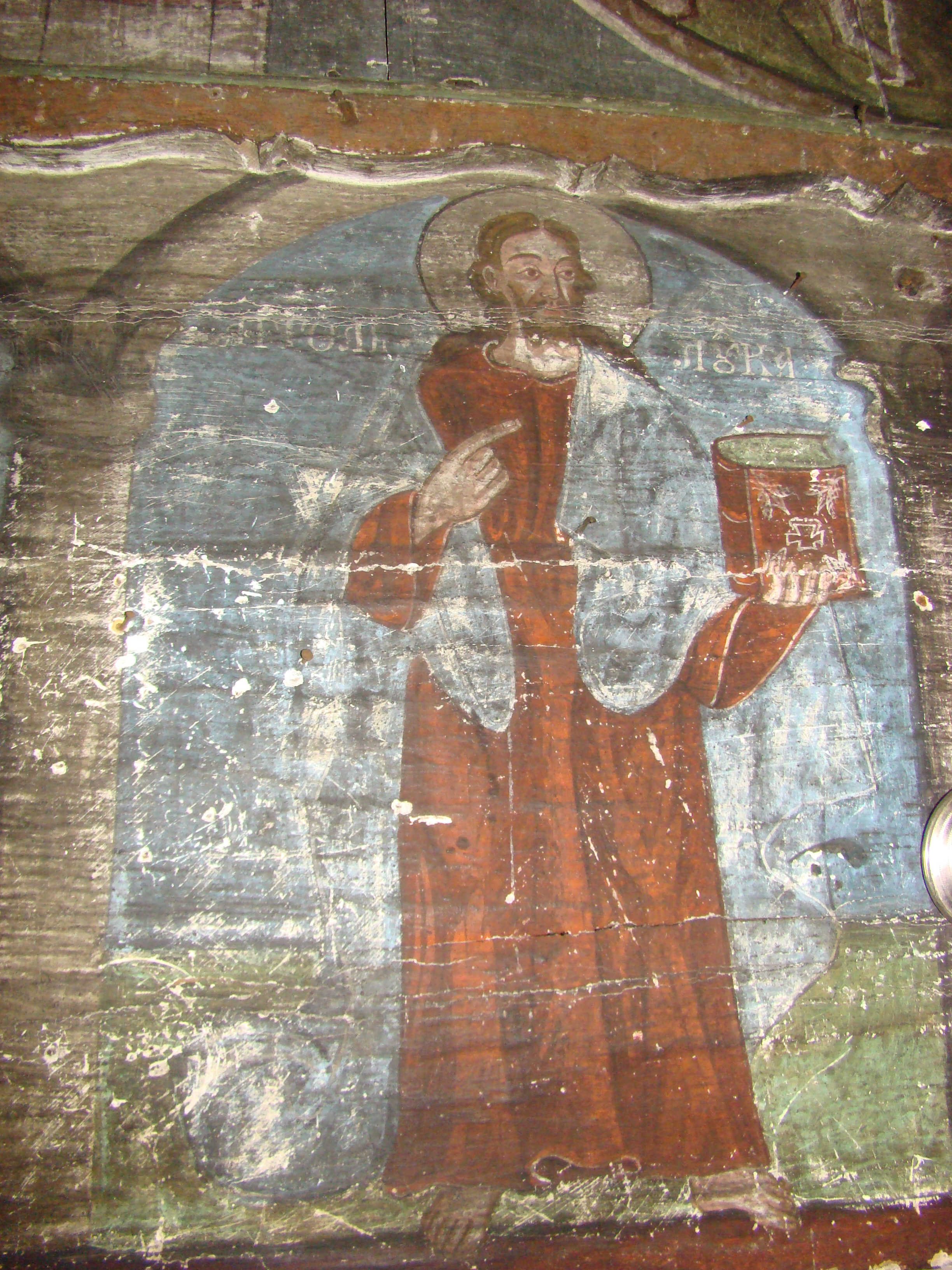
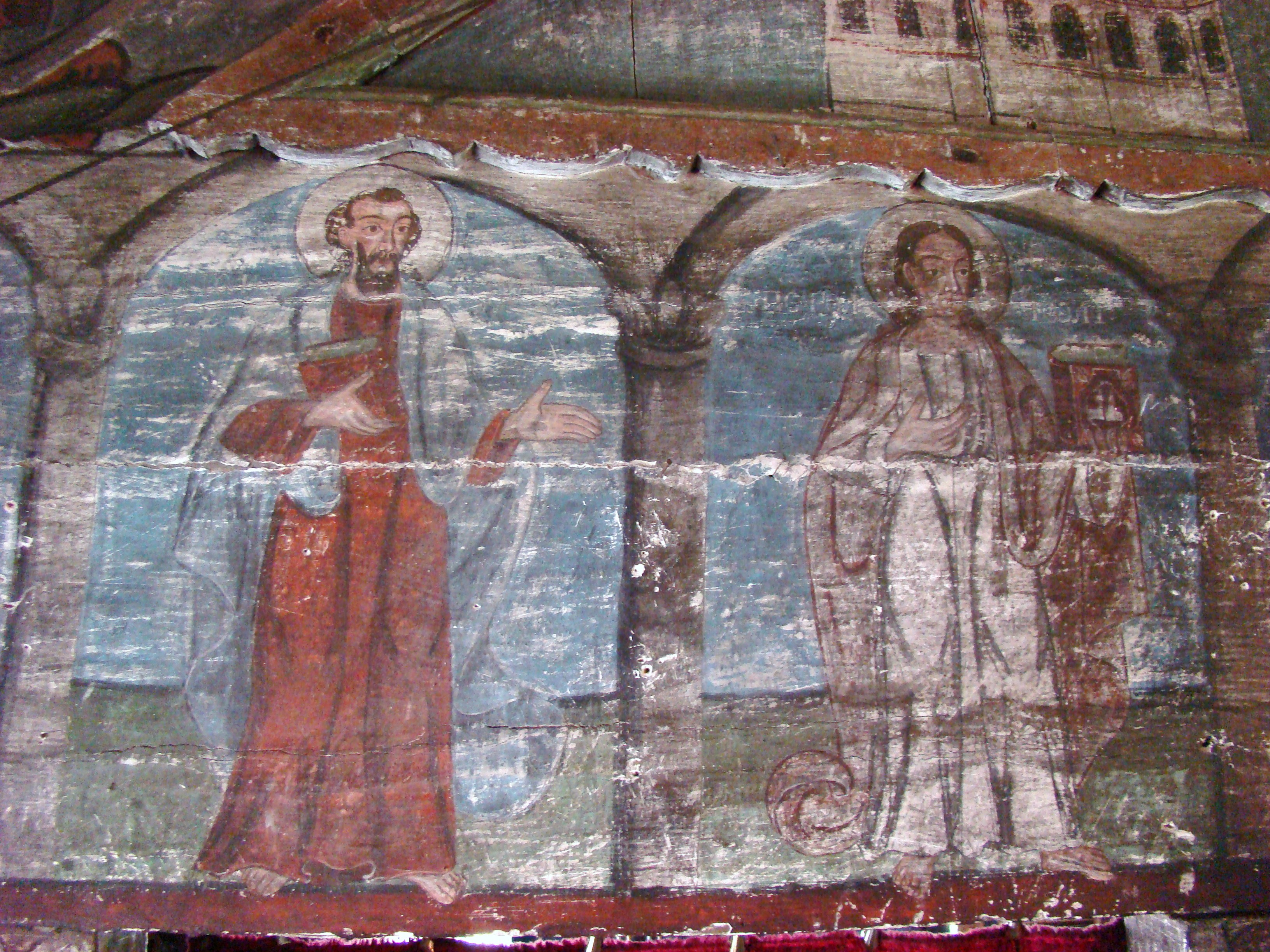
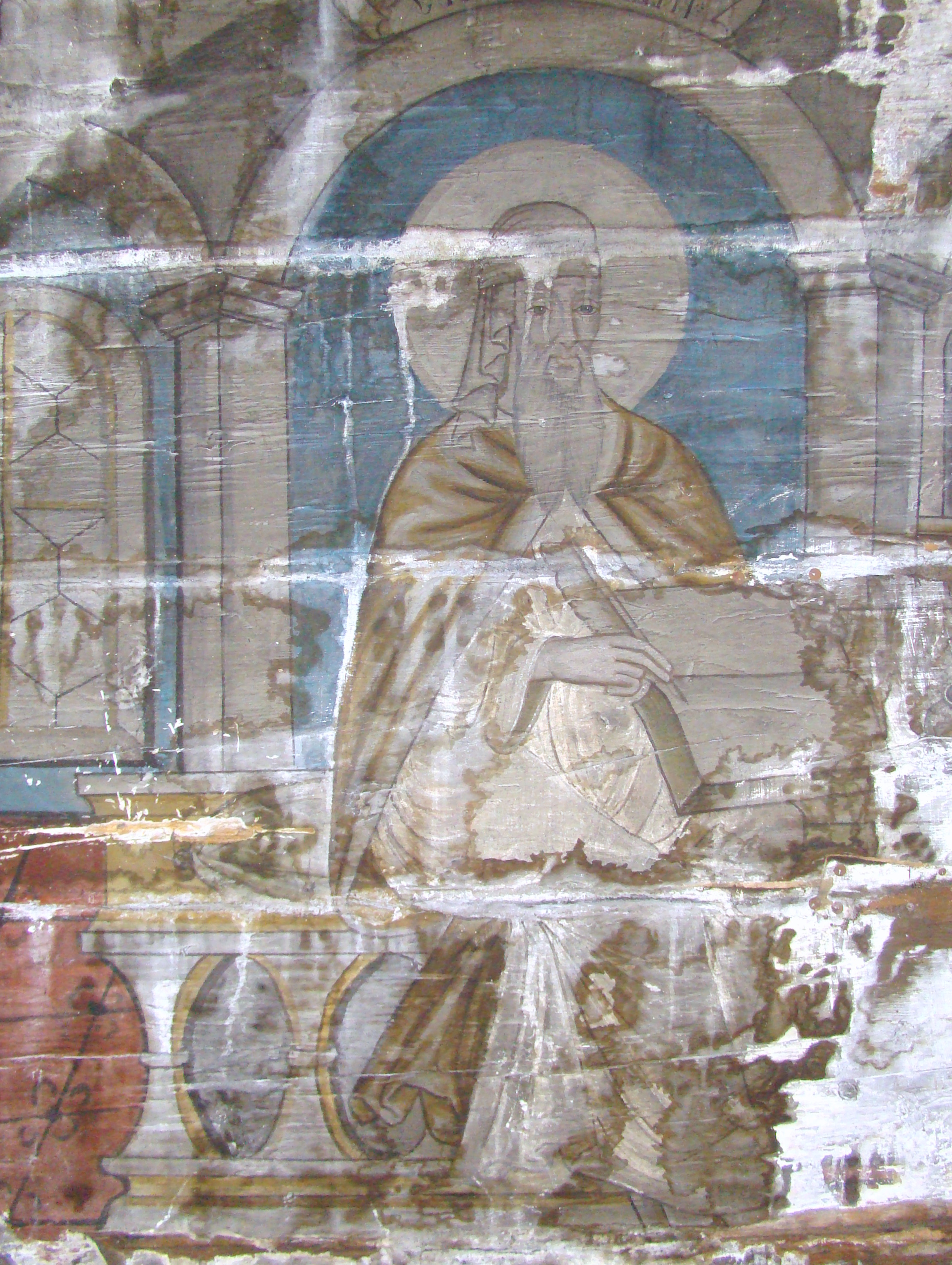
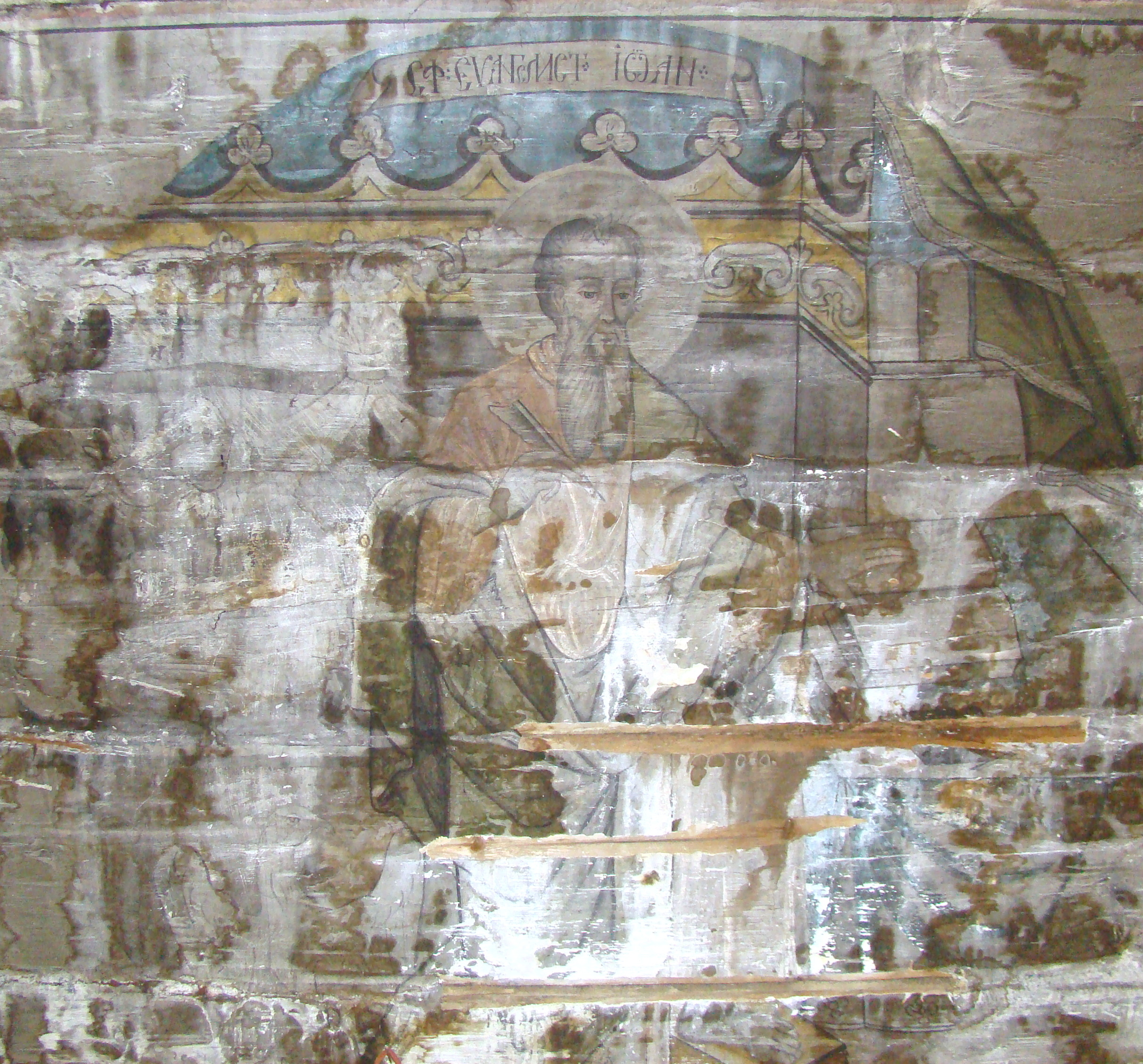
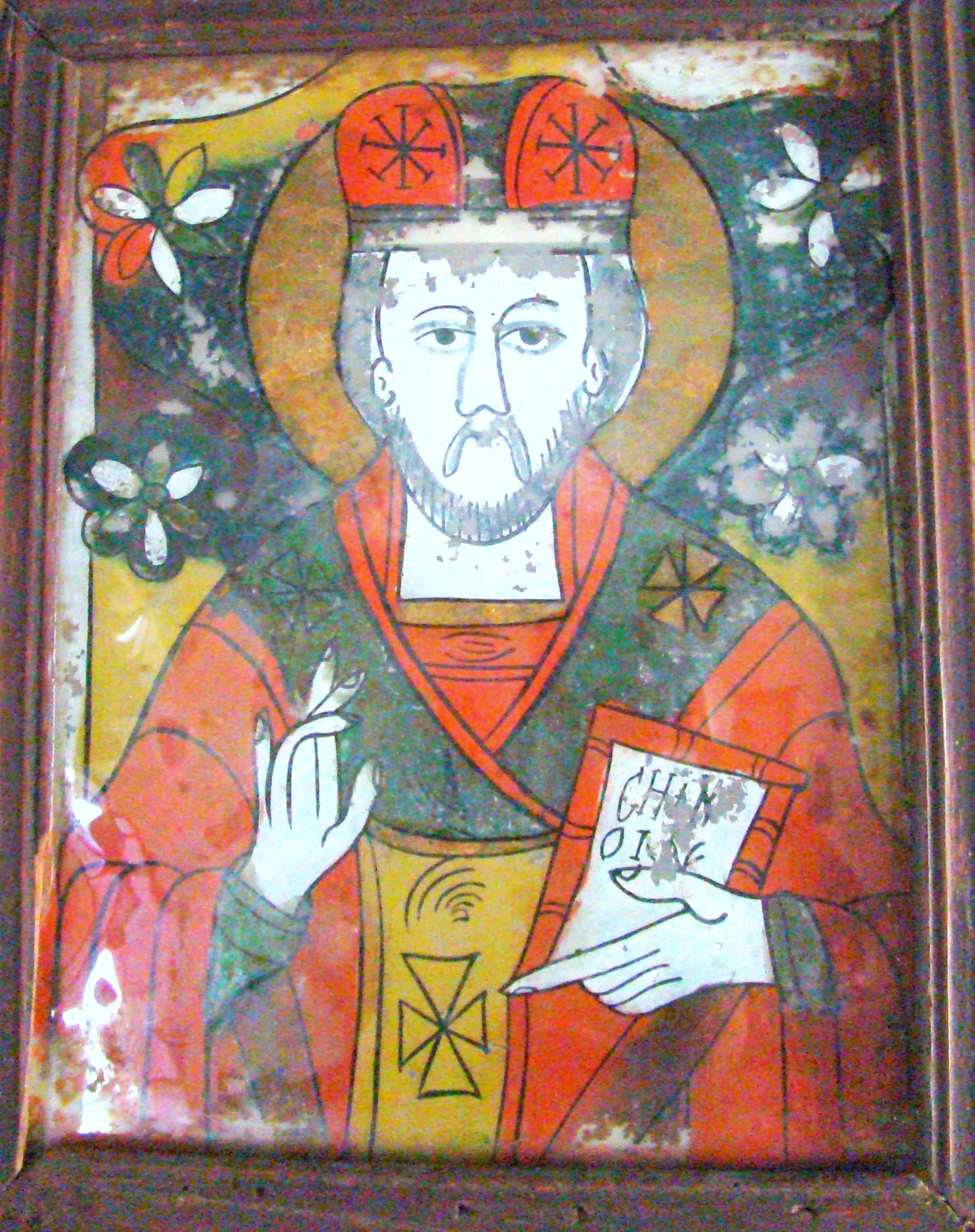
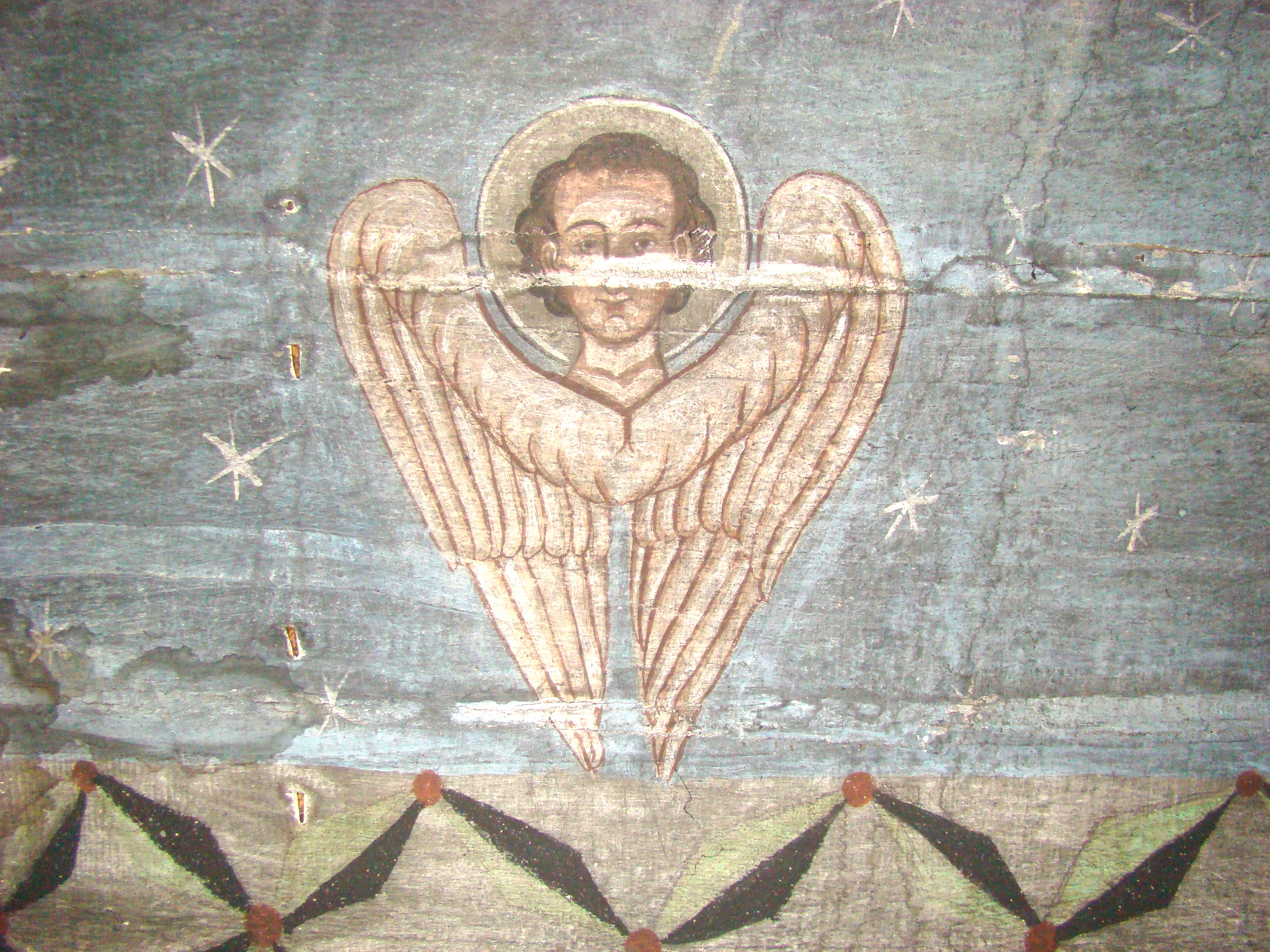
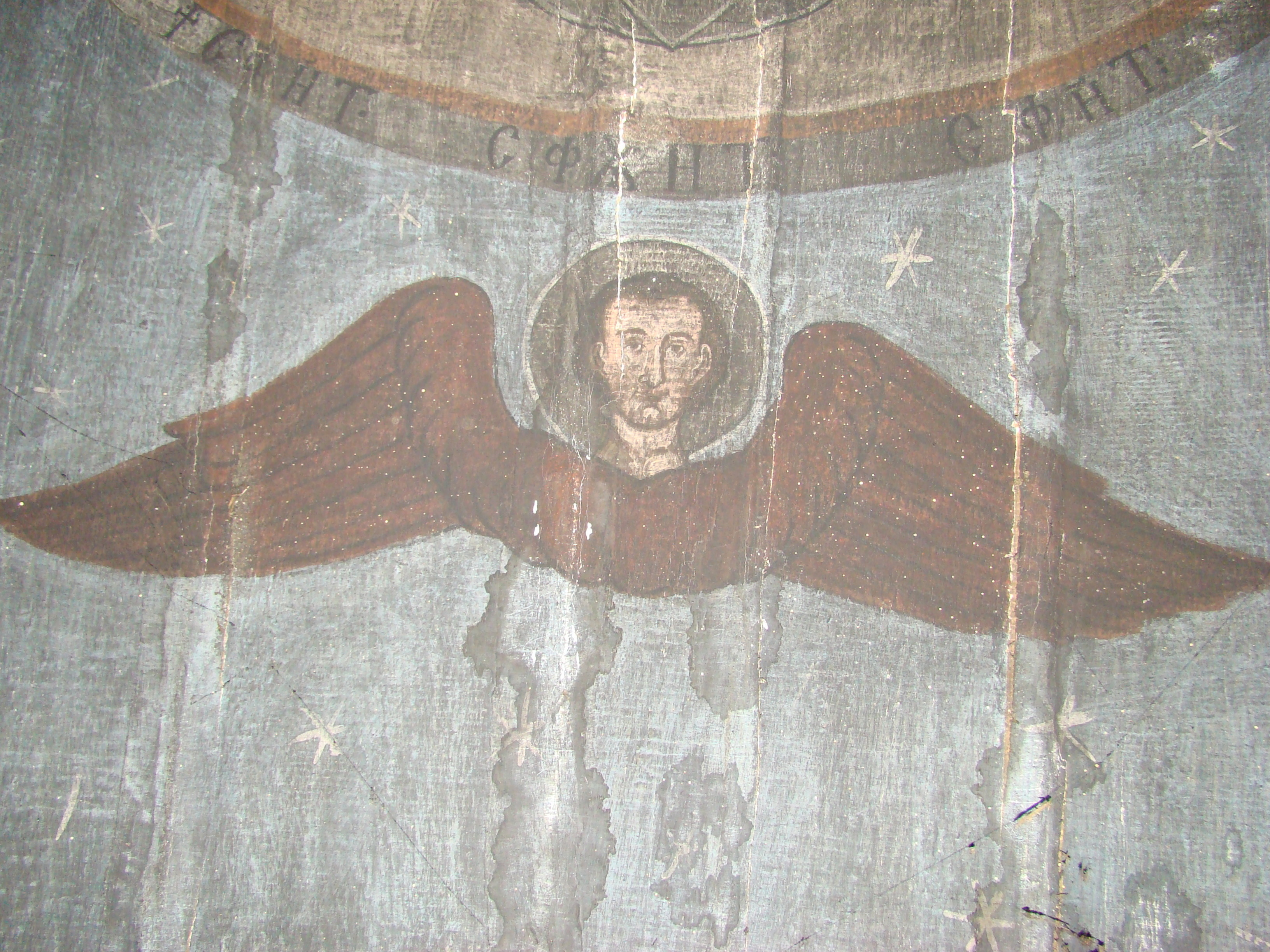
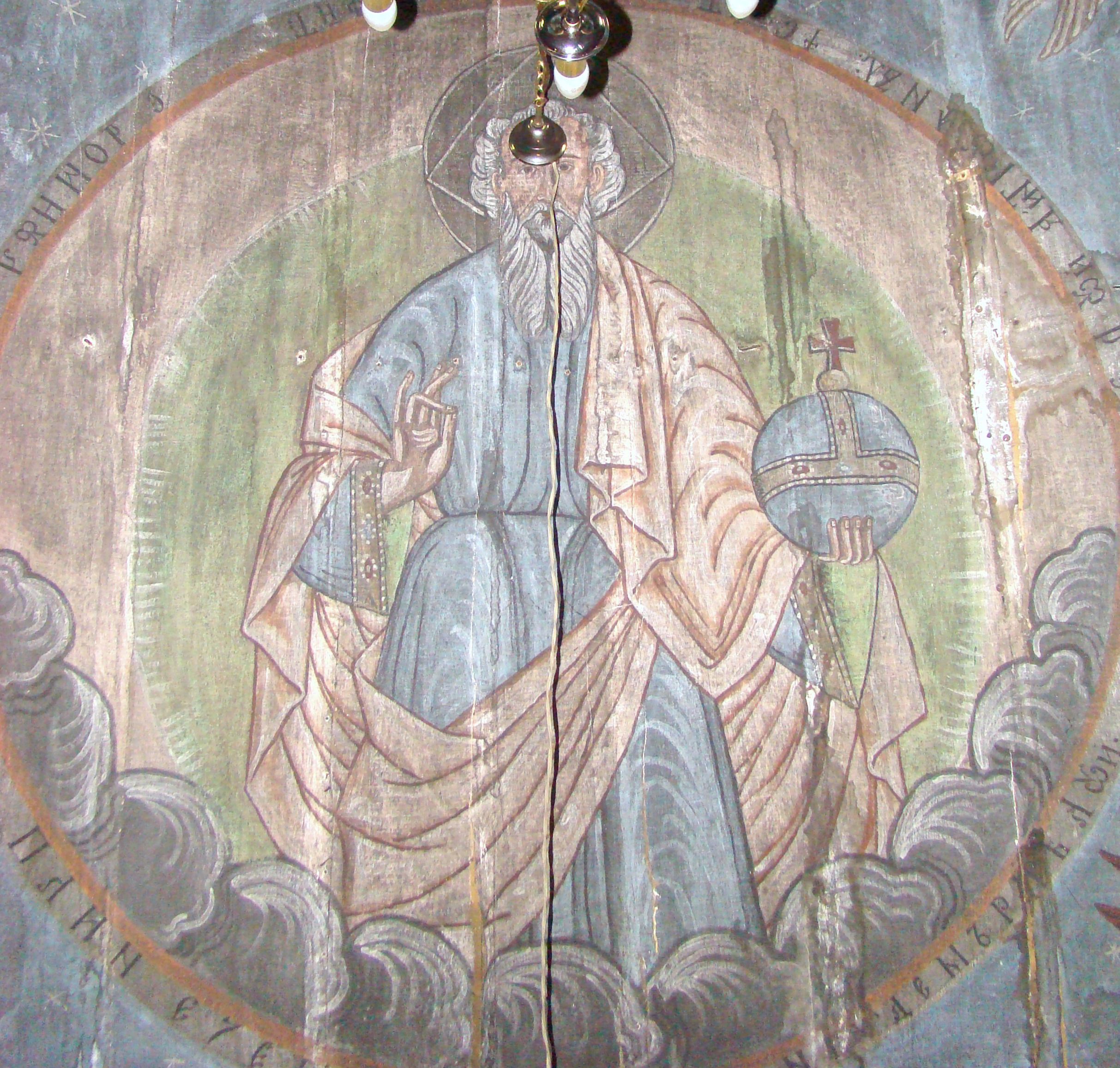
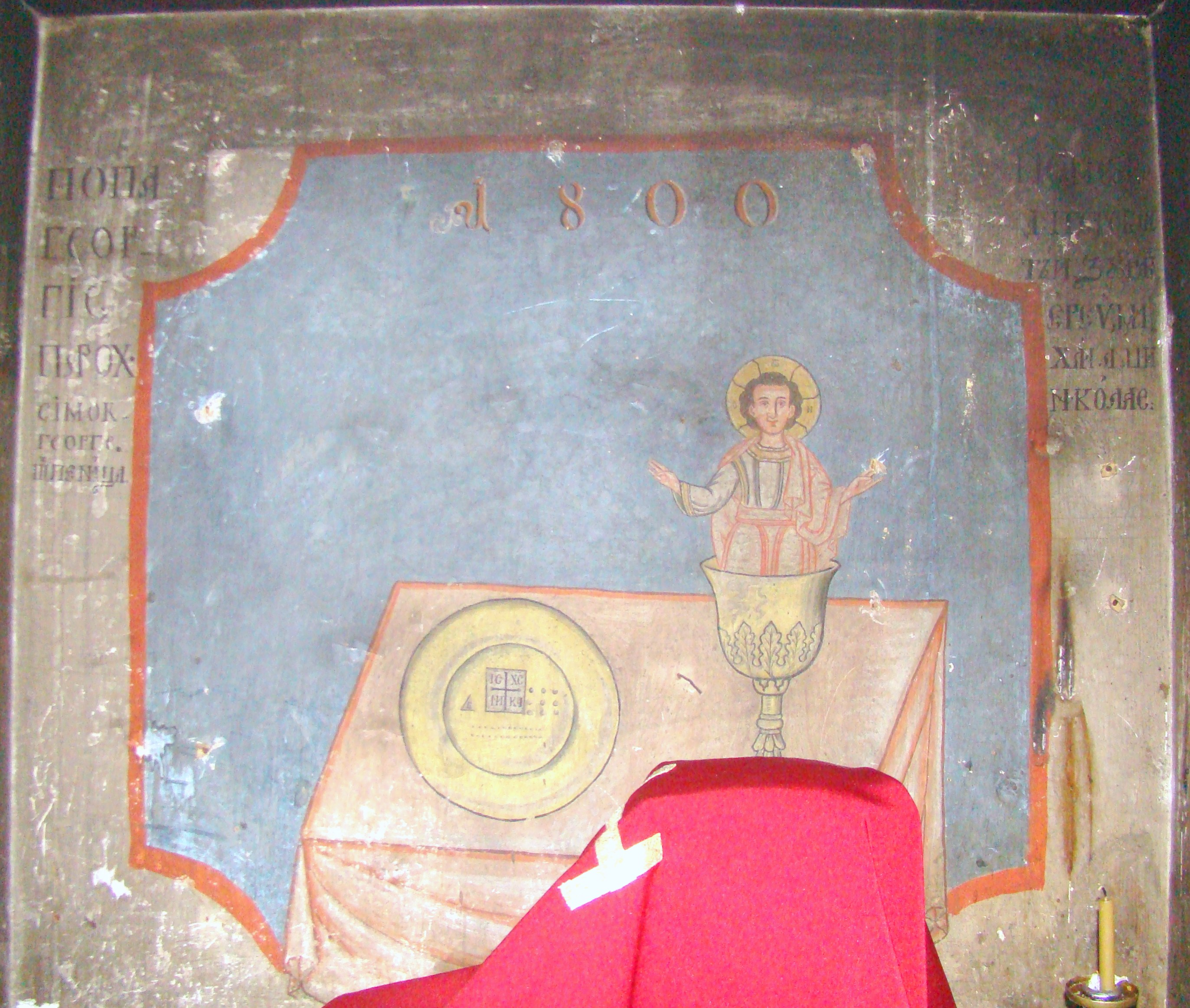
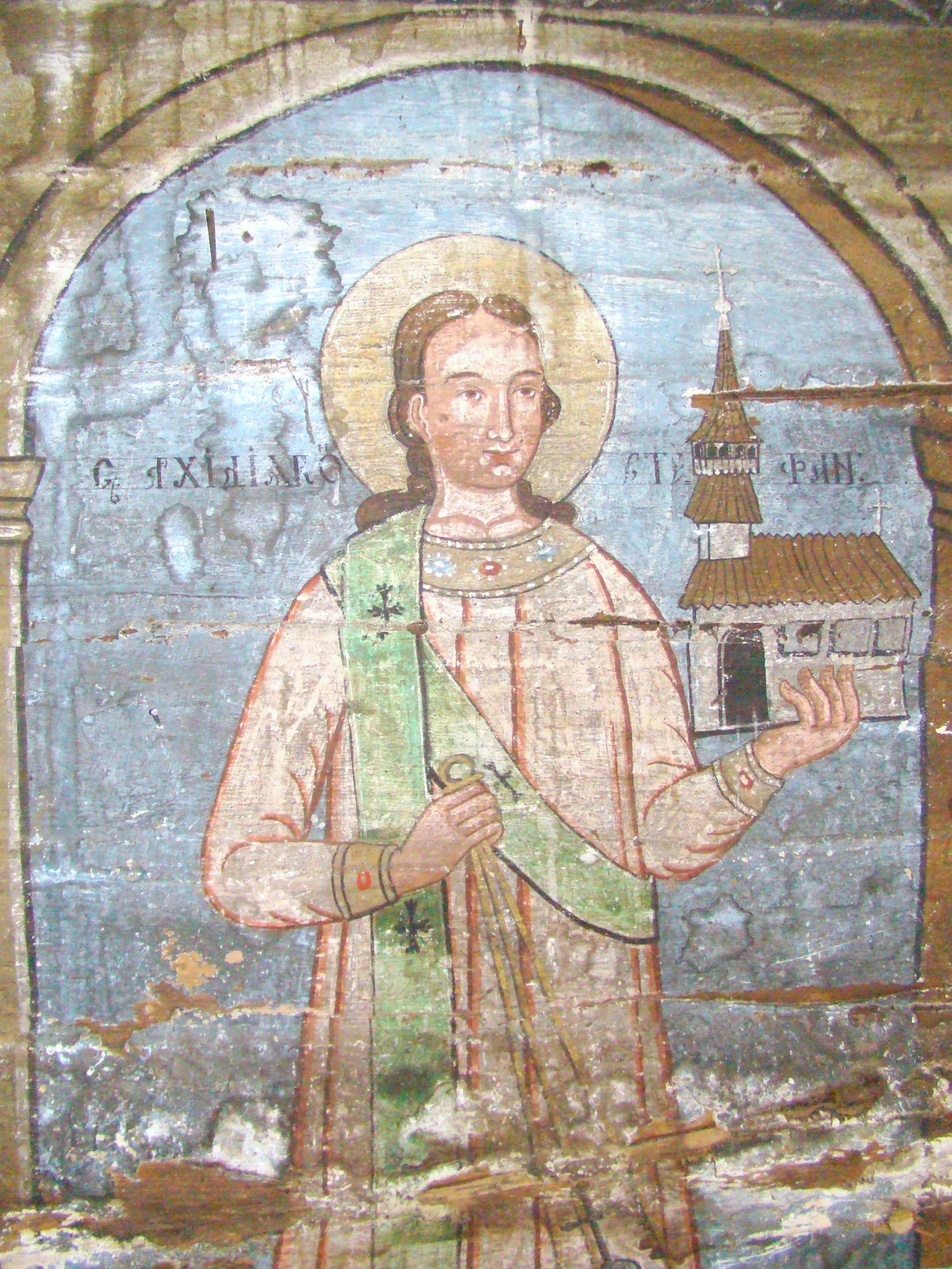
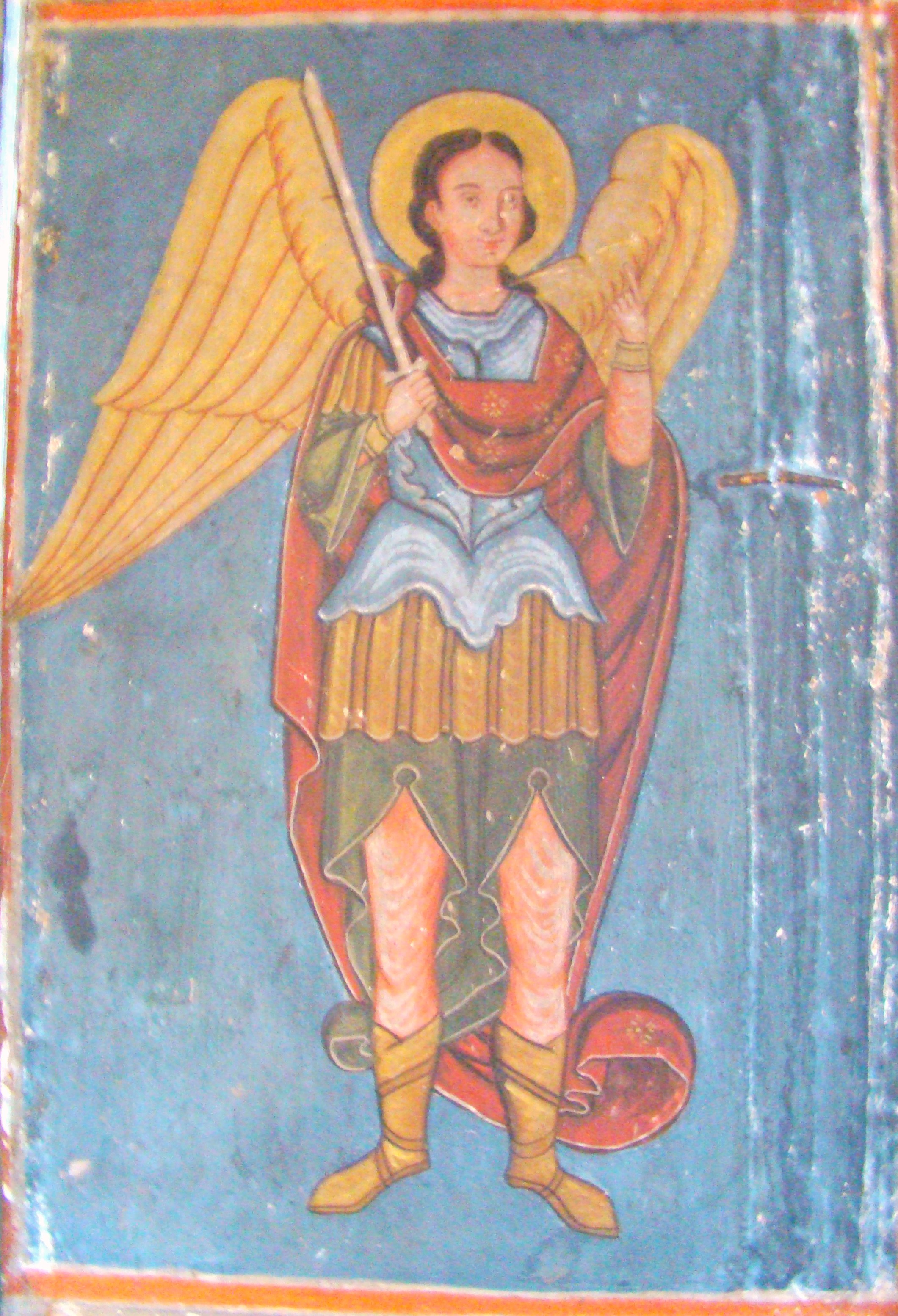
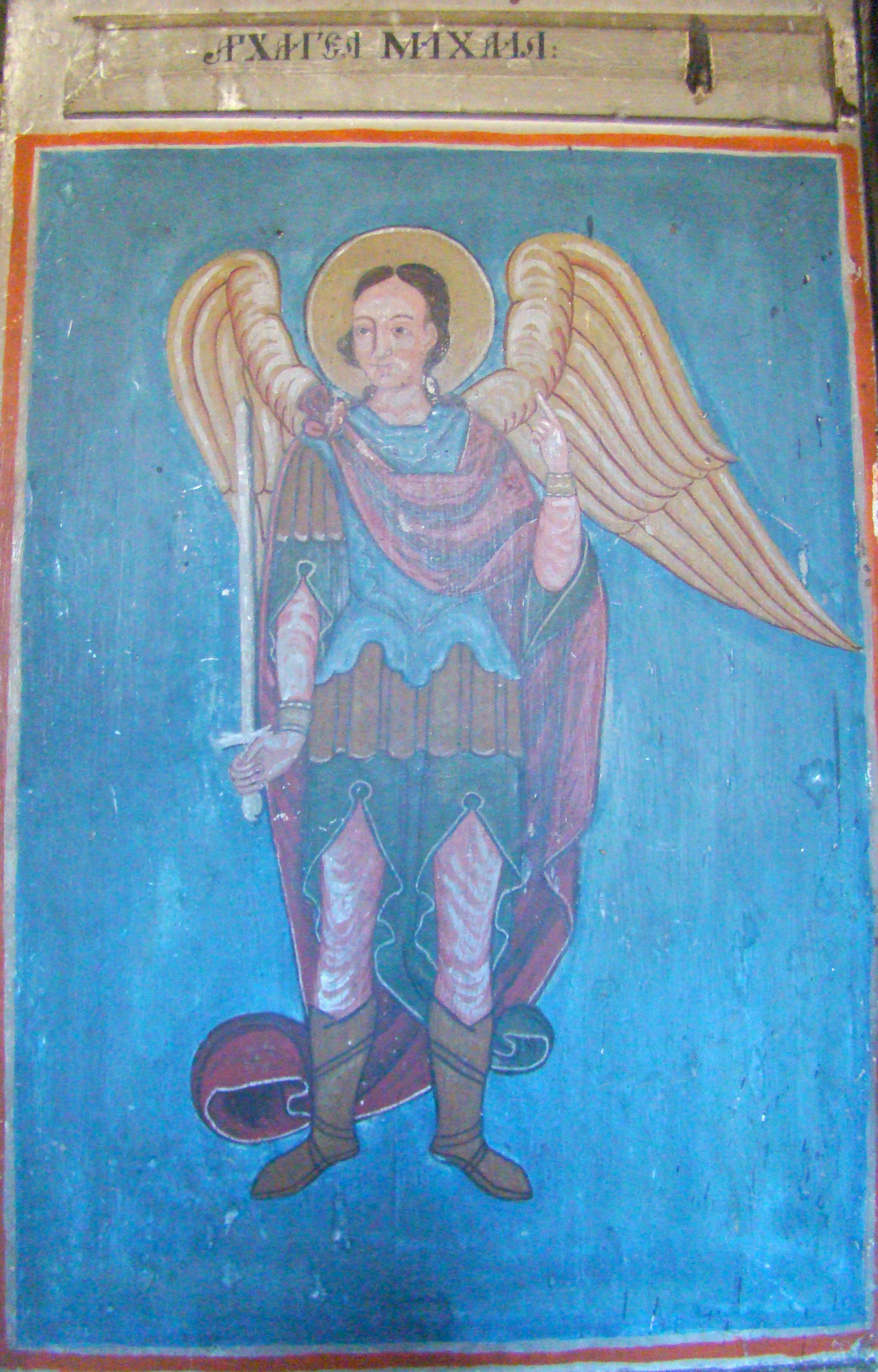
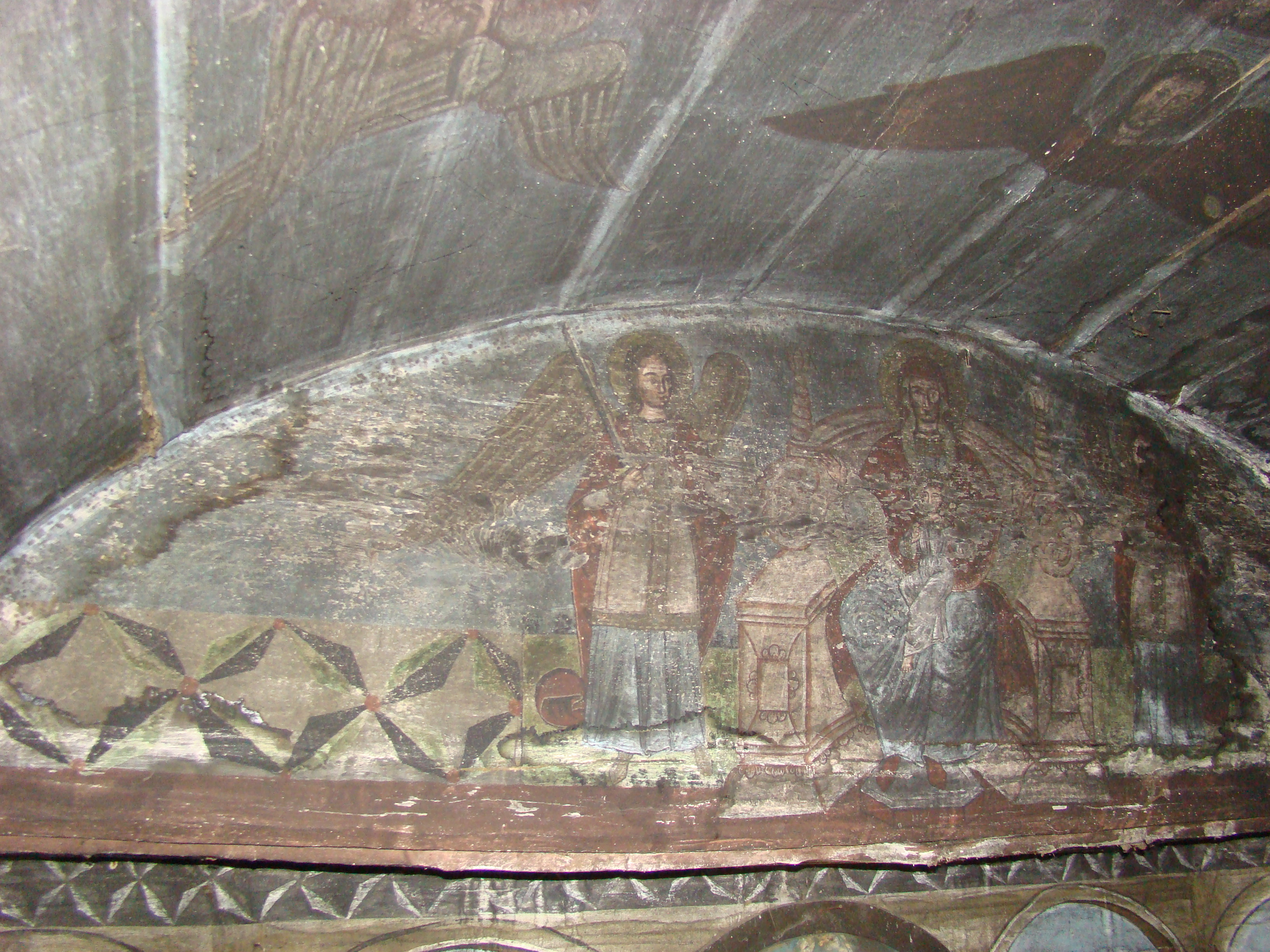
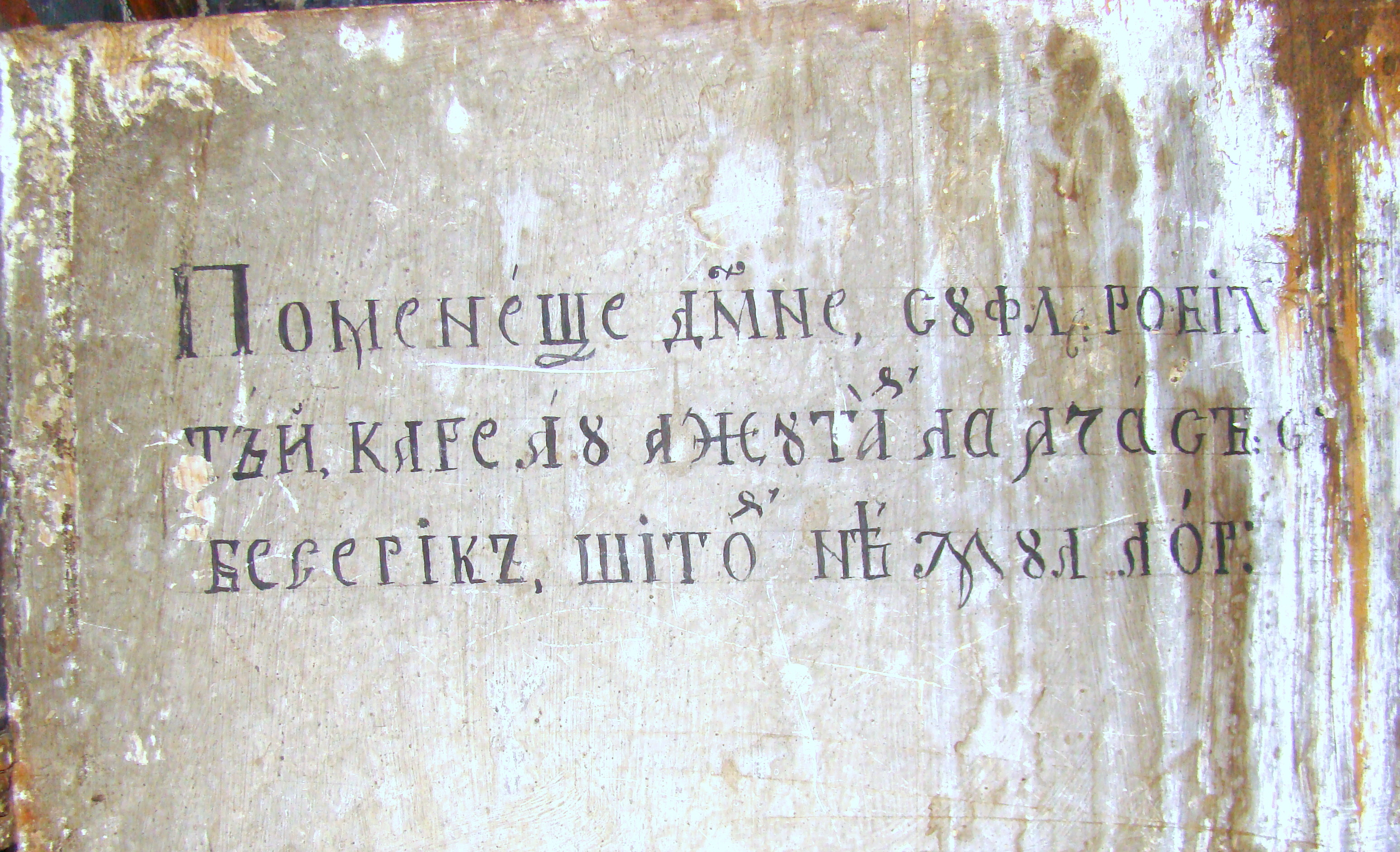
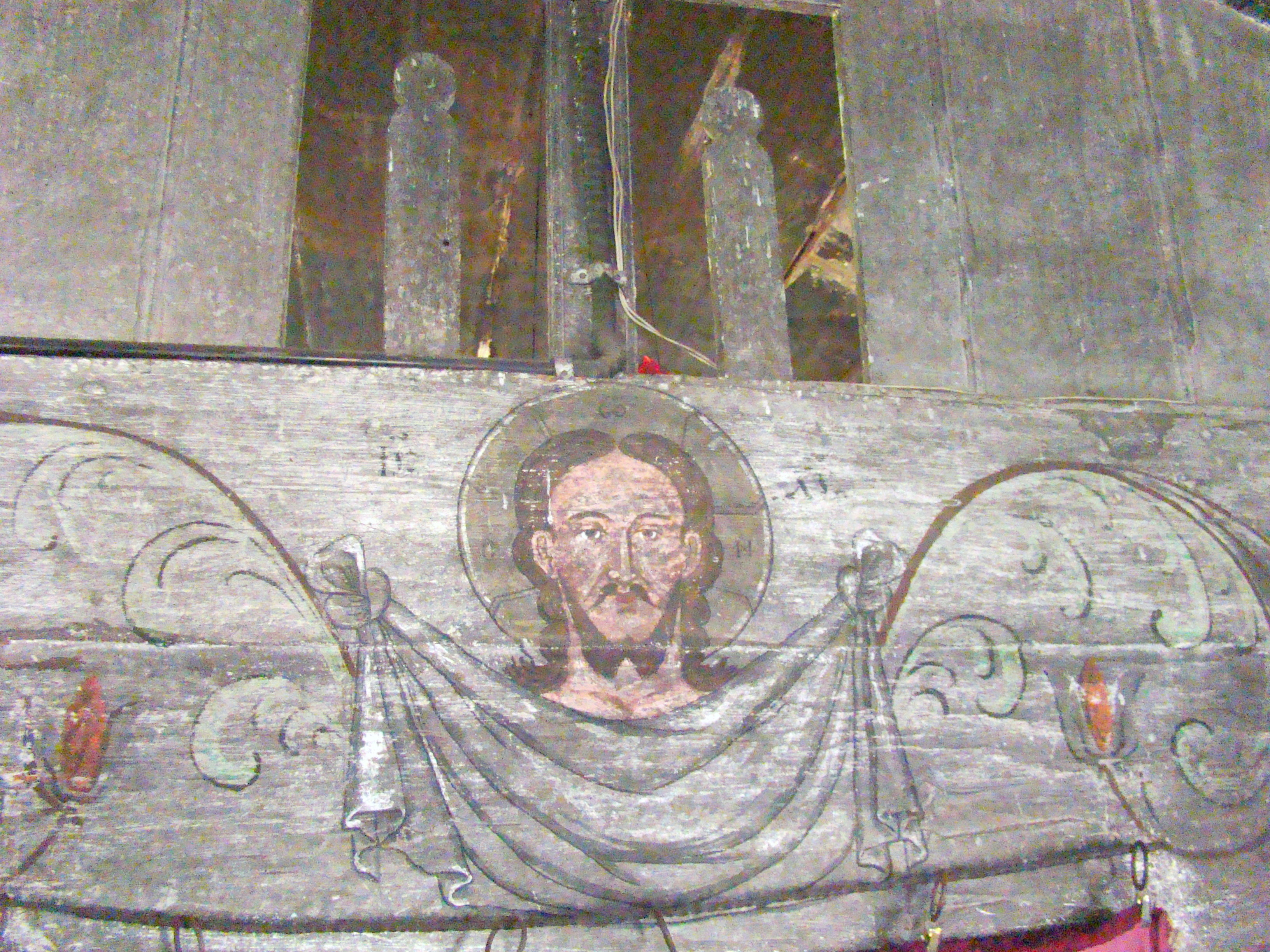
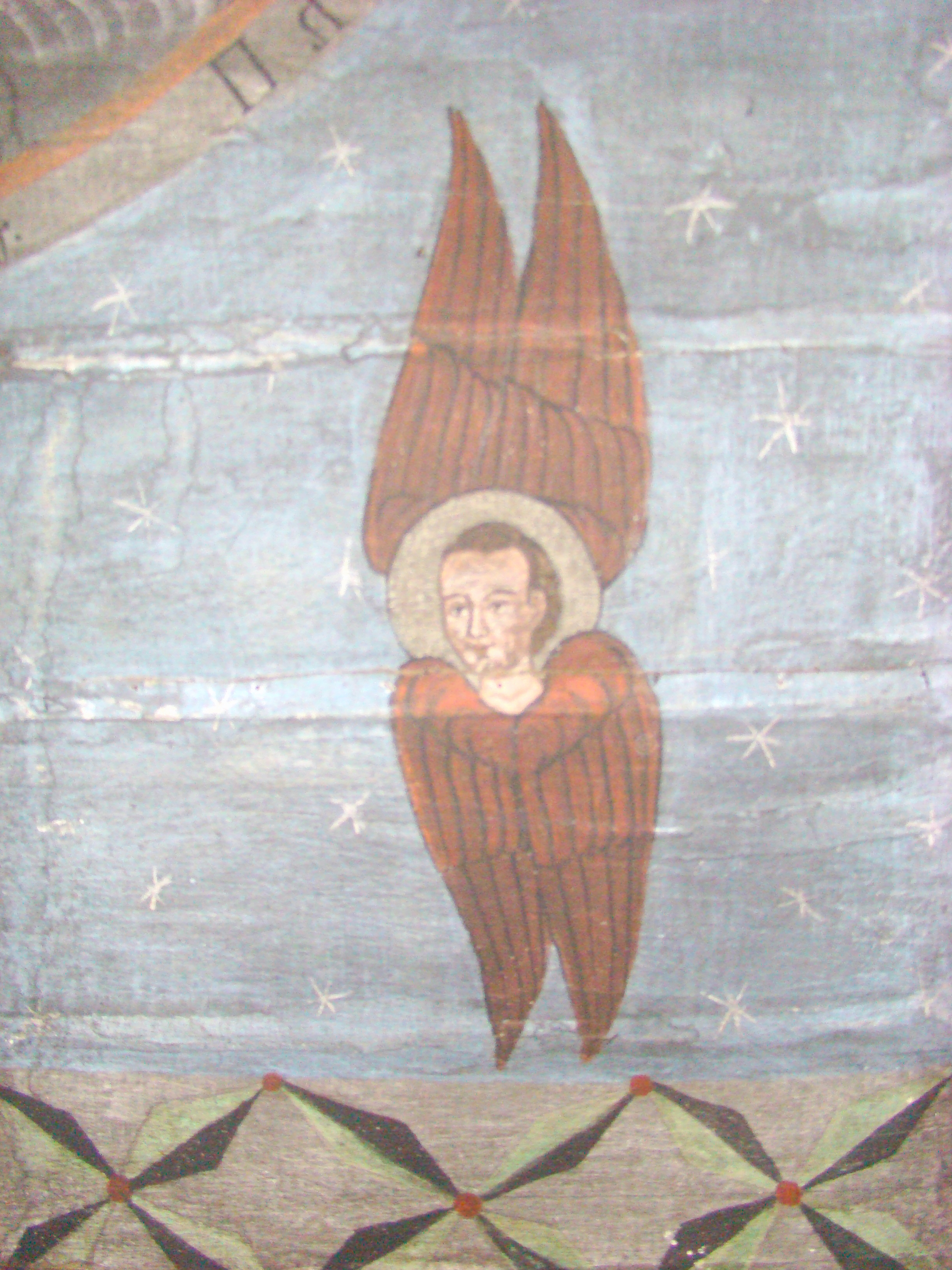
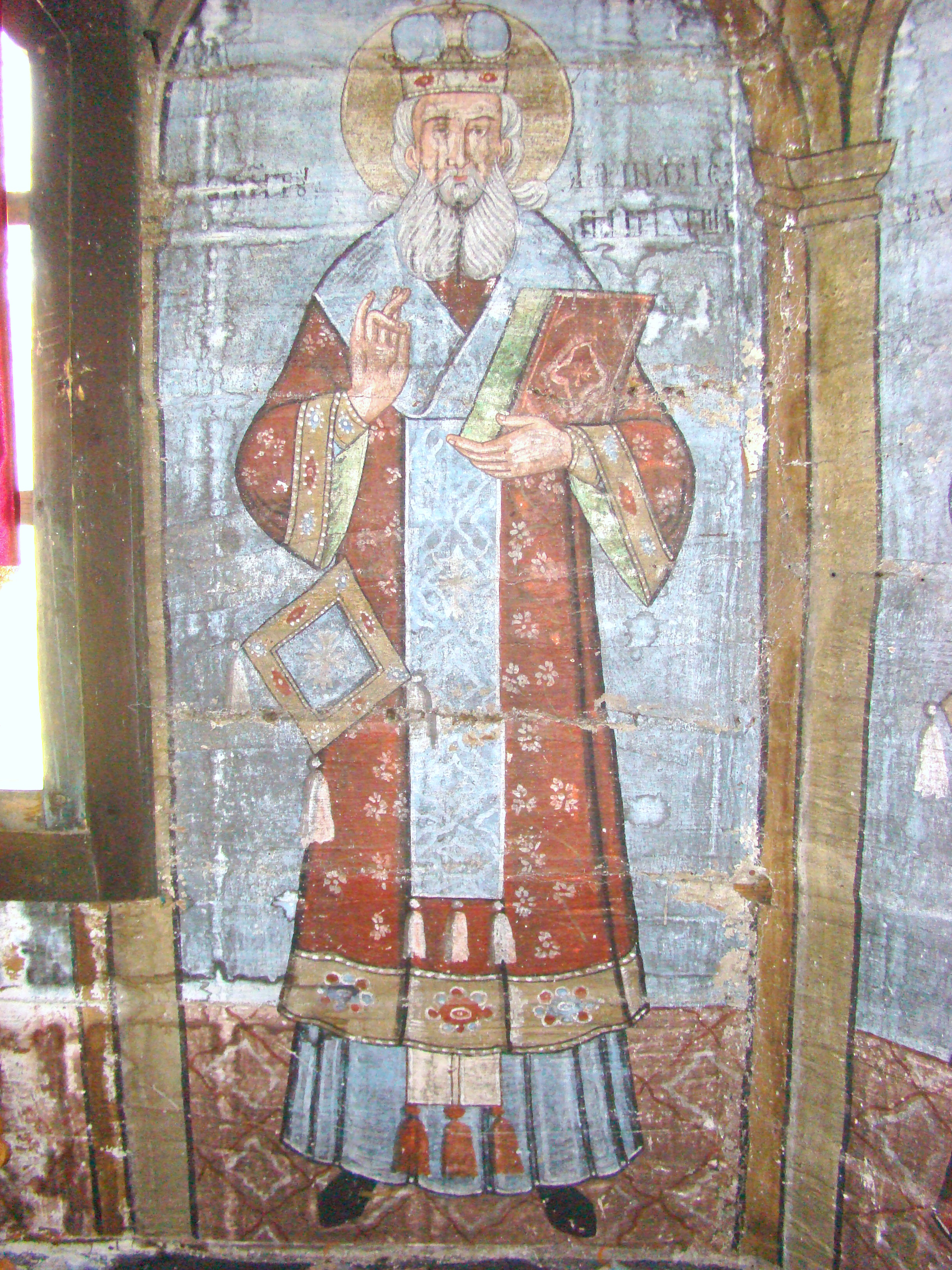
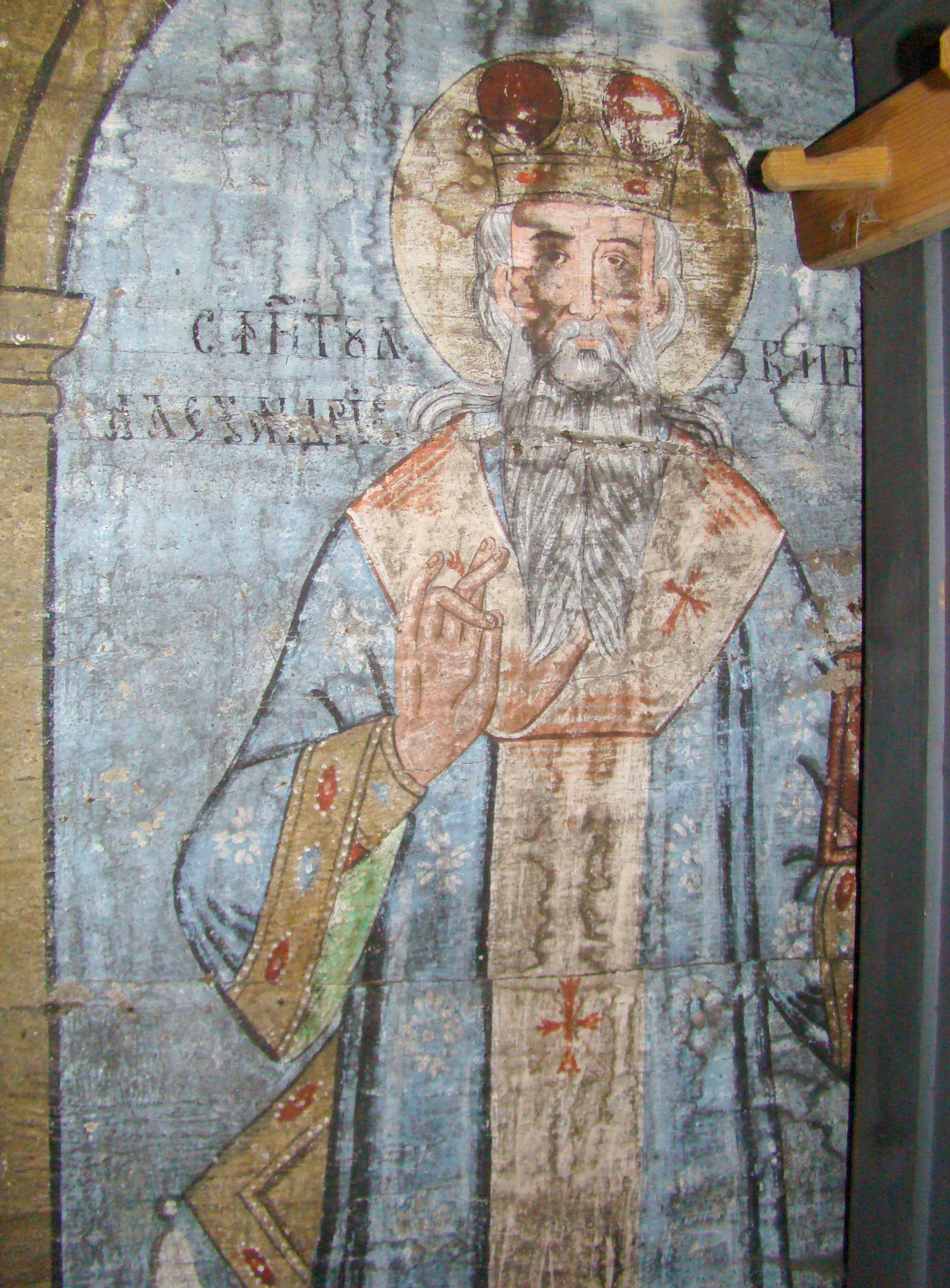
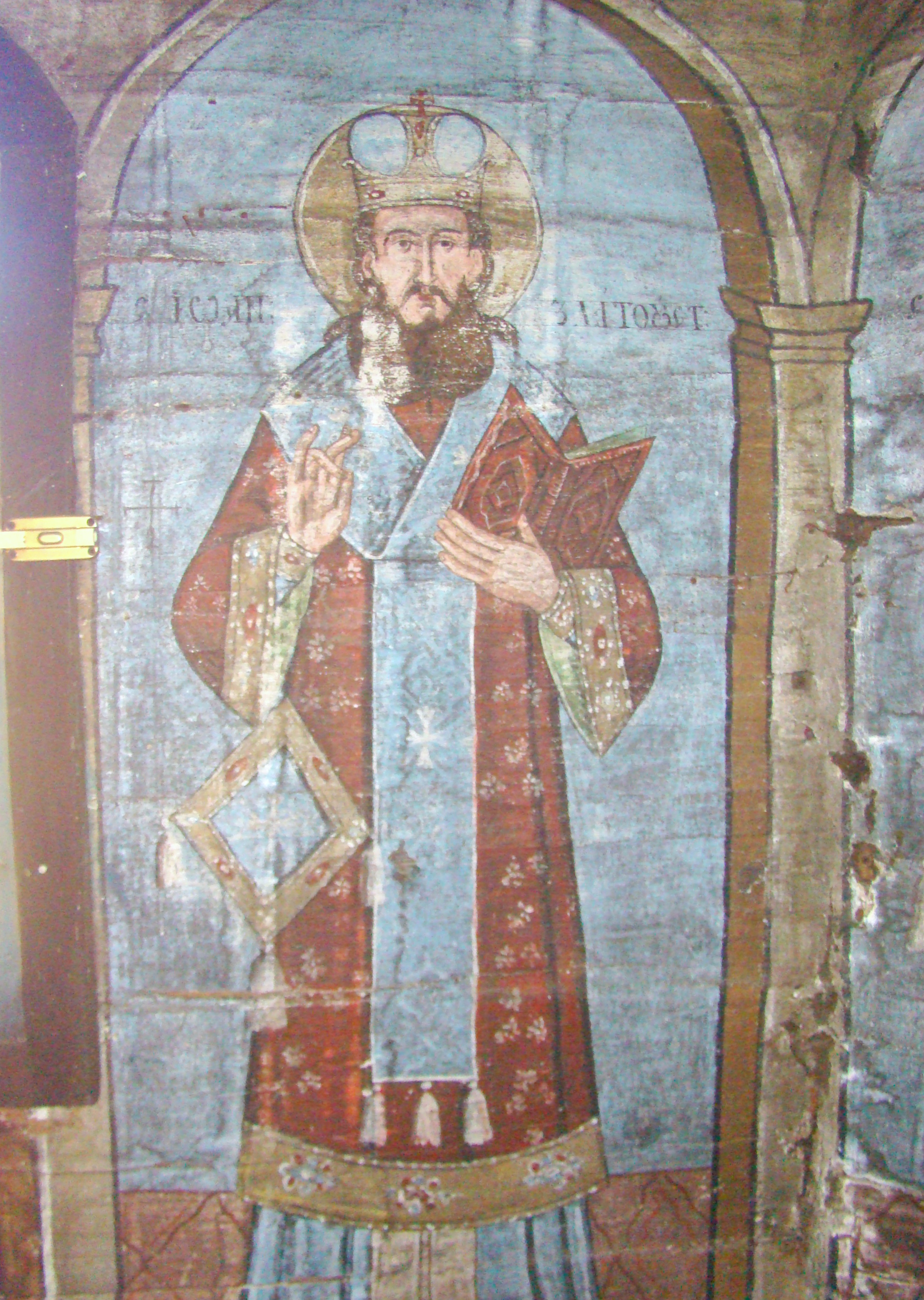
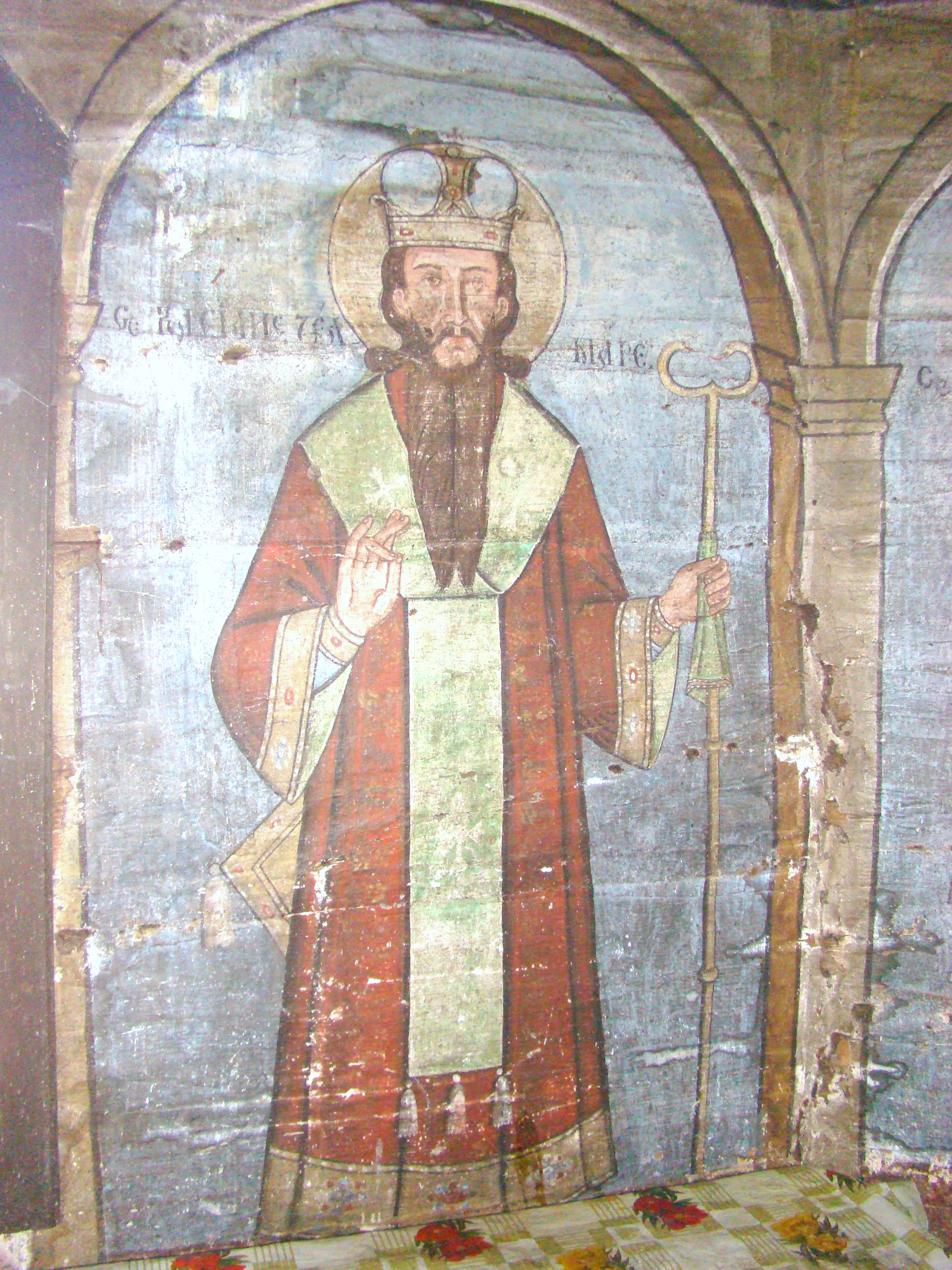
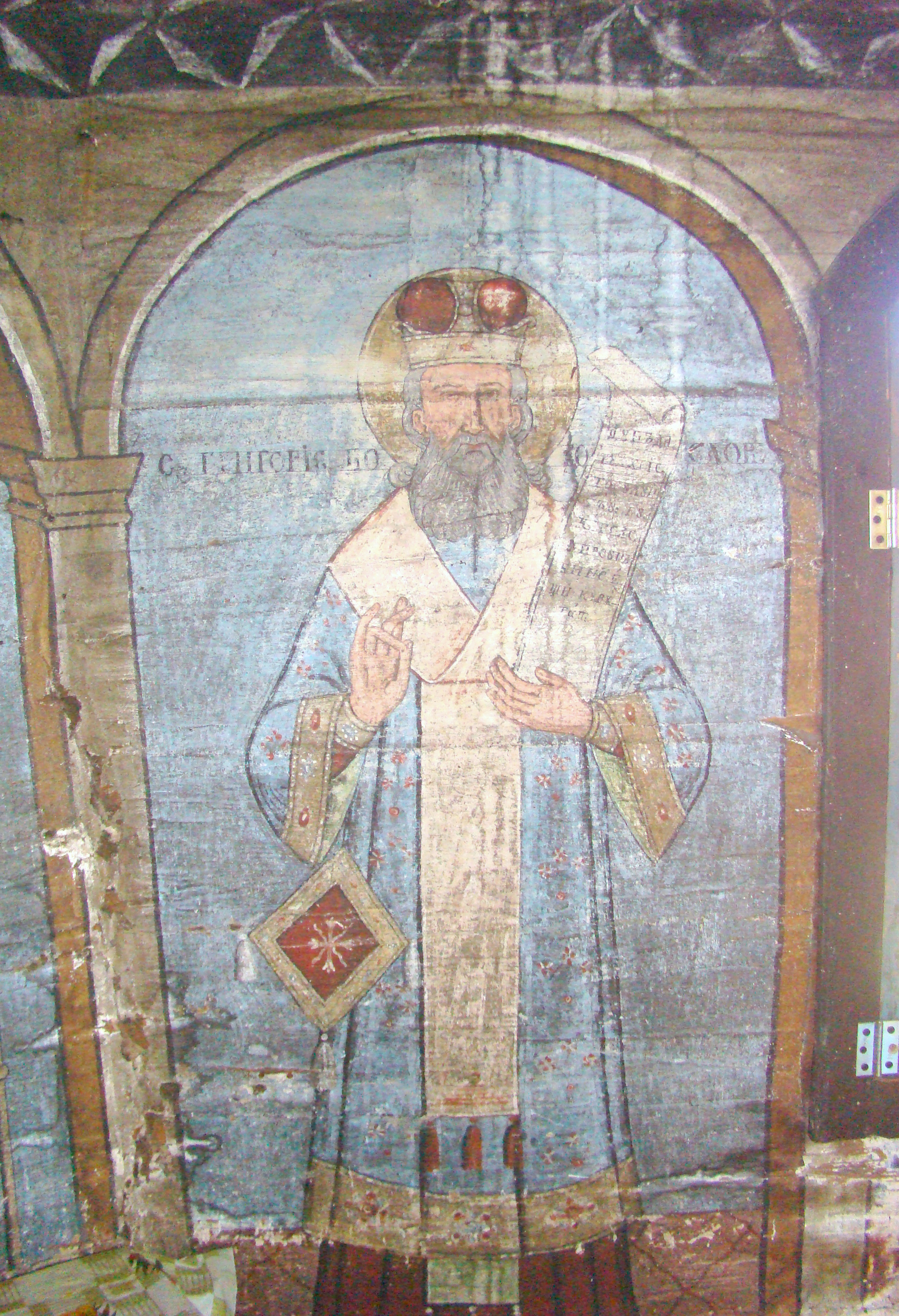
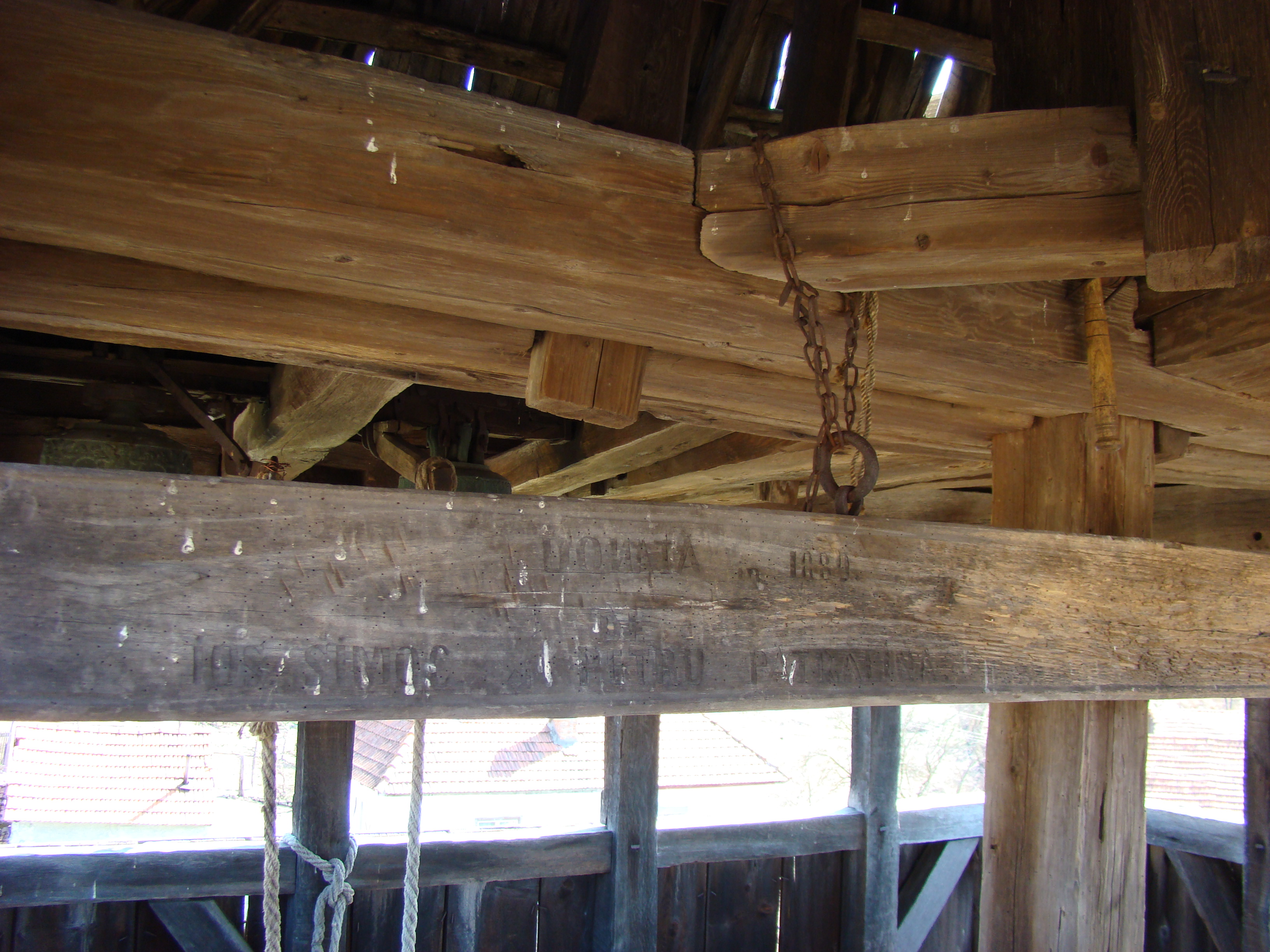
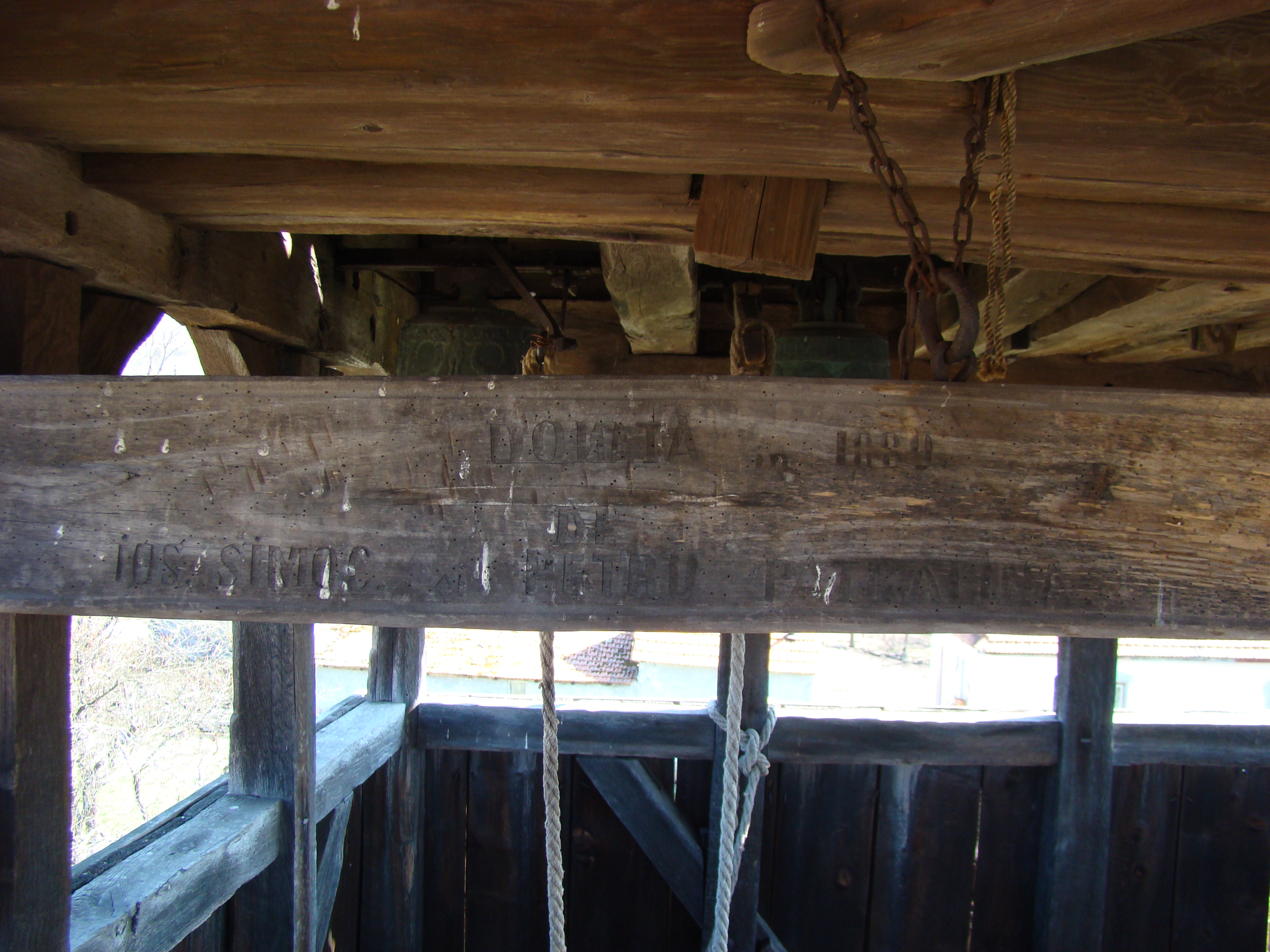
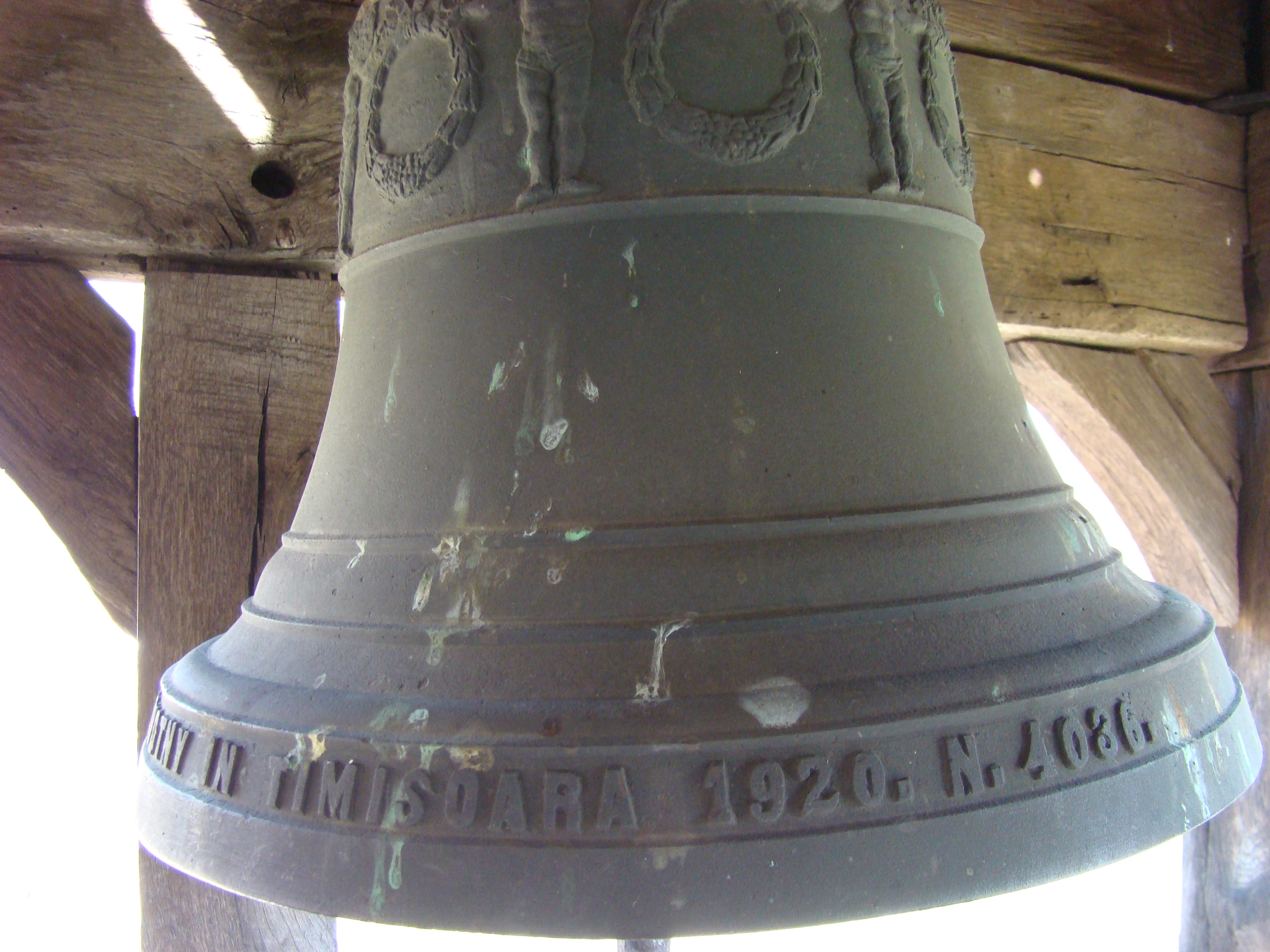
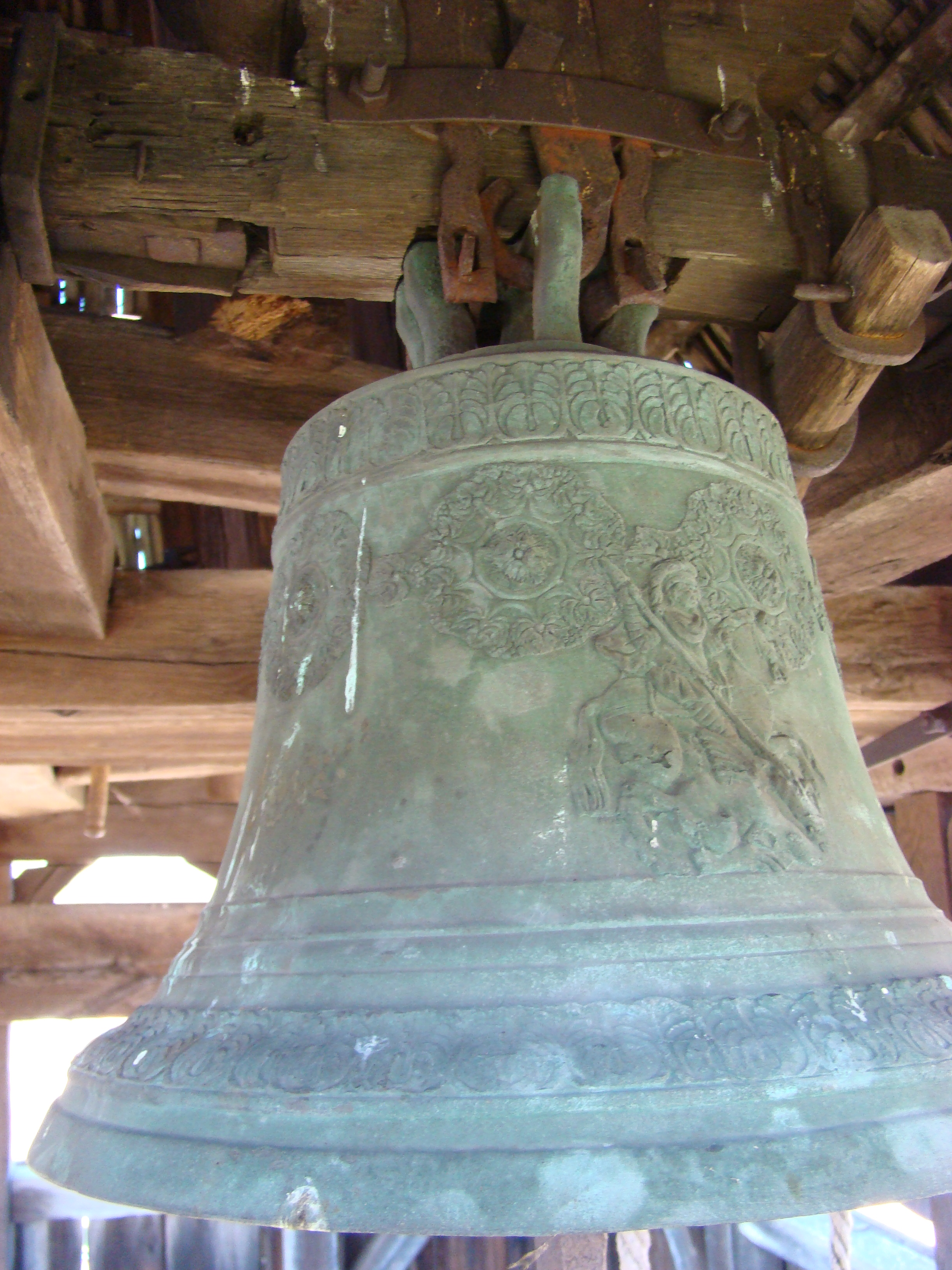
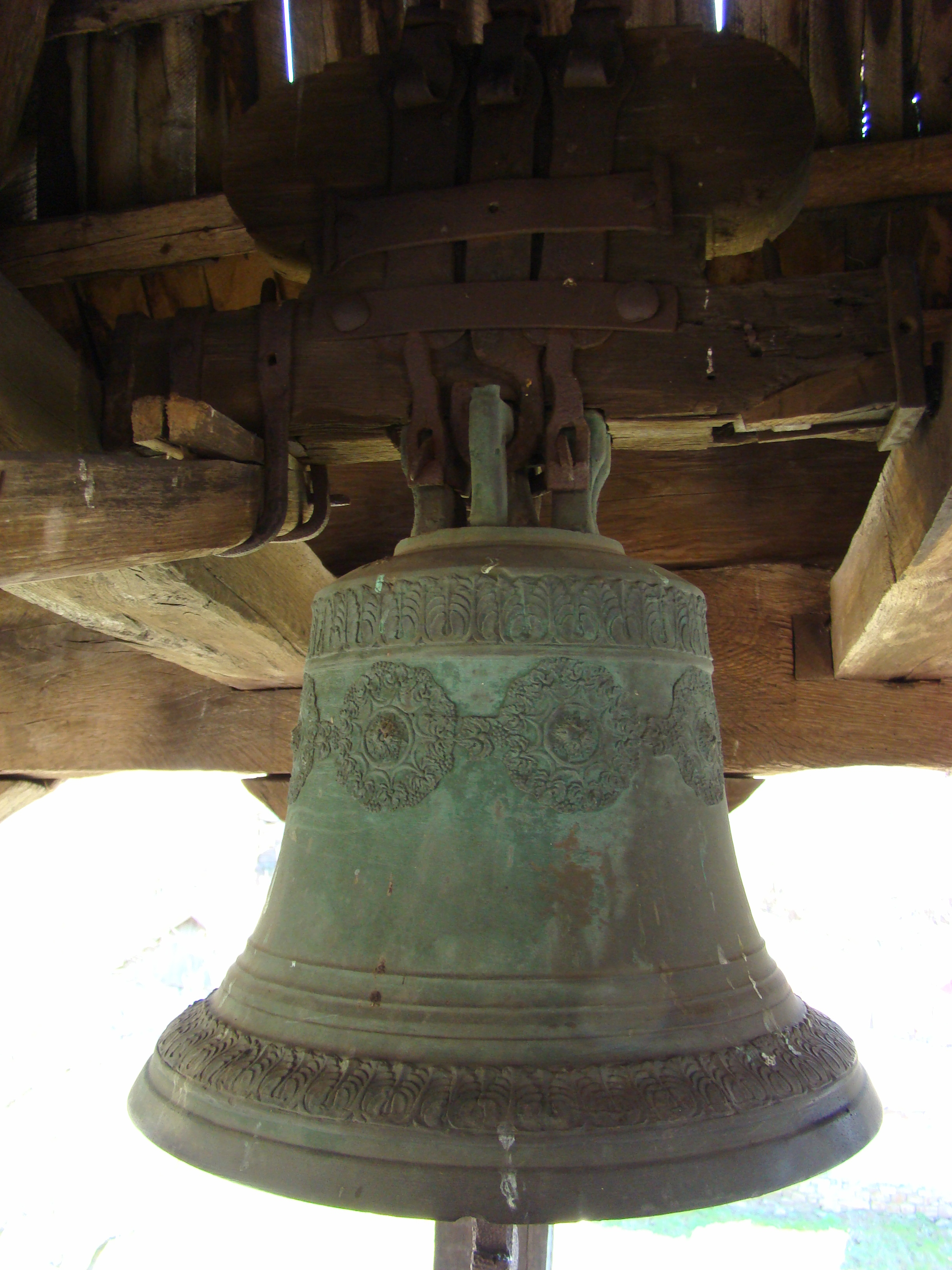